# Eleição municipal de Parnamirim em 2024
A eleição municipal da cidade de Parnamirim em 2024 foi realizada no dia 6 de outubro (primeiro turno) e elegeu um prefeito, um vice-prefeito e 21 vereadores para a administração da cidade, que se iniciou em 1° de janeiro de 2025 e terminará em 31 de dezembro de 2028. Por contar com menos de 200 mil eleitores, Parnamirim não conta com a possibilidade de ter segundo turno. Portanto, o resultado foi decidido ainda em primeiro turno.

## Contexto

### Eleições anteriores
O prefeito titular é Rosano Taveira, do Republicanos, que assumiu a prefeitura em 2017, após vencer as eleições municipais em 2016, e foi reeleito nas eleições municipais de 2020. Por estar em segundo mandato, Taveira está impedido, por força da legislação eleitoral, de concorrer a um novo mandato consecutivo.

### Eleitorado
Em agosto de 2024, Parnamirim contava com cerca de 142.270 pessoas aptas a votar, cerca de 56,30% da população total do município (252.716), segundo o Censo demográfico do Brasil de 2022. A cidade possui apenas uma zona eleitoral (50ª). Os eleitores tiveram até o dia 8 de maio para fazer a 1ª via ou a regularização do título junto ao cadastro biométrico.

## Calendário eleitoral
| Início        | Fim           | Atividades | Status    |
| ------------- | ------------- | --- | --------- |
| 7 de março    | 5 de abril    | Janela partidária para vereadores trocarem de partido visando concorrer às eleições sem perder o mandato. | Realizado |
| 6 de abril    | 6 de abril    | Data-limite para todas as legendas e federações partidárias obterem o registro dos estatutos no TSE e para todos os candidatos terem domicílio eleitoral na circunscrição em que desejam disputar as eleições com a filiação deferida pelo partido. | Realizado |
| 15 de maio    | 15 de maio    | Início da campanha de arrecadação prévia de recursos na modalidade de financiamento coletivo para pré-candidatos, sem realização de pedidos de voto e obedecendo a regras relativas à propaganda eleitoral na Internet.                             | Realizado |
| 20 de julho   | 5 de agosto   | Realização de convenções partidárias para deliberar sobre coligações e escolher candidatos às prefeituras e aos cargos de vereador. Os partidos têm até 15 de agosto para registrar os nomes na Justiça Eleitoral.                                  | Realizado |
| 16 de agosto  | 16 de agosto  | Início das campanhas eleitorais de forma igualitária, podendo qualquer publicidade ou manifestação com pedido explícito de voto antes da data ser considerada irregular e multada.                                                                  | Realizado |
| 30 de agosto  | 3 de outubro  | Veiculação da propaganda eleitoral gratuita no rádio e na televisão. | Realizado |
| 6 de outubro  | 6 de outubro  | Realização do primeiro turno das eleições municipais. | Realizado |
| 11 de outubro | 25 de outubro | Veiculação da propaganda eleitoral gratuita no rádio e na televisão para o segundo turno. | Realizado |
| 27 de outubro | 27 de outubro | Realização de um eventual segundo turno nas cidades com mais de 200 mil eleitores em que o candidato a prefeito mais votado não tenha atingido a metade mais um dos votos válidos.                                                                  | Realizado |

## Candidaturas

### Convenções partidárias
Em uma convenção, no dia 25 de julho de 2024, a Professora Nilda (Solidariedade) teve sua candidatura a prefeita homologada, tendo Kátia Pires (UNIÃO) como vice na chapa. O evento contou com a presença do vice-governador Walter Alves (MDB), da senadora Zenaide Maia (PSD), do ex-prefeito Maurício Marques, dos deputados estaduais Kleber Rodrigues (PSDB) e Ivanilson Oliveira (UNIÃO), os ex-senadores e ex-governadores José Agripino Maia (UNIÃO) e Garibaldi Alves Filho (MDB), além de demais aliados das candidatas homologadas na convenção.
No dia 27 de julho de 2024 foi realizada a convenção que oficializou Marciano Júnior (Avante) como candidato a prefeito e Cel. Dolvim (PRTB) como candidato a vice-prefeito.
No dia 28 de julho de 2024 foi a vez da convenção da FE Brasil (PT, PCdoB e PV), que oficializou a candidatura do Professor Eron (PT) a prefeito e de Mônica Cavalcante (PCdoB) a vice-prefeita. Além disso, foram anunciados 22 candidatos a vereador pelos três partidos que formam a federação. A última vez que o PT teve candidatura própria no município foi em 2004 em que o empresário Souza conquistou o 3º lugar no pleito com 8,45% dos votos válidos.
Por fim, no dia 3 de agosto de 2024, foram realizadas duas convenções. Uma delas sendo a convenção do NOVO que oficializou Daniel Rizzi como candidato a prefeito e Samuel Guerra como candidato a vice-prefeito. A outra delas sendo a convenção do PL que oficializou Salatiel de Souza (PL) como candidato a prefeito e Homero Grec (Republicanos) como candidato a vice-prefeito. Estiveram presentes nesta última convenção citada: o senador Rogério Marinho, o prefeito Rosano Taveira, o deputado federal General Girão, além de demais aliados dos candidatos homologados na convenção.

### Quadro de candidaturas
| Nº | Prefeito(a)  | Prefeito(a)      | Prefeito(a)       | Vice-prefeito(a) | Vice-prefeito(a) | Vice-prefeito(a)  | Vice-prefeito(a)  | Coligação                                                                                   | Ref.                        |
| Nº | Candidato(a) | Candidato(a)     | Partido Federação | Candidato(a)     | Candidato(a)     | Candidato(a)      | Partido Federação | Coligação                                                                                   | Ref.                        |
| -- | ------------ | ---------------- | ----------------- | ---------------- | ---------------- | ----------------- | ----------------- | ------------------------------------------------------------------------------------------- | --------------------------- |
| 13 |              | Professor Eron   | PT FE Brasil      |                  |                  | Mônica Cavalcante | PCdoB FE Brasil   | Sem coligação                                                                               | [ 21 ] [ 14 ] [ 15 ] [ 16 ] |
| 22 |              | Salatiel         | PL                |                  |                  | Homero            | Republicanos      | Parnamirim pra frente PL, Republicanos, PODE, Fed. PSDB Cidadania (PSDB, Cidadania), DC, PP | [ 22 ] [ 19 ] [ 20 ]        |
| 30 |              | Daniel Rizzi     | NOVO              |                  |                  | Samuel Guerra     | NOVO              | Sem coligação                                                                               | [ 23 ] [ 24 ] [ 13 ]        |
| 70 |              | Marciano Júnior  | Avante            |                  |                  | Cel Dolvim        | PRTB              | Por uma Parnamirim melhor Avante, PRTB                                                      | [ 25 ] [ 14 ] [ 13 ]        |
| 77 |              | Professora Nilda | Solidariedade     |                  |                  | Kátia Pires       | UNIÃO             | Parnamirim nas mãos do povo PDT, MDB, PSB, UNIÃO, PSD, Solidariedade                        | [ 26 ] [ 10 ] [ 11 ] [ 12 ] |

### Desistências
- Wolney França (PSDB) - O presidente da Câmara Municipal de Parnamirim,[27] Wolney França, informou no dia 20 de maio de 2024 que desistiu da disputa do pleito para prefeito de Parnamirim, o mesmo também informou que iria tentar a reeleição para o cargo que ocupa atualmente.[28]

## Debates
De acordo com as regras eleitorais, as emissoras só poderão convocar para o debate os candidatos que obtiverem a concordância de pelo menos dois terços de candidatas e candidatos, no caso de eleição majoritária (cargo de prefeito), e de pelo menos dois terços dos partidos ou das federações com candidatas e candidatos, no caso de eleição proporcional (cargo de vereador). Caso não seja possível um acordo, as emissoras de rádio e televisão podem apresentar debates em conjunto para o cargo de prefeito, estando presentes todas as candidatas e todos os candidatos, ou em grupos, com a presença de, no mínimo, três pessoas.
| Data                 | Organizador(es) | Mediação         | Candidatos(as)      | Candidatos(as)           | Candidatos(as)      | Candidatos(as)                   | Candidatos(as)         | Ref.   |
| Data                 | Organizador(es) | Mediação         | Daniel Rizzi (NOVO) | Marciano Júnior (Avante) | Professor Eron (PT) | Professora Nilda (Solidariedade) | Salatiel de Souza (PL) | Ref.   |
| -------------------- | --------------- | ---------------- | ------------------- | ------------------------ | ------------------- | -------------------------------- | ---------------------- | ------ |
| 14 de agosto de 2024 | Band RN         | Anna Ruth Dantas | Presente            | Presente                 | Presente            | Ausente                          | Presente               | [ 30 ] |

## Pesquisas eleitorais

### Intenção de voto
Essas pesquisas buscam analisar como seria o resultado da eleição se ela ocorresse no dia em que os dados dos entrevistados foram coletados, não tendo como objetivo pela porcentagem de confiança, prever o resultado final da eleição. É possível ver, na tabela abaixo, pesquisas de intenção de voto estimuladas realizadas por diferentes institutos de pesquisa.
| Fonte Registro no TSE          | Data(s) conduzida(s) | Amostragem  | Nilda Solidariedade                                                                                               | Nilda Solidariedade                                                                                               | Nilda Solidariedade                                                                                               | Nilda Solidariedade                                                                                               | Nilda Solidariedade                                                                                               | Nilda Solidariedade                                                                                               | Nilda Solidariedade                                                                                               | Nilda Solidariedade                                                                                               | Nilda Solidariedade                                                                                               | Nilda Solidariedade                                                                                               | Nilda Solidariedade                                                                                               | Nilda Solidariedade                                                                                               | Nilda Solidariedade                                                                                               | Nilda Solidariedade                                                                                               | Nilda Solidariedade                                                                                               | Nilda Solidariedade                                                                                               | Nilda Solidariedade                                                                                               | Nilda Solidariedade                                                                                               | Nilda Solidariedade                                                                                               | Nilda Solidariedade                                                                                               | Nilda Solidariedade                                                                                               | Nilda Solidariedade                                                                                               | Nilda Solidariedade                                                                                               | Nilda Solidariedade                                                                                               | Nilda Solidariedade                                                                                               | Nilda Solidariedade                                                                                               | Nilda Solidariedade                                                                                               | Nilda Solidariedade                                                                                               | Nilda Solidariedade                                                                                               | Nilda Solidariedade                                                                                               | Nilda Solidariedade                                                                                               | Nilda Solidariedade                                                                                               | Nilda Solidariedade                                                                                               | Nilda Solidariedade                                                                                               | Nilda Solidariedade                                                                                               | Nilda Solidariedade                                                                                               | Nilda Solidariedade                                                                                               | Nilda Solidariedade                                                                                               | Nilda Solidariedade                                                                                               | Nilda Solidariedade                                                                                               | Nilda Solidariedade                                                                                               | Nilda Solidariedade                                                                                               | Nilda Solidariedade                                                                                               | Nilda Solidariedade                                                                                               | Nilda Solidariedade                                                                                               | Nilda Solidariedade                                                                                               | Nilda Solidariedade                                                                                               | Nilda Solidariedade                                                                                               | Nilda Solidariedade                                                                                               | Nilda Solidariedade                                                                                               | Nilda Solidariedade                                                                                               | Nilda Solidariedade                                                                                               | Nilda Solidariedade                                                                                               | Nilda Solidariedade                                                                                               | Nilda Solidariedade                                                                                               | Nilda Solidariedade                                                                                               | Nilda Solidariedade                                                                                               | Nilda Solidariedade                                                                                               | Nilda Solidariedade                                                                                               | Nilda Solidariedade                                                                                               | Nilda Solidariedade                                                                                               | Nilda Solidariedade                                                                                               | Nilda Solidariedade                                                                                               | Nilda Solidariedade                                                                                               | Nilda Solidariedade                                                                                               | Nilda Solidariedade                                                                                               | Nilda Solidariedade                                                                                               | Nilda Solidariedade                                                                                               | Nilda Solidariedade                                                                                               | Nilda Solidariedade                                                                                               | Nilda Solidariedade                                                                                               | Nilda Solidariedade                                                                                               | Nilda Solidariedade                                                                                               | Nilda Solidariedade                                                                                               | Nilda Solidariedade                                                                                               | Nilda Solidariedade                                                                                               | Nilda Solidariedade                                                                                               | Nilda Solidariedade                                                                                               | Nilda Solidariedade                                                                                               | Nilda Solidariedade                                                                                               | Nilda Solidariedade                                                                                               | Nilda Solidariedade                                                                                               | Nilda Solidariedade                                                                                               | Nilda Solidariedade                                                                                               | Nilda Solidariedade                                                                                               | Nilda Solidariedade                                                                                               | Nilda Solidariedade                                                                                               | Nilda Solidariedade                                                                                               | Nilda Solidariedade                                                                                               | Nilda Solidariedade                                                                                               | Nilda Solidariedade                                                                                               | Nilda Solidariedade                                                                                               | Nilda Solidariedade                                                                                               | Nilda Solidariedade                                                                                               | Nilda Solidariedade                                                                                               | Nilda Solidariedade                                                                                               | Salatiel PL | Salatiel PL | Salatiel PL | Salatiel PL | Salatiel PL | Salatiel PL | Salatiel PL | Salatiel PL | Salatiel PL | Salatiel PL | Salatiel PL | Salatiel PL | Salatiel PL | Salatiel PL | Salatiel PL | Salatiel PL | Salatiel PL | Salatiel PL | Salatiel PL | Salatiel PL | Salatiel PL | Salatiel PL | Salatiel PL | Salatiel PL | Salatiel PL | Salatiel PL | Salatiel PL | Salatiel PL | Salatiel PL | Salatiel PL | Salatiel PL | Salatiel PL | Salatiel PL | Salatiel PL | Salatiel PL | Salatiel PL | Salatiel PL | Salatiel PL | Salatiel PL | Salatiel PL | Salatiel PL | Salatiel PL | Salatiel PL | Salatiel PL | Salatiel PL | Salatiel PL | Salatiel PL | Salatiel PL | Salatiel PL | Salatiel PL | Salatiel PL | Salatiel PL | Salatiel PL | Salatiel PL | Salatiel PL | Salatiel PL | Salatiel PL | Salatiel PL | Salatiel PL | Salatiel PL | Salatiel PL | Salatiel PL | Salatiel PL | Salatiel PL | Salatiel PL | Salatiel PL | Salatiel PL | Salatiel PL | Salatiel PL | Salatiel PL | Salatiel PL | Salatiel PL | Salatiel PL | Salatiel PL | Salatiel PL | Salatiel PL | Salatiel PL | Salatiel PL | Salatiel PL | Salatiel PL | Salatiel PL | Salatiel PL | Salatiel PL | Salatiel PL | Salatiel PL | Salatiel PL | Salatiel PL | Salatiel PL | Salatiel PL | Salatiel PL | Salatiel PL | Salatiel PL | Salatiel PL | Salatiel PL | Salatiel PL | Salatiel PL | Júnior Avante | Júnior Avante | Júnior Avante | Júnior Avante | Júnior Avante | Júnior Avante | Júnior Avante | Júnior Avante | Júnior Avante | Júnior Avante | Júnior Avante | Júnior Avante | Júnior Avante | Júnior Avante | Júnior Avante | Júnior Avante | Júnior Avante | Júnior Avante | Júnior Avante | Júnior Avante | Júnior Avante | Júnior Avante | Júnior Avante | Júnior Avante | Júnior Avante | Júnior Avante | Júnior Avante | Júnior Avante | Júnior Avante | Júnior Avante | Júnior Avante | Júnior Avante | Júnior Avante | Júnior Avante | Júnior Avante | Júnior Avante | Júnior Avante | Júnior Avante | Júnior Avante | Júnior Avante | Júnior Avante | Júnior Avante | Júnior Avante | Júnior Avante | Júnior Avante | Júnior Avante | Júnior Avante | Júnior Avante | Júnior Avante | Júnior Avante | Júnior Avante | Júnior Avante | Júnior Avante | Júnior Avante | Júnior Avante | Júnior Avante | Júnior Avante | Júnior Avante | Júnior Avante | Júnior Avante | Júnior Avante | Júnior Avante | Júnior Avante | Júnior Avante | Júnior Avante | Júnior Avante | Júnior Avante | Júnior Avante | Júnior Avante | Júnior Avante | Júnior Avante | Júnior Avante | Júnior Avante | Júnior Avante | Júnior Avante | Júnior Avante | Júnior Avante | Júnior Avante | Júnior Avante | Júnior Avante | Júnior Avante | Júnior Avante | Júnior Avante | Júnior Avante | Júnior Avante | Júnior Avante | Júnior Avante | Júnior Avante | Júnior Avante | Júnior Avante | Júnior Avante | Júnior Avante | Júnior Avante | Júnior Avante | Júnior Avante | Júnior Avante | Eron PT | Eron PT | Eron PT | Eron PT | Eron PT | Eron PT | Eron PT | Eron PT | Eron PT | Eron PT | Eron PT | Eron PT | Eron PT | Eron PT | Eron PT | Eron PT | Eron PT | Eron PT | Eron PT | Eron PT | Eron PT | Eron PT | Eron PT | Eron PT | Eron PT | Eron PT | Eron PT | Eron PT | Eron PT | Eron PT | Eron PT | Eron PT | Eron PT | Eron PT | Eron PT | Eron PT | Eron PT | Eron PT | Eron PT | Eron PT | Eron PT | Eron PT | Eron PT | Eron PT | Eron PT | Eron PT | Eron PT | Eron PT | Eron PT | Eron PT | Eron PT | Eron PT | Eron PT | Eron PT | Eron PT | Eron PT | Eron PT | Eron PT | Eron PT | Eron PT | Eron PT | Eron PT | Eron PT | Eron PT | Eron PT | Eron PT | Eron PT | Eron PT | Eron PT | Eron PT | Eron PT | Eron PT | Eron PT | Eron PT | Eron PT | Eron PT | Eron PT | Eron PT | Eron PT | Eron PT | Eron PT | Eron PT | Eron PT | Eron PT | Eron PT | Eron PT | Eron PT | Eron PT | Eron PT | Eron PT | Eron PT | Eron PT | Eron PT | Eron PT | Eron PT | Eron PT | Rizzi NOVO | Rizzi NOVO | Rizzi NOVO | Rizzi NOVO | Rizzi NOVO | Rizzi NOVO | Rizzi NOVO | Rizzi NOVO | Rizzi NOVO | Rizzi NOVO | Rizzi NOVO | Rizzi NOVO | Rizzi NOVO | Rizzi NOVO | Rizzi NOVO | Rizzi NOVO | Rizzi NOVO | Rizzi NOVO | Rizzi NOVO | Rizzi NOVO | Rizzi NOVO | Rizzi NOVO | Rizzi NOVO | Rizzi NOVO | Rizzi NOVO | Rizzi NOVO | Rizzi NOVO | Rizzi NOVO | Rizzi NOVO | Rizzi NOVO | Rizzi NOVO | Rizzi NOVO | Rizzi NOVO | Rizzi NOVO | Rizzi NOVO | Rizzi NOVO | Rizzi NOVO | Rizzi NOVO | Rizzi NOVO | Rizzi NOVO | Rizzi NOVO | Rizzi NOVO | Rizzi NOVO | Rizzi NOVO | Rizzi NOVO | Rizzi NOVO | Rizzi NOVO | Rizzi NOVO | Rizzi NOVO | Rizzi NOVO | Rizzi NOVO | Rizzi NOVO | Rizzi NOVO | Rizzi NOVO | Rizzi NOVO | Rizzi NOVO | Rizzi NOVO | Rizzi NOVO | Rizzi NOVO | Rizzi NOVO | Rizzi NOVO | Rizzi NOVO | Rizzi NOVO | Rizzi NOVO | Rizzi NOVO | Rizzi NOVO | Rizzi NOVO | Rizzi NOVO | Rizzi NOVO | Rizzi NOVO | Rizzi NOVO | Rizzi NOVO | Rizzi NOVO | Rizzi NOVO | Rizzi NOVO | Rizzi NOVO | Rizzi NOVO | Rizzi NOVO | Rizzi NOVO | Rizzi NOVO | Rizzi NOVO | Rizzi NOVO | Rizzi NOVO | Rizzi NOVO | Rizzi NOVO | Rizzi NOVO | Rizzi NOVO | Rizzi NOVO | Rizzi NOVO | Rizzi NOVO | Rizzi NOVO | Rizzi NOVO | Rizzi NOVO | Rizzi NOVO | Rizzi NOVO | Rizzi NOVO | Brancos / Nulos                                                                                                   | Abst. Indec. | Vantagem | Margem de erro |
| ------------------------------ | -------------------- | ----------- | --- | --- | --- | --- | --- | --- | --- | --- | --- | --- | --- | --- | --- | --- | --- | --- | --- | --- | --- | --- | --- | --- | --- | --- | --- | --- | --- | --- | --- | --- | --- | --- | --- | --- | --- | --- | --- | --- | --- | --- | --- | --- | --- | --- | --- | --- | --- | --- | --- | --- | --- | --- | --- | --- | --- | --- | --- | --- | --- | --- | --- | --- | --- | --- | --- | --- | --- | --- | --- | --- | --- | --- | --- | --- | --- | --- | --- | --- | --- | --- | --- | --- | --- | --- | --- | --- | --- | --- | --- | --- | --- | --- | --- | --- | --- | --- | --- | --- | --- | --- | --- | --- | --- | --- | --- | --- | --- | --- | --- | --- | --- | --- | --- | --- | --- | --- | --- | --- | --- | --- | --- | --- | --- | --- | --- | --- | --- | --- | --- | --- | --- | --- | --- | --- | --- | --- | --- | --- | --- | --- | --- | --- | --- | --- | --- | --- | --- | --- | --- | --- | --- | --- | --- | --- | --- | --- | --- | --- | --- | --- | --- | --- | --- | --- | --- | --- | --- | --- | --- | --- | --- | --- | --- | --- | --- | --- | --- | --- | --- | --- | --- | --- | --- | --- | --- | --- | --- | --- | --- | --- | --- | --- | --- | --- | --- | --- | --- | --- | --- | --- | --- | --- | --- | --- | --- | --- | --- | --- | --- | --- | --- | --- | --- | --- | --- | --- | --- | --- | --- | --- | --- | --- | --- | --- | --- | --- | --- | --- | --- | --- | --- | --- | --- | --- | --- | --- | --- | --- | --- | --- | --- | --- | --- | --- | --- | --- | --- | --- | --- | --- | --- | --- | --- | --- | --- | --- | --- | --- | --- | --- | --- | --- | --- | --- | --- | --- | --- | --- | --- | --- | --- | --- | --- | --- | --- | --- | --- | --- | --- | --- | --- | --- | --- | --- | --- | --- | --- | --- | --- | --- | --- | --- | --- | --- | --- | --- | --- | --- | --- | --- | --- | --- | --- | --- | --- | --- | --- | --- | --- | --- | --- | --- | --- | --- | --- | --- | --- | --- | --- | --- | --- | --- | --- | --- | --- | --- | --- | --- | --- | --- | --- | --- | --- | --- | --- | --- | --- | --- | --- | --- | --- | --- | --- | --- | --- | --- | --- | --- | --- | --- | --- | --- | --- | --- | --- | --- | --- | --- | --- | --- | --- | --- | --- | --- | --- | --- | --- | --- | --- | --- | --- | --- | --- | --- | --- | --- | --- | --- | --- | --- | --- | --- | --- | --- | --- | --- | --- | --- | --- | --- | --- | --- | --- | --- | --- | --- | --- | --- | --- | --- | --- | --- | --- | --- | --- | --- | --- | --- | --- | --- | --- | --- | --- | --- | --- | --- | --- | --- | --- | --- | --- | --- | --- | --- | --- | --- | --- | --- | --- | --- | --- | --- | --- | --- | --- | --- | --- | --- | --- | --- | --- | --- | --- | --- | --- | --- | --- | --- | --- | --- | --- | --- | --- | --- | --- | --- | --- | --- | --- | --- | --- | --- | --- | --- | --- | --- | --- | --- | --- | --- | --- | --- | --- | --- | --- | --- | --- | --- | --- | --- | --- | --- | --- | --- |
| Fonte Registro no TSE          | Data(s) conduzida(s) | Amostragem  | | | | | | | | | | | | | | | | | | | | | | | | | | | | | | | | | | | | | | | | | | | | | | | | | | | | | | | | | | | | | | | | | | | | | | | | | | | | | | | | | | | | | | | | | | | | | | | | | | | | | | | | | | | | | | | | | | | | | | | | | | | | | | | | | | | | | | | | | | | | | | | | | | | | | | | | | | | | | | | | | | | | | | | | | | | | | | | | | | | | | | | | | | | | | | | | | | | | | | | | | | | | | | | | | | | | | | | | | | | | | | | | | | | | | | | | | | | | | | | | | | | | | | | | | | | | | | | | | | | | | | | | | | | | | | | | | | | | | | | | | | | | | | | | | | | | | | | | | | | | | | | | | | | | | | | | | | | | | | | | | | | | | | | | | | | | | | | | | | | | | | | | | | | | | | | | | | | | | | | | | | | | | | | | | | | | | | | | | | | | | | | | | | | | | | | | | | | | | | | | | | | | | | | | | | | | | | | | | | | | | | | | | | | | | | | | | | | | | | | | | | | | | | | | | | | | | | | | | | | | | | | | | | | | | | | | | | | | | | | | | Brancos / Nulos                                                                                                   | Abst. Indec. | Vantagem | Margem de erro |
| Affare RN-03131/2024           | 12-17/Set/2024       | 500         | 38,8% | 38,8% | 38,8% | 38,8% | 38,8% | 38,8% | 38,8% | 38,8% | 38,8% | 38,8% | 38,8% | 38,8% | 38,8% | 38,8% | 38,8% | 38,8% | 38,8% | 38,8% | 38,8% | 38,8% | 38,8% | 38,8% | 38,8% | 38,8% | 38,8% | 38,8% | 38,8% | 38,8% | 38,8% | 38,8% | 38,8% | 38,8% | 38,8% | 38,8% | 38,8% | 38,8% | 38,8% | 38,8% | 38,8% | 38,8% | 38,8% | 38,8% | 38,8% | 38,8% | 38,8% | 38,8% | 38,8% | 38,8% | 38,8% | 38,8% | 38,8% | 38,8% | 38,8% | 38,8% | 38,8% | 38,8% | 38,8% | 38,8% | 38,8% | 38,8% | 38,8% | 38,8% | 38,8% | 38,8% | 38,8% | 38,8% | 38,8% | 38,8% | 38,8% | 38,8% | 38,8% | 38,8% | 38,8% | 38,8% | 38,8% | 38,8% | 38,8% | 38,8% | 38,8% | 38,8% | 38,8% | 38,8% | 38,8% | 38,8% | 38,8% | 38,8% | 38,8% | 38,8% | 38,8% | 38,8% | 38,8% | 38,8% | 38,8% | 38,8% | 38,8% | 38,8% | 37,4% | 37,4% | 37,4% | 37,4% | 37,4% | 37,4% | 37,4% | 37,4% | 37,4% | 37,4% | 37,4% | 37,4% | 37,4% | 37,4% | 37,4% | 37,4% | 37,4% | 37,4% | 37,4% | 37,4% | 37,4% | 37,4% | 37,4% | 37,4% | 37,4% | 37,4% | 37,4% | 37,4% | 37,4% | 37,4% | 37,4% | 37,4% | 37,4% | 37,4% | 37,4% | 37,4% | 37,4% | 37,4% | 37,4% | 37,4% | 37,4% | 37,4% | 37,4% | 37,4% | 37,4% | 37,4% | 37,4% | 37,4% | 37,4% | 37,4% | 37,4% | 37,4% | 37,4% | 37,4% | 37,4% | 37,4% | 37,4% | 37,4% | 37,4% | 37,4% | 37,4% | 37,4% | 37,4% | 37,4% | 37,4% | 37,4% | 37,4% | 37,4% | 37,4% | 37,4% | 37,4% | 37,4% | 37,4% | 37,4% | 37,4% | 37,4% | 37,4% | 37,4% | 37,4% | 37,4% | 37,4% | 37,4% | 37,4% | 37,4% | 37,4% | 37,4% | 37,4% | 37,4% | 37,4% | 37,4% | 37,4% | 37,4% | 37,4% | 37,4% | 37,4% | 37,4% | 5,5% | 5,5% | 5,5% | 5,5% | 5,5% | 5,5% | 5,5% | 5,5% | 5,5% | 5,5% | 5,5% | 5,5% | 5,5% | 5,5% | 5,5% | 5,5% | 5,5% | 5,5% | 5,5% | 5,5% | 5,5% | 5,5% | 5,5% | 5,5% | 5,5% | 5,5% | 5,5% | 5,5% | 5,5% | 5,5% | 5,5% | 5,5% | 5,5% | 5,5% | 5,5% | 5,5% | 5,5% | 5,5% | 5,5% | 5,5% | 5,5% | 5,5% | 5,5% | 5,5% | 5,5% | 5,5% | 5,5% | 5,5% | 5,5% | 5,5% | 5,5% | 5,5% | 5,5% | 5,5% | 5,5% | 5,5% | 5,5% | 5,5% | 5,5% | 5,5% | 5,5% | 5,5% | 5,5% | 5,5% | 5,5% | 5,5% | 5,5% | 5,5% | 5,5% | 5,5% | 5,5% | 5,5% | 5,5% | 5,5% | 5,5% | 5,5% | 5,5% | 5,5% | 5,5% | 5,5% | 5,5% | 5,5% | 5,5% | 5,5% | 5,5% | 5,5% | 5,5% | 5,5% | 5,5% | 5,5% | 5,5% | 5,5% | 5,5% | 5,5% | 5,5% | 5,5% | 4,0% | 4,0% | 4,0% | 4,0% | 4,0% | 4,0% | 4,0% | 4,0% | 4,0% | 4,0% | 4,0% | 4,0% | 4,0% | 4,0% | 4,0% | 4,0% | 4,0% | 4,0% | 4,0% | 4,0% | 4,0% | 4,0% | 4,0% | 4,0% | 4,0% | 4,0% | 4,0% | 4,0% | 4,0% | 4,0% | 4,0% | 4,0% | 4,0% | 4,0% | 4,0% | 4,0% | 4,0% | 4,0% | 4,0% | 4,0% | 4,0% | 4,0% | 4,0% | 4,0% | 4,0% | 4,0% | 4,0% | 4,0% | 4,0% | 4,0% | 4,0% | 4,0% | 4,0% | 4,0% | 4,0% | 4,0% | 4,0% | 4,0% | 4,0% | 4,0% | 4,0% | 4,0% | 4,0% | 4,0% | 4,0% | 4,0% | 4,0% | 4,0% | 4,0% | 4,0% | 4,0% | 4,0% | 4,0% | 4,0% | 4,0% | 4,0% | 4,0% | 4,0% | 4,0% | 4,0% | 4,0% | 4,0% | 4,0% | 4,0% | 4,0% | 4,0% | 4,0% | 4,0% | 4,0% | 4,0% | 4,0% | 4,0% | 4,0% | 4,0% | 4,0% | 4,0% | 1,5% | 1,5% | 1,5% | 1,5% | 1,5% | 1,5% | 1,5% | 1,5% | 1,5% | 1,5% | 1,5% | 1,5% | 1,5% | 1,5% | 1,5% | 1,5% | 1,5% | 1,5% | 1,5% | 1,5% | 1,5% | 1,5% | 1,5% | 1,5% | 1,5% | 1,5% | 1,5% | 1,5% | 1,5% | 1,5% | 1,5% | 1,5% | 1,5% | 1,5% | 1,5% | 1,5% | 1,5% | 1,5% | 1,5% | 1,5% | 1,5% | 1,5% | 1,5% | 1,5% | 1,5% | 1,5% | 1,5% | 1,5% | 1,5% | 1,5% | 1,5% | 1,5% | 1,5% | 1,5% | 1,5% | 1,5% | 1,5% | 1,5% | 1,5% | 1,5% | 1,5% | 1,5% | 1,5% | 1,5% | 1,5% | 1,5% | 1,5% | 1,5% | 1,5% | 1,5% | 1,5% | 1,5% | 1,5% | 1,5% | 1,5% | 1,5% | 1,5% | 1,5% | 1,5% | 1,5% | 1,5% | 1,5% | 1,5% | 1,5% | 1,5% | 1,5% | 1,5% | 1,5% | 1,5% | 1,5% | 1,5% | 1,5% | 1,5% | 1,5% | 1,5% | 1,5% | 6,5% | 6,2% | 1,4% | ±4,7% |
| 5/Ago/2024                     | 5/Ago/2024           | 5/Ago/2024  | Último dia para realização de convenções partidárias.                                                             | Último dia para realização de convenções partidárias.                                                             | Último dia para realização de convenções partidárias.                                                             | Último dia para realização de convenções partidárias.                                                             | Último dia para realização de convenções partidárias.                                                             | Último dia para realização de convenções partidárias.                                                             | Último dia para realização de convenções partidárias.                                                             | Último dia para realização de convenções partidárias.                                                             | Último dia para realização de convenções partidárias.                                                             | Último dia para realização de convenções partidárias.                                                             | Último dia para realização de convenções partidárias.                                                             | Último dia para realização de convenções partidárias.                                                             | Último dia para realização de convenções partidárias.                                                             | Último dia para realização de convenções partidárias.                                                             | Último dia para realização de convenções partidárias.                                                             | Último dia para realização de convenções partidárias.                                                             | Último dia para realização de convenções partidárias.                                                             | Último dia para realização de convenções partidárias.                                                             | Último dia para realização de convenções partidárias.                                                             | Último dia para realização de convenções partidárias.                                                             | Último dia para realização de convenções partidárias.                                                             | Último dia para realização de convenções partidárias.                                                             | Último dia para realização de convenções partidárias.                                                             | Último dia para realização de convenções partidárias.                                                             | Último dia para realização de convenções partidárias.                                                             | Último dia para realização de convenções partidárias.                                                             | Último dia para realização de convenções partidárias.                                                             | Último dia para realização de convenções partidárias.                                                             | Último dia para realização de convenções partidárias.                                                             | Último dia para realização de convenções partidárias.                                                             | Último dia para realização de convenções partidárias.                                                             | Último dia para realização de convenções partidárias.                                                             | Último dia para realização de convenções partidárias.                                                             | Último dia para realização de convenções partidárias.                                                             | Último dia para realização de convenções partidárias.                                                             | Último dia para realização de convenções partidárias.                                                             | Último dia para realização de convenções partidárias.                                                             | Último dia para realização de convenções partidárias.                                                             | Último dia para realização de convenções partidárias.                                                             | Último dia para realização de convenções partidárias.                                                             | Último dia para realização de convenções partidárias.                                                             | Último dia para realização de convenções partidárias.                                                             | Último dia para realização de convenções partidárias.                                                             | Último dia para realização de convenções partidárias.                                                             | Último dia para realização de convenções partidárias.                                                             | Último dia para realização de convenções partidárias.                                                             | Último dia para realização de convenções partidárias.                                                             | Último dia para realização de convenções partidárias.                                                             | Último dia para realização de convenções partidárias.                                                             | Último dia para realização de convenções partidárias.                                                             | Último dia para realização de convenções partidárias.                                                             | Último dia para realização de convenções partidárias.                                                             | Último dia para realização de convenções partidárias.                                                             | Último dia para realização de convenções partidárias.                                                             | Último dia para realização de convenções partidárias.                                                             | Último dia para realização de convenções partidárias.                                                             | Último dia para realização de convenções partidárias.                                                             | Último dia para realização de convenções partidárias.                                                             | Último dia para realização de convenções partidárias.                                                             | Último dia para realização de convenções partidárias.                                                             | Último dia para realização de convenções partidárias.                                                             | Último dia para realização de convenções partidárias.                                                             | Último dia para realização de convenções partidárias.                                                             | Último dia para realização de convenções partidárias.                                                             | Último dia para realização de convenções partidárias.                                                             | Último dia para realização de convenções partidárias.                                                             | Último dia para realização de convenções partidárias.                                                             | Último dia para realização de convenções partidárias.                                                             | Último dia para realização de convenções partidárias.                                                             | Último dia para realização de convenções partidárias.                                                             | Último dia para realização de convenções partidárias.                                                             | Último dia para realização de convenções partidárias.                                                             | Último dia para realização de convenções partidárias.                                                             | Último dia para realização de convenções partidárias.                                                             | Último dia para realização de convenções partidárias.                                                             | Último dia para realização de convenções partidárias.                                                             | Último dia para realização de convenções partidárias.                                                             | Último dia para realização de convenções partidárias.                                                             | Último dia para realização de convenções partidárias.                                                             | Último dia para realização de convenções partidárias.                                                             | Último dia para realização de convenções partidárias.                                                             | Último dia para realização de convenções partidárias.                                                             | Último dia para realização de convenções partidárias.                                                             | Último dia para realização de convenções partidárias.                                                             | Último dia para realização de convenções partidárias.                                                             | Último dia para realização de convenções partidárias.                                                             | Último dia para realização de convenções partidárias.                                                             | Último dia para realização de convenções partidárias.                                                             | Último dia para realização de convenções partidárias.                                                             | Último dia para realização de convenções partidárias.                                                             | Último dia para realização de convenções partidárias.                                                             | Último dia para realização de convenções partidárias.                                                             | Último dia para realização de convenções partidárias.                                                             | Último dia para realização de convenções partidárias.                                                             | Último dia para realização de convenções partidárias.                                                             | Último dia para realização de convenções partidárias.                                                             | Último dia para realização de convenções partidárias.                                                             | Último dia para realização de convenções partidárias.                                                             | Último dia para realização de convenções partidárias.                                                             | Último dia para realização de convenções partidárias.                                                             | Último dia para realização de convenções partidárias.                                                             | Último dia para realização de convenções partidárias.                                                             | Último dia para realização de convenções partidárias.                                                             | Último dia para realização de convenções partidárias.                                                             | Último dia para realização de convenções partidárias.                                                             | Último dia para realização de convenções partidárias.                                                             | Último dia para realização de convenções partidárias.                                                             | Último dia para realização de convenções partidárias.                                                             | Último dia para realização de convenções partidárias.                                                             | Último dia para realização de convenções partidárias.                                                             | Último dia para realização de convenções partidárias.                                                             | Último dia para realização de convenções partidárias.                                                             | Último dia para realização de convenções partidárias.                                                             | Último dia para realização de convenções partidárias.                                                             | Último dia para realização de convenções partidárias.                                                             | Último dia para realização de convenções partidárias.                                                             | Último dia para realização de convenções partidárias.                                                             | Último dia para realização de convenções partidárias.                                                             | Último dia para realização de convenções partidárias.                                                             | Último dia para realização de convenções partidárias.                                                             | Último dia para realização de convenções partidárias.                                                             | Último dia para realização de convenções partidárias.                                                             | Último dia para realização de convenções partidárias.                                                             | Último dia para realização de convenções partidárias.                                                             | Último dia para realização de convenções partidárias.                                                             | Último dia para realização de convenções partidárias.                                                             | Último dia para realização de convenções partidárias.                                                             | Último dia para realização de convenções partidárias.                                                             | Último dia para realização de convenções partidárias.                                                             | Último dia para realização de convenções partidárias.                                                             | Último dia para realização de convenções partidárias.                                                             | Último dia para realização de convenções partidárias.                                                             | Último dia para realização de convenções partidárias.                                                             | Último dia para realização de convenções partidárias.                                                             | Último dia para realização de convenções partidárias.                                                             | Último dia para realização de convenções partidárias.                                                             | Último dia para realização de convenções partidárias.                                                             | Último dia para realização de convenções partidárias.                                                             | Último dia para realização de convenções partidárias.                                                             | Último dia para realização de convenções partidárias.                                                             | Último dia para realização de convenções partidárias.                                                             | Último dia para realização de convenções partidárias.                                                             | Último dia para realização de convenções partidárias.                                                             | Último dia para realização de convenções partidárias.                                                             | Último dia para realização de convenções partidárias.                                                             | Último dia para realização de convenções partidárias.                                                             | Último dia para realização de convenções partidárias.                                                             | Último dia para realização de convenções partidárias.                                                             | Último dia para realização de convenções partidárias.                                                             | Último dia para realização de convenções partidárias.                                                             | Último dia para realização de convenções partidárias.                                                             | Último dia para realização de convenções partidárias.                                                             | Último dia para realização de convenções partidárias.                                                             | Último dia para realização de convenções partidárias.                                                             | Último dia para realização de convenções partidárias.                                                             | Último dia para realização de convenções partidárias.                                                             | Último dia para realização de convenções partidárias.                                                             | Último dia para realização de convenções partidárias.                                                             | Último dia para realização de convenções partidárias.                                                             | Último dia para realização de convenções partidárias.                                                             | Último dia para realização de convenções partidárias.                                                             | Último dia para realização de convenções partidárias.                                                             | Último dia para realização de convenções partidárias.                                                             | Último dia para realização de convenções partidárias.                                                             | Último dia para realização de convenções partidárias.                                                             | Último dia para realização de convenções partidárias.                                                             | Último dia para realização de convenções partidárias.                                                             | Último dia para realização de convenções partidárias.                                                             | Último dia para realização de convenções partidárias.                                                             | Último dia para realização de convenções partidárias.                                                             | Último dia para realização de convenções partidárias.                                                             | Último dia para realização de convenções partidárias.                                                             | Último dia para realização de convenções partidárias.                                                             | Último dia para realização de convenções partidárias.                                                             | Último dia para realização de convenções partidárias.                                                             | Último dia para realização de convenções partidárias.                                                             | Último dia para realização de convenções partidárias.                                                             | Último dia para realização de convenções partidárias.                                                             | Último dia para realização de convenções partidárias.                                                             | Último dia para realização de convenções partidárias.                                                             | Último dia para realização de convenções partidárias.                                                             | Último dia para realização de convenções partidárias.                                                             | Último dia para realização de convenções partidárias.                                                             | Último dia para realização de convenções partidárias.                                                             | Último dia para realização de convenções partidárias.                                                             | Último dia para realização de convenções partidárias.                                                             | Último dia para realização de convenções partidárias.                                                             | Último dia para realização de convenções partidárias.                                                             | Último dia para realização de convenções partidárias.                                                             | Último dia para realização de convenções partidárias.                                                             | Último dia para realização de convenções partidárias.                                                             | Último dia para realização de convenções partidárias.                                                             | Último dia para realização de convenções partidárias.                                                             | Último dia para realização de convenções partidárias.                                                             | Último dia para realização de convenções partidárias.                                                             | Último dia para realização de convenções partidárias.                                                             | Último dia para realização de convenções partidárias.                                                             | Último dia para realização de convenções partidárias.                                                             | Último dia para realização de convenções partidárias.                                                             | Último dia para realização de convenções partidárias.                                                             | Último dia para realização de convenções partidárias.                                                             | Último dia para realização de convenções partidárias.                                                             | Último dia para realização de convenções partidárias.                                                             | Último dia para realização de convenções partidárias.                                                             | Último dia para realização de convenções partidárias.                                                             | Último dia para realização de convenções partidárias.                                                             | Último dia para realização de convenções partidárias.                                                             | Último dia para realização de convenções partidárias.                                                             | Último dia para realização de convenções partidárias.                                                             | Último dia para realização de convenções partidárias.                                                             | Último dia para realização de convenções partidárias.                                                             | Último dia para realização de convenções partidárias.                                                             | Último dia para realização de convenções partidárias.                                                             | Último dia para realização de convenções partidárias.                                                             | Último dia para realização de convenções partidárias.                                                             | Último dia para realização de convenções partidárias.                                                             | Último dia para realização de convenções partidárias.                                                             | Último dia para realização de convenções partidárias.                                                             | Último dia para realização de convenções partidárias.                                                             | Último dia para realização de convenções partidárias.                                                             | Último dia para realização de convenções partidárias.                                                             | Último dia para realização de convenções partidárias.                                                             | Último dia para realização de convenções partidárias.                                                             | Último dia para realização de convenções partidárias.                                                             | Último dia para realização de convenções partidárias.                                                             | Último dia para realização de convenções partidárias.                                                             | Último dia para realização de convenções partidárias.                                                             | Último dia para realização de convenções partidárias.                                                             | Último dia para realização de convenções partidárias.                                                             | Último dia para realização de convenções partidárias.                                                             | Último dia para realização de convenções partidárias.                                                             | Último dia para realização de convenções partidárias.                                                             | Último dia para realização de convenções partidárias.                                                             | Último dia para realização de convenções partidárias.                                                             | Último dia para realização de convenções partidárias.                                                             | Último dia para realização de convenções partidárias.                                                             | Último dia para realização de convenções partidárias.                                                             | Último dia para realização de convenções partidárias.                                                             | Último dia para realização de convenções partidárias.                                                             | Último dia para realização de convenções partidárias.                                                             | Último dia para realização de convenções partidárias.                                                             | Último dia para realização de convenções partidárias.                                                             | Último dia para realização de convenções partidárias.                                                             | Último dia para realização de convenções partidárias.                                                             | Último dia para realização de convenções partidárias.                                                             | Último dia para realização de convenções partidárias.                                                             | Último dia para realização de convenções partidárias.                                                             | Último dia para realização de convenções partidárias.                                                             | Último dia para realização de convenções partidárias.                                                             | Último dia para realização de convenções partidárias.                                                             | Último dia para realização de convenções partidárias.                                                             | Último dia para realização de convenções partidárias.                                                             | Último dia para realização de convenções partidárias.                                                             | Último dia para realização de convenções partidárias.                                                             | Último dia para realização de convenções partidárias.                                                             | Último dia para realização de convenções partidárias.                                                             | Último dia para realização de convenções partidárias.                                                             | Último dia para realização de convenções partidárias.                                                             | Último dia para realização de convenções partidárias.                                                             | Último dia para realização de convenções partidárias.                                                             | Último dia para realização de convenções partidárias.                                                             | Último dia para realização de convenções partidárias.                                                             | Último dia para realização de convenções partidárias.                                                             | Último dia para realização de convenções partidárias.                                                             | Último dia para realização de convenções partidárias.                                                             | Último dia para realização de convenções partidárias.                                                             | Último dia para realização de convenções partidárias.                                                             | Último dia para realização de convenções partidárias.                                                             | Último dia para realização de convenções partidárias.                                                             | Último dia para realização de convenções partidárias.                                                             | Último dia para realização de convenções partidárias.                                                             | Último dia para realização de convenções partidárias.                                                             | Último dia para realização de convenções partidárias.                                                             | Último dia para realização de convenções partidárias.                                                             | Último dia para realização de convenções partidárias.                                                             | Último dia para realização de convenções partidárias.                                                             | Último dia para realização de convenções partidárias.                                                             | Último dia para realização de convenções partidárias.                                                             | Último dia para realização de convenções partidárias.                                                             | Último dia para realização de convenções partidárias.                                                             | Último dia para realização de convenções partidárias.                                                             | Último dia para realização de convenções partidárias.                                                             | Último dia para realização de convenções partidárias.                                                             | Último dia para realização de convenções partidárias.                                                             | Último dia para realização de convenções partidárias.                                                             | Último dia para realização de convenções partidárias.                                                             | Último dia para realização de convenções partidárias.                                                             | Último dia para realização de convenções partidárias.                                                             | Último dia para realização de convenções partidárias.                                                             | Último dia para realização de convenções partidárias.                                                             | Último dia para realização de convenções partidárias.                                                             | Último dia para realização de convenções partidárias.                                                             | Último dia para realização de convenções partidárias.                                                             | Último dia para realização de convenções partidárias.                                                             | Último dia para realização de convenções partidárias.                                                             | Último dia para realização de convenções partidárias.                                                             | Último dia para realização de convenções partidárias.                                                             | Último dia para realização de convenções partidárias.                                                             | Último dia para realização de convenções partidárias.                                                             | Último dia para realização de convenções partidárias.                                                             | Último dia para realização de convenções partidárias.                                                             | Último dia para realização de convenções partidárias.                                                             | Último dia para realização de convenções partidárias.                                                             | Último dia para realização de convenções partidárias.                                                             | Último dia para realização de convenções partidárias.                                                             | Último dia para realização de convenções partidárias.                                                             | Último dia para realização de convenções partidárias.                                                             | Último dia para realização de convenções partidárias.                                                             | Último dia para realização de convenções partidárias.                                                             | Último dia para realização de convenções partidárias.                                                             | Último dia para realização de convenções partidárias.                                                             | Último dia para realização de convenções partidárias.                                                             | Último dia para realização de convenções partidárias.                                                             | Último dia para realização de convenções partidárias.                                                             | Último dia para realização de convenções partidárias.                                                             | Último dia para realização de convenções partidárias.                                                             | Último dia para realização de convenções partidárias.                                                             | Último dia para realização de convenções partidárias.                                                             | Último dia para realização de convenções partidárias.                                                             | Último dia para realização de convenções partidárias.                                                             | Último dia para realização de convenções partidárias.                                                             | Último dia para realização de convenções partidárias.                                                             | Último dia para realização de convenções partidárias.                                                             | Último dia para realização de convenções partidárias.                                                             | Último dia para realização de convenções partidárias.                                                             | Último dia para realização de convenções partidárias.                                                             | Último dia para realização de convenções partidárias.                                                             | Último dia para realização de convenções partidárias.                                                             | Último dia para realização de convenções partidárias.                                                             | Último dia para realização de convenções partidárias.                                                             | Último dia para realização de convenções partidárias.                                                             | Último dia para realização de convenções partidárias.                                                             | Último dia para realização de convenções partidárias.                                                             | Último dia para realização de convenções partidárias.                                                             | Último dia para realização de convenções partidárias.                                                             | Último dia para realização de convenções partidárias.                                                             | Último dia para realização de convenções partidárias.                                                             | Último dia para realização de convenções partidárias.                                                             | Último dia para realização de convenções partidárias.                                                             | Último dia para realização de convenções partidárias.                                                             | Último dia para realização de convenções partidárias.                                                             | Último dia para realização de convenções partidárias.                                                             | Último dia para realização de convenções partidárias.                                                             | Último dia para realização de convenções partidárias.                                                             | Último dia para realização de convenções partidárias.                                                             | Último dia para realização de convenções partidárias.                                                             | Último dia para realização de convenções partidárias.                                                             | Último dia para realização de convenções partidárias.                                                             | Último dia para realização de convenções partidárias.                                                             | Último dia para realização de convenções partidárias.                                                             | Último dia para realização de convenções partidárias.                                                             | Último dia para realização de convenções partidárias.                                                             | Último dia para realização de convenções partidárias.                                                             | Último dia para realização de convenções partidárias.                                                             | Último dia para realização de convenções partidárias.                                                             | Último dia para realização de convenções partidárias.                                                             | Último dia para realização de convenções partidárias.                                                             | Último dia para realização de convenções partidárias.                                                             | Último dia para realização de convenções partidárias.                                                             | Último dia para realização de convenções partidárias.                                                             | Último dia para realização de convenções partidárias.                                                             | Último dia para realização de convenções partidárias.                                                             | Último dia para realização de convenções partidárias.                                                             | Último dia para realização de convenções partidárias.                                                             | Último dia para realização de convenções partidárias.                                                             | Último dia para realização de convenções partidárias.                                                             | Último dia para realização de convenções partidárias.                                                             | Último dia para realização de convenções partidárias.                                                             | Último dia para realização de convenções partidárias.                                                             | Último dia para realização de convenções partidárias.                                                             | Último dia para realização de convenções partidárias.                                                             | Último dia para realização de convenções partidárias.                                                             | Último dia para realização de convenções partidárias.                                                             | Último dia para realização de convenções partidárias.                                                             | Último dia para realização de convenções partidárias.                                                             | Último dia para realização de convenções partidárias.                                                             | Último dia para realização de convenções partidárias.                                                             | Último dia para realização de convenções partidárias.                                                             | Último dia para realização de convenções partidárias.                                                             | Último dia para realização de convenções partidárias.                                                             | Último dia para realização de convenções partidárias.                                                             | Último dia para realização de convenções partidárias.                                                             | Último dia para realização de convenções partidárias.                                                             | Último dia para realização de convenções partidárias.                                                             | Último dia para realização de convenções partidárias.                                                             | Último dia para realização de convenções partidárias.                                                             | Último dia para realização de convenções partidárias.                                                             | Último dia para realização de convenções partidárias.                                                             | Último dia para realização de convenções partidárias.                                                             | Último dia para realização de convenções partidárias.                                                             | Último dia para realização de convenções partidárias.                                                             | Último dia para realização de convenções partidárias.                                                             | Último dia para realização de convenções partidárias.                                                             | Último dia para realização de convenções partidárias.                                                             | Último dia para realização de convenções partidárias.                                                             | Último dia para realização de convenções partidárias.                                                             | Último dia para realização de convenções partidárias.                                                             | Último dia para realização de convenções partidárias.                                                             | Último dia para realização de convenções partidárias.                                                             | Último dia para realização de convenções partidárias.                                                             | Último dia para realização de convenções partidárias.                                                             | Último dia para realização de convenções partidárias.                                                             | Último dia para realização de convenções partidárias.                                                             | Último dia para realização de convenções partidárias.                                                             | Último dia para realização de convenções partidárias.                                                             | Último dia para realização de convenções partidárias.                                                             | Último dia para realização de convenções partidárias.                                                             | Último dia para realização de convenções partidárias.                                                             | Último dia para realização de convenções partidárias.                                                             | Último dia para realização de convenções partidárias.                                                             | Último dia para realização de convenções partidárias.                                                             | Último dia para realização de convenções partidárias.                                                             | Último dia para realização de convenções partidárias.                                                             | Último dia para realização de convenções partidárias.                                                             | Último dia para realização de convenções partidárias.                                                             | Último dia para realização de convenções partidárias.                                                             | Último dia para realização de convenções partidárias.                                                             | Último dia para realização de convenções partidárias.                                                             | Último dia para realização de convenções partidárias.                                                             | Último dia para realização de convenções partidárias.                                                             | Último dia para realização de convenções partidárias.                                                             | Último dia para realização de convenções partidárias.                                                             | Último dia para realização de convenções partidárias.                                                             | Último dia para realização de convenções partidárias.                                                             | Último dia para realização de convenções partidárias.                                                             | Último dia para realização de convenções partidárias.                                                             | Último dia para realização de convenções partidárias.                                                             | Último dia para realização de convenções partidárias.                                                             | Último dia para realização de convenções partidárias.                                                             | Último dia para realização de convenções partidárias.                                                             | Último dia para realização de convenções partidárias.                                                             | Último dia para realização de convenções partidárias.                                                             | Último dia para realização de convenções partidárias.                                                             | Último dia para realização de convenções partidárias.                                                             | Último dia para realização de convenções partidárias.                                                             | Último dia para realização de convenções partidárias.                                                             | Último dia para realização de convenções partidárias.                                                             | Último dia para realização de convenções partidárias.                                                             | Último dia para realização de convenções partidárias.                                                             | Último dia para realização de convenções partidárias.                                                             | Último dia para realização de convenções partidárias.                                                             | Último dia para realização de convenções partidárias.                                                             | Último dia para realização de convenções partidárias.                                                             | Último dia para realização de convenções partidárias.                                                             | Último dia para realização de convenções partidárias.                                                             | Último dia para realização de convenções partidárias.                                                             | Último dia para realização de convenções partidárias.                                                             | Último dia para realização de convenções partidárias.                                                             | Último dia para realização de convenções partidárias.                                                             | Último dia para realização de convenções partidárias.                                                             | Último dia para realização de convenções partidárias.                                                             | Último dia para realização de convenções partidárias.                                                             | Último dia para realização de convenções partidárias.                                                             | Último dia para realização de convenções partidárias.                                                             | Último dia para realização de convenções partidárias.                                                             | Último dia para realização de convenções partidárias.                                                             | Último dia para realização de convenções partidárias.                                                             | Último dia para realização de convenções partidárias.                                                             | Último dia para realização de convenções partidárias.                                                             | Último dia para realização de convenções partidárias.                                                             | Último dia para realização de convenções partidárias.                                                             | Último dia para realização de convenções partidárias.                                                             | Último dia para realização de convenções partidárias.                                                             | Último dia para realização de convenções partidárias.                                                             | Último dia para realização de convenções partidárias.                                                             | Último dia para realização de convenções partidárias.                                                             | Último dia para realização de convenções partidárias.                                                             | Último dia para realização de convenções partidárias.                                                             | Último dia para realização de convenções partidárias.                                                             | Último dia para realização de convenções partidárias.                                                             | Último dia para realização de convenções partidárias.                                                             | Último dia para realização de convenções partidárias.                                                             | Último dia para realização de convenções partidárias.                                                             | Último dia para realização de convenções partidárias.                                                             | Último dia para realização de convenções partidárias.                                                             | Último dia para realização de convenções partidárias.                                                             | Último dia para realização de convenções partidárias.                                                             | Último dia para realização de convenções partidárias.                                                             | Último dia para realização de convenções partidárias.                                                             | Último dia para realização de convenções partidárias.                                                             | Último dia para realização de convenções partidárias.                                                             | Último dia para realização de convenções partidárias.                                                             | Último dia para realização de convenções partidárias.                                                             | Último dia para realização de convenções partidárias.                                                             |
| Fonte Registro no TSE          | Data(s) conduzida(s) | Amostragem  | Nilda Solidariedade                                                                                               | Nilda Solidariedade                                                                                               | Nilda Solidariedade                                                                                               | Nilda Solidariedade                                                                                               | Nilda Solidariedade                                                                                               | Nilda Solidariedade                                                                                               | Nilda Solidariedade                                                                                               | Nilda Solidariedade                                                                                               | Nilda Solidariedade                                                                                               | Nilda Solidariedade                                                                                               | Nilda Solidariedade                                                                                               | Nilda Solidariedade                                                                                               | Nilda Solidariedade                                                                                               | Nilda Solidariedade                                                                                               | Nilda Solidariedade                                                                                               | Nilda Solidariedade                                                                                               | Nilda Solidariedade                                                                                               | Nilda Solidariedade                                                                                               | Nilda Solidariedade                                                                                               | Nilda Solidariedade                                                                                               | Nilda Solidariedade                                                                                               | Nilda Solidariedade                                                                                               | Nilda Solidariedade                                                                                               | Nilda Solidariedade                                                                                               | Nilda Solidariedade                                                                                               | Nilda Solidariedade                                                                                               | Nilda Solidariedade                                                                                               | Nilda Solidariedade                                                                                               | Nilda Solidariedade                                                                                               | Nilda Solidariedade                                                                                               | Nilda Solidariedade                                                                                               | Nilda Solidariedade                                                                                               | Nilda Solidariedade                                                                                               | Nilda Solidariedade                                                                                               | Nilda Solidariedade                                                                                               | Nilda Solidariedade                                                                                               | Nilda Solidariedade                                                                                               | Nilda Solidariedade                                                                                               | Nilda Solidariedade                                                                                               | Nilda Solidariedade                                                                                               | Nilda Solidariedade                                                                                               | Nilda Solidariedade                                                                                               | Nilda Solidariedade                                                                                               | Nilda Solidariedade                                                                                               | Nilda Solidariedade                                                                                               | Nilda Solidariedade                                                                                               | Nilda Solidariedade                                                                                               | Nilda Solidariedade                                                                                               | Nilda Solidariedade                                                                                               | Nilda Solidariedade                                                                                               | Nilda Solidariedade                                                                                               | Nilda Solidariedade                                                                                               | Nilda Solidariedade                                                                                               | Nilda Solidariedade                                                                                               | Nilda Solidariedade                                                                                               | Nilda Solidariedade                                                                                               | Nilda Solidariedade                                                                                               | Nilda Solidariedade                                                                                               | Nilda Solidariedade                                                                                               | Nilda Solidariedade                                                                                               | Nilda Solidariedade                                                                                               | Nilda Solidariedade                                                                                               | Nilda Solidariedade                                                                                               | Nilda Solidariedade                                                                                               | Nilda Solidariedade                                                                                               | Nilda Solidariedade                                                                                               | Nilda Solidariedade                                                                                               | Nilda Solidariedade                                                                                               | Nilda Solidariedade                                                                                               | Nilda Solidariedade                                                                                               | Nilda Solidariedade                                                                                               | Nilda Solidariedade                                                                                               | Nilda Solidariedade                                                                                               | Nilda Solidariedade                                                                                               | Nilda Solidariedade                                                                                               | Nilda Solidariedade                                                                                               | Nilda Solidariedade                                                                                               | Nilda Solidariedade                                                                                               | Nilda Solidariedade                                                                                               | Nilda Solidariedade                                                                                               | Nilda Solidariedade                                                                                               | Nilda Solidariedade                                                                                               | Nilda Solidariedade                                                                                               | Nilda Solidariedade                                                                                               | Nilda Solidariedade                                                                                               | Nilda Solidariedade                                                                                               | Nilda Solidariedade                                                                                               | Nilda Solidariedade                                                                                               | Nilda Solidariedade                                                                                               | Nilda Solidariedade                                                                                               | Nilda Solidariedade                                                                                               | Nilda Solidariedade                                                                                               | Nilda Solidariedade                                                                                               | Nilda Solidariedade                                                                                               | Nilda Solidariedade                                                                                               | Nilda Solidariedade                                                                                               | Salatiel PL | Salatiel PL | Salatiel PL | Salatiel PL | Salatiel PL | Salatiel PL | Salatiel PL | Salatiel PL | Salatiel PL | Salatiel PL | Salatiel PL | Salatiel PL | Salatiel PL | Salatiel PL | Salatiel PL | Salatiel PL | Salatiel PL | Salatiel PL | Salatiel PL | Salatiel PL | Salatiel PL | Salatiel PL | Salatiel PL | Salatiel PL | Salatiel PL | Salatiel PL | Salatiel PL | Salatiel PL | Salatiel PL | Salatiel PL | Salatiel PL | Salatiel PL | Salatiel PL | Salatiel PL | Salatiel PL | Salatiel PL | Salatiel PL | Salatiel PL | Salatiel PL | Salatiel PL | Salatiel PL | Salatiel PL | Salatiel PL | Salatiel PL | Salatiel PL | Salatiel PL | Salatiel PL | Salatiel PL | Salatiel PL | Salatiel PL | Salatiel PL | Salatiel PL | Salatiel PL | Salatiel PL | Salatiel PL | Salatiel PL | Salatiel PL | Salatiel PL | Salatiel PL | Salatiel PL | Salatiel PL | Salatiel PL | Salatiel PL | Salatiel PL | Salatiel PL | Salatiel PL | Salatiel PL | Salatiel PL | Salatiel PL | Salatiel PL | Salatiel PL | Salatiel PL | Salatiel PL | Salatiel PL | Salatiel PL | Salatiel PL | Salatiel PL | Salatiel PL | Salatiel PL | Salatiel PL | Salatiel PL | Salatiel PL | Salatiel PL | Salatiel PL | Salatiel PL | Salatiel PL | Salatiel PL | Salatiel PL | Salatiel PL | Salatiel PL | Salatiel PL | Salatiel PL | Salatiel PL | Salatiel PL | Salatiel PL | Salatiel PL | Júnior Avante | Júnior Avante | Júnior Avante | Júnior Avante | Júnior Avante | Júnior Avante | Júnior Avante | Júnior Avante | Júnior Avante | Júnior Avante | Júnior Avante | Júnior Avante | Júnior Avante | Júnior Avante | Júnior Avante | Júnior Avante | Júnior Avante | Júnior Avante | Júnior Avante | Júnior Avante | Júnior Avante | Júnior Avante | Júnior Avante | Júnior Avante | Júnior Avante | Júnior Avante | Júnior Avante | Júnior Avante | Júnior Avante | Júnior Avante | Júnior Avante | Júnior Avante | Júnior Avante | Júnior Avante | Júnior Avante | Júnior Avante | Júnior Avante | Júnior Avante | Júnior Avante | Júnior Avante | Júnior Avante | Júnior Avante | Júnior Avante | Júnior Avante | Júnior Avante | Júnior Avante | Júnior Avante | Júnior Avante | Júnior Avante | Júnior Avante | Júnior Avante | Júnior Avante | Júnior Avante | Júnior Avante | Júnior Avante | Júnior Avante | Júnior Avante | Júnior Avante | Júnior Avante | Júnior Avante | Júnior Avante | Júnior Avante | Júnior Avante | Júnior Avante | Júnior Avante | Júnior Avante | Júnior Avante | Júnior Avante | Júnior Avante | Júnior Avante | Júnior Avante | Júnior Avante | Júnior Avante | Júnior Avante | Júnior Avante | Júnior Avante | Júnior Avante | Júnior Avante | Júnior Avante | Júnior Avante | Júnior Avante | Júnior Avante | Júnior Avante | Júnior Avante | Júnior Avante | Júnior Avante | Júnior Avante | Júnior Avante | Júnior Avante | Júnior Avante | Júnior Avante | Júnior Avante | Júnior Avante | Júnior Avante | Júnior Avante | Júnior Avante | Vinícius | Vinícius | Vinícius | Vinícius | Vinícius | Vinícius | Vinícius | Vinícius | Vinícius | Vinícius | Vinícius | Vinícius | Vinícius | Vinícius | Vinícius | Vinícius | Vinícius | Vinícius | Vinícius | Vinícius | Vinícius | Vinícius | Vinícius | Vinícius | Vinícius | Vinícius | Vinícius | Vinícius | Vinícius | Vinícius | Vinícius | Vinícius | Vinícius | Vinícius | Vinícius | Vinícius | Vinícius | Vinícius | Vinícius | Vinícius | Vinícius | Vinícius | Vinícius | Vinícius | Vinícius | Vinícius | Vinícius | Vinícius | Vinícius | Vinícius | Vinícius | Vinícius | Vinícius | Vinícius | Vinícius | Vinícius | Vinícius | Vinícius | Vinícius | Vinícius | Vinícius | Vinícius | Vinícius | Vinícius | Vinícius | Vinícius | Vinícius | Vinícius | Vinícius | Vinícius | Vinícius | Vinícius | Vinícius | Vinícius | Vinícius | Vinícius | Vinícius | Vinícius | Vinícius | Vinícius | Vinícius | Vinícius | Vinícius | Vinícius | Vinícius | Vinícius | Vinícius | Vinícius | Vinícius | Vinícius | Vinícius | Vinícius | Vinícius | Vinícius | Vinícius | Vinícius | Eron PT | Eron PT | Eron PT | Eron PT | Eron PT | Eron PT | Eron PT | Eron PT | Eron PT | Eron PT | Eron PT | Eron PT | Eron PT | Eron PT | Eron PT | Eron PT | Eron PT | Eron PT | Eron PT | Eron PT | Eron PT | Eron PT | Eron PT | Eron PT | Eron PT | Eron PT | Eron PT | Eron PT | Eron PT | Eron PT | Eron PT | Eron PT | Eron PT | Eron PT | Eron PT | Eron PT | Eron PT | Eron PT | Eron PT | Eron PT | Eron PT | Eron PT | Eron PT | Eron PT | Eron PT | Eron PT | Eron PT | Eron PT | Eron PT | Eron PT | Eron PT | Eron PT | Eron PT | Eron PT | Eron PT | Eron PT | Eron PT | Eron PT | Eron PT | Eron PT | Eron PT | Eron PT | Eron PT | Eron PT | Eron PT | Eron PT | Eron PT | Eron PT | Eron PT | Eron PT | Eron PT | Eron PT | Eron PT | Eron PT | Eron PT | Eron PT | Eron PT | Eron PT | Eron PT | Eron PT | Eron PT | Eron PT | Eron PT | Eron PT | Eron PT | Eron PT | Eron PT | Eron PT | Eron PT | Eron PT | Eron PT | Eron PT | Eron PT | Eron PT | Eron PT | Eron PT | Brancos / Nulos                                                                                                   | Abst. Indec. | Vantagem | Margem de erro |
| Fonte Registro no TSE          | Data(s) conduzida(s) | Amostragem  | | | | | | | | | | | | | | | | | | | | | | | | | | | | | | | | | | | | | | | | | | | | | | | | | | | | | | | | | | | | | | | | | | | | | | | | | | | | | | | | | | | | | | | | | | | | | | | | | | | | | | | | | | | | | | | | | | | | | | | | | | | | | | | | | | | | | | | | | | | | | | | | | | | | | | | | | | | | | | | | | | | | | | | | | | | | | | | | | | | | | | | | | | | | | | | | | | | | | | | | | | | | | | | | | | | | | | | | | | | | | | | | | | | | | | | | | | | | | | | | | | | | | | | | | | | | | | | | | | | | | | | | | | | | | | | | | | | | | | | | | | | | | | | | | | | | | | | | | | | | | | | | | | | | | | | | | | | | | | | | | | | | | | | | | | | | | | | | | | | | | | | | | | | | | | | | | | | | | | | | | | | | | | | | | | | | | | | | | | | | | | | | | | | | | | | | | | | | | | | | | | | | | | | | | | | | | | | | | | | | | | | | | | | | | | | | | | | | | | | | | | | | | | | | | | | | | | | | | | | | | | | | | | | | | | | | | | | | | | | | | Brancos / Nulos                                                                                                   | Abst. Indec. | Vantagem | Margem de erro |
| Seta RN-07167/2024             | 6-7/Jul/2024         | 700         | 32,1% | 32,1% | 32,1% | 32,1% | 32,1% | 32,1% | 32,1% | 32,1% | 32,1% | 32,1% | 32,1% | 32,1% | 32,1% | 32,1% | 32,1% | 32,1% | 32,1% | 32,1% | 32,1% | 32,1% | 32,1% | 32,1% | 32,1% | 32,1% | 32,1% | 32,1% | 32,1% | 32,1% | 32,1% | 32,1% | 32,1% | 32,1% | 32,1% | 32,1% | 32,1% | 32,1% | 32,1% | 32,1% | 32,1% | 32,1% | 32,1% | 32,1% | 32,1% | 32,1% | 32,1% | 32,1% | 32,1% | 32,1% | 32,1% | 32,1% | 32,1% | 32,1% | 32,1% | 32,1% | 32,1% | 32,1% | 32,1% | 32,1% | 32,1% | 32,1% | 32,1% | 32,1% | 32,1% | 32,1% | 32,1% | 32,1% | 32,1% | 32,1% | 32,1% | 32,1% | 32,1% | 32,1% | 32,1% | 32,1% | 32,1% | 32,1% | 32,1% | 32,1% | 32,1% | 32,1% | 32,1% | 32,1% | 32,1% | 32,1% | 32,1% | 32,1% | 32,1% | 32,1% | 32,1% | 32,1% | 32,1% | 32,1% | 32,1% | 32,1% | 32,1% | 32,1% | 17,7% | 17,7% | 17,7% | 17,7% | 17,7% | 17,7% | 17,7% | 17,7% | 17,7% | 17,7% | 17,7% | 17,7% | 17,7% | 17,7% | 17,7% | 17,7% | 17,7% | 17,7% | 17,7% | 17,7% | 17,7% | 17,7% | 17,7% | 17,7% | 17,7% | 17,7% | 17,7% | 17,7% | 17,7% | 17,7% | 17,7% | 17,7% | 17,7% | 17,7% | 17,7% | 17,7% | 17,7% | 17,7% | 17,7% | 17,7% | 17,7% | 17,7% | 17,7% | 17,7% | 17,7% | 17,7% | 17,7% | 17,7% | 17,7% | 17,7% | 17,7% | 17,7% | 17,7% | 17,7% | 17,7% | 17,7% | 17,7% | 17,7% | 17,7% | 17,7% | 17,7% | 17,7% | 17,7% | 17,7% | 17,7% | 17,7% | 17,7% | 17,7% | 17,7% | 17,7% | 17,7% | 17,7% | 17,7% | 17,7% | 17,7% | 17,7% | 17,7% | 17,7% | 17,7% | 17,7% | 17,7% | 17,7% | 17,7% | 17,7% | 17,7% | 17,7% | 17,7% | 17,7% | 17,7% | 17,7% | 17,7% | 17,7% | 17,7% | 17,7% | 17,7% | 17,7% | 4,9% | 4,9% | 4,9% | 4,9% | 4,9% | 4,9% | 4,9% | 4,9% | 4,9% | 4,9% | 4,9% | 4,9% | 4,9% | 4,9% | 4,9% | 4,9% | 4,9% | 4,9% | 4,9% | 4,9% | 4,9% | 4,9% | 4,9% | 4,9% | 4,9% | 4,9% | 4,9% | 4,9% | 4,9% | 4,9% | 4,9% | 4,9% | 4,9% | 4,9% | 4,9% | 4,9% | 4,9% | 4,9% | 4,9% | 4,9% | 4,9% | 4,9% | 4,9% | 4,9% | 4,9% | 4,9% | 4,9% | 4,9% | 4,9% | 4,9% | 4,9% | 4,9% | 4,9% | 4,9% | 4,9% | 4,9% | 4,9% | 4,9% | 4,9% | 4,9% | 4,9% | 4,9% | 4,9% | 4,9% | 4,9% | 4,9% | 4,9% | 4,9% | 4,9% | 4,9% | 4,9% | 4,9% | 4,9% | 4,9% | 4,9% | 4,9% | 4,9% | 4,9% | 4,9% | 4,9% | 4,9% | 4,9% | 4,9% | 4,9% | 4,9% | 4,9% | 4,9% | 4,9% | 4,9% | 4,9% | 4,9% | 4,9% | 4,9% | 4,9% | 4,9% | 4,9% | 1,9% | 1,9% | 1,9% | 1,9% | 1,9% | 1,9% | 1,9% | 1,9% | 1,9% | 1,9% | 1,9% | 1,9% | 1,9% | 1,9% | 1,9% | 1,9% | 1,9% | 1,9% | 1,9% | 1,9% | 1,9% | 1,9% | 1,9% | 1,9% | 1,9% | 1,9% | 1,9% | 1,9% | 1,9% | 1,9% | 1,9% | 1,9% | 1,9% | 1,9% | 1,9% | 1,9% | 1,9% | 1,9% | 1,9% | 1,9% | 1,9% | 1,9% | 1,9% | 1,9% | 1,9% | 1,9% | 1,9% | 1,9% | 1,9% | 1,9% | 1,9% | 1,9% | 1,9% | 1,9% | 1,9% | 1,9% | 1,9% | 1,9% | 1,9% | 1,9% | 1,9% | 1,9% | 1,9% | 1,9% | 1,9% | 1,9% | 1,9% | 1,9% | 1,9% | 1,9% | 1,9% | 1,9% | 1,9% | 1,9% | 1,9% | 1,9% | 1,9% | 1,9% | 1,9% | 1,9% | 1,9% | 1,9% | 1,9% | 1,9% | 1,9% | 1,9% | 1,9% | 1,9% | 1,9% | 1,9% | 1,9% | 1,9% | 1,9% | 1,9% | 1,9% | 1,9% | 1,7% | 1,7% | 1,7% | 1,7% | 1,7% | 1,7% | 1,7% | 1,7% | 1,7% | 1,7% | 1,7% | 1,7% | 1,7% | 1,7% | 1,7% | 1,7% | 1,7% | 1,7% | 1,7% | 1,7% | 1,7% | 1,7% | 1,7% | 1,7% | 1,7% | 1,7% | 1,7% | 1,7% | 1,7% | 1,7% | 1,7% | 1,7% | 1,7% | 1,7% | 1,7% | 1,7% | 1,7% | 1,7% | 1,7% | 1,7% | 1,7% | 1,7% | 1,7% | 1,7% | 1,7% | 1,7% | 1,7% | 1,7% | 1,7% | 1,7% | 1,7% | 1,7% | 1,7% | 1,7% | 1,7% | 1,7% | 1,7% | 1,7% | 1,7% | 1,7% | 1,7% | 1,7% | 1,7% | 1,7% | 1,7% | 1,7% | 1,7% | 1,7% | 1,7% | 1,7% | 1,7% | 1,7% | 1,7% | 1,7% | 1,7% | 1,7% | 1,7% | 1,7% | 1,7% | 1,7% | 1,7% | 1,7% | 1,7% | 1,7% | 1,7% | 1,7% | 1,7% | 1,7% | 1,7% | 1,7% | 1,7% | 1,7% | 1,7% | 1,7% | 1,7% | 1,7% | 25,4% | 16,3% | 14,4% | ±3,5% |
| 17/Jun/2024                    | 17/Jun/2024          | 17/Jun/2024 | Kátia Pires (UNIÃO) é confirmada como pré-candidata a vice-prefeita na chapa da Professora Nilda (Solidariedade). | Kátia Pires (UNIÃO) é confirmada como pré-candidata a vice-prefeita na chapa da Professora Nilda (Solidariedade). | Kátia Pires (UNIÃO) é confirmada como pré-candidata a vice-prefeita na chapa da Professora Nilda (Solidariedade). | Kátia Pires (UNIÃO) é confirmada como pré-candidata a vice-prefeita na chapa da Professora Nilda (Solidariedade). | Kátia Pires (UNIÃO) é confirmada como pré-candidata a vice-prefeita na chapa da Professora Nilda (Solidariedade). | Kátia Pires (UNIÃO) é confirmada como pré-candidata a vice-prefeita na chapa da Professora Nilda (Solidariedade). | Kátia Pires (UNIÃO) é confirmada como pré-candidata a vice-prefeita na chapa da Professora Nilda (Solidariedade). | Kátia Pires (UNIÃO) é confirmada como pré-candidata a vice-prefeita na chapa da Professora Nilda (Solidariedade). | Kátia Pires (UNIÃO) é confirmada como pré-candidata a vice-prefeita na chapa da Professora Nilda (Solidariedade). | Kátia Pires (UNIÃO) é confirmada como pré-candidata a vice-prefeita na chapa da Professora Nilda (Solidariedade). | Kátia Pires (UNIÃO) é confirmada como pré-candidata a vice-prefeita na chapa da Professora Nilda (Solidariedade). | Kátia Pires (UNIÃO) é confirmada como pré-candidata a vice-prefeita na chapa da Professora Nilda (Solidariedade). | Kátia Pires (UNIÃO) é confirmada como pré-candidata a vice-prefeita na chapa da Professora Nilda (Solidariedade). | Kátia Pires (UNIÃO) é confirmada como pré-candidata a vice-prefeita na chapa da Professora Nilda (Solidariedade). | Kátia Pires (UNIÃO) é confirmada como pré-candidata a vice-prefeita na chapa da Professora Nilda (Solidariedade). | Kátia Pires (UNIÃO) é confirmada como pré-candidata a vice-prefeita na chapa da Professora Nilda (Solidariedade). | Kátia Pires (UNIÃO) é confirmada como pré-candidata a vice-prefeita na chapa da Professora Nilda (Solidariedade). | Kátia Pires (UNIÃO) é confirmada como pré-candidata a vice-prefeita na chapa da Professora Nilda (Solidariedade). | Kátia Pires (UNIÃO) é confirmada como pré-candidata a vice-prefeita na chapa da Professora Nilda (Solidariedade). | Kátia Pires (UNIÃO) é confirmada como pré-candidata a vice-prefeita na chapa da Professora Nilda (Solidariedade). | Kátia Pires (UNIÃO) é confirmada como pré-candidata a vice-prefeita na chapa da Professora Nilda (Solidariedade). | Kátia Pires (UNIÃO) é confirmada como pré-candidata a vice-prefeita na chapa da Professora Nilda (Solidariedade). | Kátia Pires (UNIÃO) é confirmada como pré-candidata a vice-prefeita na chapa da Professora Nilda (Solidariedade). | Kátia Pires (UNIÃO) é confirmada como pré-candidata a vice-prefeita na chapa da Professora Nilda (Solidariedade). | Kátia Pires (UNIÃO) é confirmada como pré-candidata a vice-prefeita na chapa da Professora Nilda (Solidariedade). | Kátia Pires (UNIÃO) é confirmada como pré-candidata a vice-prefeita na chapa da Professora Nilda (Solidariedade). | Kátia Pires (UNIÃO) é confirmada como pré-candidata a vice-prefeita na chapa da Professora Nilda (Solidariedade). | Kátia Pires (UNIÃO) é confirmada como pré-candidata a vice-prefeita na chapa da Professora Nilda (Solidariedade). | Kátia Pires (UNIÃO) é confirmada como pré-candidata a vice-prefeita na chapa da Professora Nilda (Solidariedade). | Kátia Pires (UNIÃO) é confirmada como pré-candidata a vice-prefeita na chapa da Professora Nilda (Solidariedade). | Kátia Pires (UNIÃO) é confirmada como pré-candidata a vice-prefeita na chapa da Professora Nilda (Solidariedade). | Kátia Pires (UNIÃO) é confirmada como pré-candidata a vice-prefeita na chapa da Professora Nilda (Solidariedade). | Kátia Pires (UNIÃO) é confirmada como pré-candidata a vice-prefeita na chapa da Professora Nilda (Solidariedade). | Kátia Pires (UNIÃO) é confirmada como pré-candidata a vice-prefeita na chapa da Professora Nilda (Solidariedade). | Kátia Pires (UNIÃO) é confirmada como pré-candidata a vice-prefeita na chapa da Professora Nilda (Solidariedade). | Kátia Pires (UNIÃO) é confirmada como pré-candidata a vice-prefeita na chapa da Professora Nilda (Solidariedade). | Kátia Pires (UNIÃO) é confirmada como pré-candidata a vice-prefeita na chapa da Professora Nilda (Solidariedade). | Kátia Pires (UNIÃO) é confirmada como pré-candidata a vice-prefeita na chapa da Professora Nilda (Solidariedade). | Kátia Pires (UNIÃO) é confirmada como pré-candidata a vice-prefeita na chapa da Professora Nilda (Solidariedade). | Kátia Pires (UNIÃO) é confirmada como pré-candidata a vice-prefeita na chapa da Professora Nilda (Solidariedade). | Kátia Pires (UNIÃO) é confirmada como pré-candidata a vice-prefeita na chapa da Professora Nilda (Solidariedade). | Kátia Pires (UNIÃO) é confirmada como pré-candidata a vice-prefeita na chapa da Professora Nilda (Solidariedade). | Kátia Pires (UNIÃO) é confirmada como pré-candidata a vice-prefeita na chapa da Professora Nilda (Solidariedade). | Kátia Pires (UNIÃO) é confirmada como pré-candidata a vice-prefeita na chapa da Professora Nilda (Solidariedade). | Kátia Pires (UNIÃO) é confirmada como pré-candidata a vice-prefeita na chapa da Professora Nilda (Solidariedade). | Kátia Pires (UNIÃO) é confirmada como pré-candidata a vice-prefeita na chapa da Professora Nilda (Solidariedade). | Kátia Pires (UNIÃO) é confirmada como pré-candidata a vice-prefeita na chapa da Professora Nilda (Solidariedade). | Kátia Pires (UNIÃO) é confirmada como pré-candidata a vice-prefeita na chapa da Professora Nilda (Solidariedade). | Kátia Pires (UNIÃO) é confirmada como pré-candidata a vice-prefeita na chapa da Professora Nilda (Solidariedade). | Kátia Pires (UNIÃO) é confirmada como pré-candidata a vice-prefeita na chapa da Professora Nilda (Solidariedade). | Kátia Pires (UNIÃO) é confirmada como pré-candidata a vice-prefeita na chapa da Professora Nilda (Solidariedade). | Kátia Pires (UNIÃO) é confirmada como pré-candidata a vice-prefeita na chapa da Professora Nilda (Solidariedade). | Kátia Pires (UNIÃO) é confirmada como pré-candidata a vice-prefeita na chapa da Professora Nilda (Solidariedade). | Kátia Pires (UNIÃO) é confirmada como pré-candidata a vice-prefeita na chapa da Professora Nilda (Solidariedade). | Kátia Pires (UNIÃO) é confirmada como pré-candidata a vice-prefeita na chapa da Professora Nilda (Solidariedade). | Kátia Pires (UNIÃO) é confirmada como pré-candidata a vice-prefeita na chapa da Professora Nilda (Solidariedade). | Kátia Pires (UNIÃO) é confirmada como pré-candidata a vice-prefeita na chapa da Professora Nilda (Solidariedade). | Kátia Pires (UNIÃO) é confirmada como pré-candidata a vice-prefeita na chapa da Professora Nilda (Solidariedade). | Kátia Pires (UNIÃO) é confirmada como pré-candidata a vice-prefeita na chapa da Professora Nilda (Solidariedade). | Kátia Pires (UNIÃO) é confirmada como pré-candidata a vice-prefeita na chapa da Professora Nilda (Solidariedade). | Kátia Pires (UNIÃO) é confirmada como pré-candidata a vice-prefeita na chapa da Professora Nilda (Solidariedade). | Kátia Pires (UNIÃO) é confirmada como pré-candidata a vice-prefeita na chapa da Professora Nilda (Solidariedade). | Kátia Pires (UNIÃO) é confirmada como pré-candidata a vice-prefeita na chapa da Professora Nilda (Solidariedade). | Kátia Pires (UNIÃO) é confirmada como pré-candidata a vice-prefeita na chapa da Professora Nilda (Solidariedade). | Kátia Pires (UNIÃO) é confirmada como pré-candidata a vice-prefeita na chapa da Professora Nilda (Solidariedade). | Kátia Pires (UNIÃO) é confirmada como pré-candidata a vice-prefeita na chapa da Professora Nilda (Solidariedade). | Kátia Pires (UNIÃO) é confirmada como pré-candidata a vice-prefeita na chapa da Professora Nilda (Solidariedade). | Kátia Pires (UNIÃO) é confirmada como pré-candidata a vice-prefeita na chapa da Professora Nilda (Solidariedade). | Kátia Pires (UNIÃO) é confirmada como pré-candidata a vice-prefeita na chapa da Professora Nilda (Solidariedade). | Kátia Pires (UNIÃO) é confirmada como pré-candidata a vice-prefeita na chapa da Professora Nilda (Solidariedade). | Kátia Pires (UNIÃO) é confirmada como pré-candidata a vice-prefeita na chapa da Professora Nilda (Solidariedade). | Kátia Pires (UNIÃO) é confirmada como pré-candidata a vice-prefeita na chapa da Professora Nilda (Solidariedade). | Kátia Pires (UNIÃO) é confirmada como pré-candidata a vice-prefeita na chapa da Professora Nilda (Solidariedade). | Kátia Pires (UNIÃO) é confirmada como pré-candidata a vice-prefeita na chapa da Professora Nilda (Solidariedade). | Kátia Pires (UNIÃO) é confirmada como pré-candidata a vice-prefeita na chapa da Professora Nilda (Solidariedade). | Kátia Pires (UNIÃO) é confirmada como pré-candidata a vice-prefeita na chapa da Professora Nilda (Solidariedade). | Kátia Pires (UNIÃO) é confirmada como pré-candidata a vice-prefeita na chapa da Professora Nilda (Solidariedade). | Kátia Pires (UNIÃO) é confirmada como pré-candidata a vice-prefeita na chapa da Professora Nilda (Solidariedade). | Kátia Pires (UNIÃO) é confirmada como pré-candidata a vice-prefeita na chapa da Professora Nilda (Solidariedade). | Kátia Pires (UNIÃO) é confirmada como pré-candidata a vice-prefeita na chapa da Professora Nilda (Solidariedade). | Kátia Pires (UNIÃO) é confirmada como pré-candidata a vice-prefeita na chapa da Professora Nilda (Solidariedade). | Kátia Pires (UNIÃO) é confirmada como pré-candidata a vice-prefeita na chapa da Professora Nilda (Solidariedade). | Kátia Pires (UNIÃO) é confirmada como pré-candidata a vice-prefeita na chapa da Professora Nilda (Solidariedade). | Kátia Pires (UNIÃO) é confirmada como pré-candidata a vice-prefeita na chapa da Professora Nilda (Solidariedade). | Kátia Pires (UNIÃO) é confirmada como pré-candidata a vice-prefeita na chapa da Professora Nilda (Solidariedade). | Kátia Pires (UNIÃO) é confirmada como pré-candidata a vice-prefeita na chapa da Professora Nilda (Solidariedade). | Kátia Pires (UNIÃO) é confirmada como pré-candidata a vice-prefeita na chapa da Professora Nilda (Solidariedade). | Kátia Pires (UNIÃO) é confirmada como pré-candidata a vice-prefeita na chapa da Professora Nilda (Solidariedade). | Kátia Pires (UNIÃO) é confirmada como pré-candidata a vice-prefeita na chapa da Professora Nilda (Solidariedade). | Kátia Pires (UNIÃO) é confirmada como pré-candidata a vice-prefeita na chapa da Professora Nilda (Solidariedade). | Kátia Pires (UNIÃO) é confirmada como pré-candidata a vice-prefeita na chapa da Professora Nilda (Solidariedade). | Kátia Pires (UNIÃO) é confirmada como pré-candidata a vice-prefeita na chapa da Professora Nilda (Solidariedade). | Kátia Pires (UNIÃO) é confirmada como pré-candidata a vice-prefeita na chapa da Professora Nilda (Solidariedade). | Kátia Pires (UNIÃO) é confirmada como pré-candidata a vice-prefeita na chapa da Professora Nilda (Solidariedade). | Kátia Pires (UNIÃO) é confirmada como pré-candidata a vice-prefeita na chapa da Professora Nilda (Solidariedade). | Kátia Pires (UNIÃO) é confirmada como pré-candidata a vice-prefeita na chapa da Professora Nilda (Solidariedade). | Kátia Pires (UNIÃO) é confirmada como pré-candidata a vice-prefeita na chapa da Professora Nilda (Solidariedade). | Kátia Pires (UNIÃO) é confirmada como pré-candidata a vice-prefeita na chapa da Professora Nilda (Solidariedade). | Kátia Pires (UNIÃO) é confirmada como pré-candidata a vice-prefeita na chapa da Professora Nilda (Solidariedade). | Kátia Pires (UNIÃO) é confirmada como pré-candidata a vice-prefeita na chapa da Professora Nilda (Solidariedade). | Kátia Pires (UNIÃO) é confirmada como pré-candidata a vice-prefeita na chapa da Professora Nilda (Solidariedade). | Kátia Pires (UNIÃO) é confirmada como pré-candidata a vice-prefeita na chapa da Professora Nilda (Solidariedade). | Kátia Pires (UNIÃO) é confirmada como pré-candidata a vice-prefeita na chapa da Professora Nilda (Solidariedade). | Kátia Pires (UNIÃO) é confirmada como pré-candidata a vice-prefeita na chapa da Professora Nilda (Solidariedade). | Kátia Pires (UNIÃO) é confirmada como pré-candidata a vice-prefeita na chapa da Professora Nilda (Solidariedade). | Kátia Pires (UNIÃO) é confirmada como pré-candidata a vice-prefeita na chapa da Professora Nilda (Solidariedade). | Kátia Pires (UNIÃO) é confirmada como pré-candidata a vice-prefeita na chapa da Professora Nilda (Solidariedade). | Kátia Pires (UNIÃO) é confirmada como pré-candidata a vice-prefeita na chapa da Professora Nilda (Solidariedade). | Kátia Pires (UNIÃO) é confirmada como pré-candidata a vice-prefeita na chapa da Professora Nilda (Solidariedade). | Kátia Pires (UNIÃO) é confirmada como pré-candidata a vice-prefeita na chapa da Professora Nilda (Solidariedade). | Kátia Pires (UNIÃO) é confirmada como pré-candidata a vice-prefeita na chapa da Professora Nilda (Solidariedade). | Kátia Pires (UNIÃO) é confirmada como pré-candidata a vice-prefeita na chapa da Professora Nilda (Solidariedade). | Kátia Pires (UNIÃO) é confirmada como pré-candidata a vice-prefeita na chapa da Professora Nilda (Solidariedade). | Kátia Pires (UNIÃO) é confirmada como pré-candidata a vice-prefeita na chapa da Professora Nilda (Solidariedade). | Kátia Pires (UNIÃO) é confirmada como pré-candidata a vice-prefeita na chapa da Professora Nilda (Solidariedade). | Kátia Pires (UNIÃO) é confirmada como pré-candidata a vice-prefeita na chapa da Professora Nilda (Solidariedade). | Kátia Pires (UNIÃO) é confirmada como pré-candidata a vice-prefeita na chapa da Professora Nilda (Solidariedade). | Kátia Pires (UNIÃO) é confirmada como pré-candidata a vice-prefeita na chapa da Professora Nilda (Solidariedade). | Kátia Pires (UNIÃO) é confirmada como pré-candidata a vice-prefeita na chapa da Professora Nilda (Solidariedade). | Kátia Pires (UNIÃO) é confirmada como pré-candidata a vice-prefeita na chapa da Professora Nilda (Solidariedade). | Kátia Pires (UNIÃO) é confirmada como pré-candidata a vice-prefeita na chapa da Professora Nilda (Solidariedade). | Kátia Pires (UNIÃO) é confirmada como pré-candidata a vice-prefeita na chapa da Professora Nilda (Solidariedade). | Kátia Pires (UNIÃO) é confirmada como pré-candidata a vice-prefeita na chapa da Professora Nilda (Solidariedade). | Kátia Pires (UNIÃO) é confirmada como pré-candidata a vice-prefeita na chapa da Professora Nilda (Solidariedade). | Kátia Pires (UNIÃO) é confirmada como pré-candidata a vice-prefeita na chapa da Professora Nilda (Solidariedade). | Kátia Pires (UNIÃO) é confirmada como pré-candidata a vice-prefeita na chapa da Professora Nilda (Solidariedade). | Kátia Pires (UNIÃO) é confirmada como pré-candidata a vice-prefeita na chapa da Professora Nilda (Solidariedade). | Kátia Pires (UNIÃO) é confirmada como pré-candidata a vice-prefeita na chapa da Professora Nilda (Solidariedade). | Kátia Pires (UNIÃO) é confirmada como pré-candidata a vice-prefeita na chapa da Professora Nilda (Solidariedade). | Kátia Pires (UNIÃO) é confirmada como pré-candidata a vice-prefeita na chapa da Professora Nilda (Solidariedade). | Kátia Pires (UNIÃO) é confirmada como pré-candidata a vice-prefeita na chapa da Professora Nilda (Solidariedade). | Kátia Pires (UNIÃO) é confirmada como pré-candidata a vice-prefeita na chapa da Professora Nilda (Solidariedade). | Kátia Pires (UNIÃO) é confirmada como pré-candidata a vice-prefeita na chapa da Professora Nilda (Solidariedade). | Kátia Pires (UNIÃO) é confirmada como pré-candidata a vice-prefeita na chapa da Professora Nilda (Solidariedade). | Kátia Pires (UNIÃO) é confirmada como pré-candidata a vice-prefeita na chapa da Professora Nilda (Solidariedade). | Kátia Pires (UNIÃO) é confirmada como pré-candidata a vice-prefeita na chapa da Professora Nilda (Solidariedade). | Kátia Pires (UNIÃO) é confirmada como pré-candidata a vice-prefeita na chapa da Professora Nilda (Solidariedade). | Kátia Pires (UNIÃO) é confirmada como pré-candidata a vice-prefeita na chapa da Professora Nilda (Solidariedade). | Kátia Pires (UNIÃO) é confirmada como pré-candidata a vice-prefeita na chapa da Professora Nilda (Solidariedade). | Kátia Pires (UNIÃO) é confirmada como pré-candidata a vice-prefeita na chapa da Professora Nilda (Solidariedade). | Kátia Pires (UNIÃO) é confirmada como pré-candidata a vice-prefeita na chapa da Professora Nilda (Solidariedade). | Kátia Pires (UNIÃO) é confirmada como pré-candidata a vice-prefeita na chapa da Professora Nilda (Solidariedade). | Kátia Pires (UNIÃO) é confirmada como pré-candidata a vice-prefeita na chapa da Professora Nilda (Solidariedade). | Kátia Pires (UNIÃO) é confirmada como pré-candidata a vice-prefeita na chapa da Professora Nilda (Solidariedade). | Kátia Pires (UNIÃO) é confirmada como pré-candidata a vice-prefeita na chapa da Professora Nilda (Solidariedade). | Kátia Pires (UNIÃO) é confirmada como pré-candidata a vice-prefeita na chapa da Professora Nilda (Solidariedade). | Kátia Pires (UNIÃO) é confirmada como pré-candidata a vice-prefeita na chapa da Professora Nilda (Solidariedade). | Kátia Pires (UNIÃO) é confirmada como pré-candidata a vice-prefeita na chapa da Professora Nilda (Solidariedade). | Kátia Pires (UNIÃO) é confirmada como pré-candidata a vice-prefeita na chapa da Professora Nilda (Solidariedade). | Kátia Pires (UNIÃO) é confirmada como pré-candidata a vice-prefeita na chapa da Professora Nilda (Solidariedade). | Kátia Pires (UNIÃO) é confirmada como pré-candidata a vice-prefeita na chapa da Professora Nilda (Solidariedade). | Kátia Pires (UNIÃO) é confirmada como pré-candidata a vice-prefeita na chapa da Professora Nilda (Solidariedade). | Kátia Pires (UNIÃO) é confirmada como pré-candidata a vice-prefeita na chapa da Professora Nilda (Solidariedade). | Kátia Pires (UNIÃO) é confirmada como pré-candidata a vice-prefeita na chapa da Professora Nilda (Solidariedade). | Kátia Pires (UNIÃO) é confirmada como pré-candidata a vice-prefeita na chapa da Professora Nilda (Solidariedade). | Kátia Pires (UNIÃO) é confirmada como pré-candidata a vice-prefeita na chapa da Professora Nilda (Solidariedade). | Kátia Pires (UNIÃO) é confirmada como pré-candidata a vice-prefeita na chapa da Professora Nilda (Solidariedade). | Kátia Pires (UNIÃO) é confirmada como pré-candidata a vice-prefeita na chapa da Professora Nilda (Solidariedade). | Kátia Pires (UNIÃO) é confirmada como pré-candidata a vice-prefeita na chapa da Professora Nilda (Solidariedade). | Kátia Pires (UNIÃO) é confirmada como pré-candidata a vice-prefeita na chapa da Professora Nilda (Solidariedade). | Kátia Pires (UNIÃO) é confirmada como pré-candidata a vice-prefeita na chapa da Professora Nilda (Solidariedade). | Kátia Pires (UNIÃO) é confirmada como pré-candidata a vice-prefeita na chapa da Professora Nilda (Solidariedade). | Kátia Pires (UNIÃO) é confirmada como pré-candidata a vice-prefeita na chapa da Professora Nilda (Solidariedade). | Kátia Pires (UNIÃO) é confirmada como pré-candidata a vice-prefeita na chapa da Professora Nilda (Solidariedade). | Kátia Pires (UNIÃO) é confirmada como pré-candidata a vice-prefeita na chapa da Professora Nilda (Solidariedade). | Kátia Pires (UNIÃO) é confirmada como pré-candidata a vice-prefeita na chapa da Professora Nilda (Solidariedade). | Kátia Pires (UNIÃO) é confirmada como pré-candidata a vice-prefeita na chapa da Professora Nilda (Solidariedade). | Kátia Pires (UNIÃO) é confirmada como pré-candidata a vice-prefeita na chapa da Professora Nilda (Solidariedade). | Kátia Pires (UNIÃO) é confirmada como pré-candidata a vice-prefeita na chapa da Professora Nilda (Solidariedade). | Kátia Pires (UNIÃO) é confirmada como pré-candidata a vice-prefeita na chapa da Professora Nilda (Solidariedade). | Kátia Pires (UNIÃO) é confirmada como pré-candidata a vice-prefeita na chapa da Professora Nilda (Solidariedade). | Kátia Pires (UNIÃO) é confirmada como pré-candidata a vice-prefeita na chapa da Professora Nilda (Solidariedade). | Kátia Pires (UNIÃO) é confirmada como pré-candidata a vice-prefeita na chapa da Professora Nilda (Solidariedade). | Kátia Pires (UNIÃO) é confirmada como pré-candidata a vice-prefeita na chapa da Professora Nilda (Solidariedade). | Kátia Pires (UNIÃO) é confirmada como pré-candidata a vice-prefeita na chapa da Professora Nilda (Solidariedade). | Kátia Pires (UNIÃO) é confirmada como pré-candidata a vice-prefeita na chapa da Professora Nilda (Solidariedade). | Kátia Pires (UNIÃO) é confirmada como pré-candidata a vice-prefeita na chapa da Professora Nilda (Solidariedade). | Kátia Pires (UNIÃO) é confirmada como pré-candidata a vice-prefeita na chapa da Professora Nilda (Solidariedade). | Kátia Pires (UNIÃO) é confirmada como pré-candidata a vice-prefeita na chapa da Professora Nilda (Solidariedade). | Kátia Pires (UNIÃO) é confirmada como pré-candidata a vice-prefeita na chapa da Professora Nilda (Solidariedade). | Kátia Pires (UNIÃO) é confirmada como pré-candidata a vice-prefeita na chapa da Professora Nilda (Solidariedade). | Kátia Pires (UNIÃO) é confirmada como pré-candidata a vice-prefeita na chapa da Professora Nilda (Solidariedade). | Kátia Pires (UNIÃO) é confirmada como pré-candidata a vice-prefeita na chapa da Professora Nilda (Solidariedade). | Kátia Pires (UNIÃO) é confirmada como pré-candidata a vice-prefeita na chapa da Professora Nilda (Solidariedade). | Kátia Pires (UNIÃO) é confirmada como pré-candidata a vice-prefeita na chapa da Professora Nilda (Solidariedade). | Kátia Pires (UNIÃO) é confirmada como pré-candidata a vice-prefeita na chapa da Professora Nilda (Solidariedade). | Kátia Pires (UNIÃO) é confirmada como pré-candidata a vice-prefeita na chapa da Professora Nilda (Solidariedade). | Kátia Pires (UNIÃO) é confirmada como pré-candidata a vice-prefeita na chapa da Professora Nilda (Solidariedade). | Kátia Pires (UNIÃO) é confirmada como pré-candidata a vice-prefeita na chapa da Professora Nilda (Solidariedade). | Kátia Pires (UNIÃO) é confirmada como pré-candidata a vice-prefeita na chapa da Professora Nilda (Solidariedade). | Kátia Pires (UNIÃO) é confirmada como pré-candidata a vice-prefeita na chapa da Professora Nilda (Solidariedade). | Kátia Pires (UNIÃO) é confirmada como pré-candidata a vice-prefeita na chapa da Professora Nilda (Solidariedade). | Kátia Pires (UNIÃO) é confirmada como pré-candidata a vice-prefeita na chapa da Professora Nilda (Solidariedade). | Kátia Pires (UNIÃO) é confirmada como pré-candidata a vice-prefeita na chapa da Professora Nilda (Solidariedade). | Kátia Pires (UNIÃO) é confirmada como pré-candidata a vice-prefeita na chapa da Professora Nilda (Solidariedade). | Kátia Pires (UNIÃO) é confirmada como pré-candidata a vice-prefeita na chapa da Professora Nilda (Solidariedade). | Kátia Pires (UNIÃO) é confirmada como pré-candidata a vice-prefeita na chapa da Professora Nilda (Solidariedade). | Kátia Pires (UNIÃO) é confirmada como pré-candidata a vice-prefeita na chapa da Professora Nilda (Solidariedade). | Kátia Pires (UNIÃO) é confirmada como pré-candidata a vice-prefeita na chapa da Professora Nilda (Solidariedade). | Kátia Pires (UNIÃO) é confirmada como pré-candidata a vice-prefeita na chapa da Professora Nilda (Solidariedade). | Kátia Pires (UNIÃO) é confirmada como pré-candidata a vice-prefeita na chapa da Professora Nilda (Solidariedade). | Kátia Pires (UNIÃO) é confirmada como pré-candidata a vice-prefeita na chapa da Professora Nilda (Solidariedade). | Kátia Pires (UNIÃO) é confirmada como pré-candidata a vice-prefeita na chapa da Professora Nilda (Solidariedade). | Kátia Pires (UNIÃO) é confirmada como pré-candidata a vice-prefeita na chapa da Professora Nilda (Solidariedade). | Kátia Pires (UNIÃO) é confirmada como pré-candidata a vice-prefeita na chapa da Professora Nilda (Solidariedade). | Kátia Pires (UNIÃO) é confirmada como pré-candidata a vice-prefeita na chapa da Professora Nilda (Solidariedade). | Kátia Pires (UNIÃO) é confirmada como pré-candidata a vice-prefeita na chapa da Professora Nilda (Solidariedade). | Kátia Pires (UNIÃO) é confirmada como pré-candidata a vice-prefeita na chapa da Professora Nilda (Solidariedade). | Kátia Pires (UNIÃO) é confirmada como pré-candidata a vice-prefeita na chapa da Professora Nilda (Solidariedade). | Kátia Pires (UNIÃO) é confirmada como pré-candidata a vice-prefeita na chapa da Professora Nilda (Solidariedade). | Kátia Pires (UNIÃO) é confirmada como pré-candidata a vice-prefeita na chapa da Professora Nilda (Solidariedade). | Kátia Pires (UNIÃO) é confirmada como pré-candidata a vice-prefeita na chapa da Professora Nilda (Solidariedade). | Kátia Pires (UNIÃO) é confirmada como pré-candidata a vice-prefeita na chapa da Professora Nilda (Solidariedade). | Kátia Pires (UNIÃO) é confirmada como pré-candidata a vice-prefeita na chapa da Professora Nilda (Solidariedade). | Kátia Pires (UNIÃO) é confirmada como pré-candidata a vice-prefeita na chapa da Professora Nilda (Solidariedade). | Kátia Pires (UNIÃO) é confirmada como pré-candidata a vice-prefeita na chapa da Professora Nilda (Solidariedade). | Kátia Pires (UNIÃO) é confirmada como pré-candidata a vice-prefeita na chapa da Professora Nilda (Solidariedade). | Kátia Pires (UNIÃO) é confirmada como pré-candidata a vice-prefeita na chapa da Professora Nilda (Solidariedade). | Kátia Pires (UNIÃO) é confirmada como pré-candidata a vice-prefeita na chapa da Professora Nilda (Solidariedade). | Kátia Pires (UNIÃO) é confirmada como pré-candidata a vice-prefeita na chapa da Professora Nilda (Solidariedade). | Kátia Pires (UNIÃO) é confirmada como pré-candidata a vice-prefeita na chapa da Professora Nilda (Solidariedade). | Kátia Pires (UNIÃO) é confirmada como pré-candidata a vice-prefeita na chapa da Professora Nilda (Solidariedade). | Kátia Pires (UNIÃO) é confirmada como pré-candidata a vice-prefeita na chapa da Professora Nilda (Solidariedade). | Kátia Pires (UNIÃO) é confirmada como pré-candidata a vice-prefeita na chapa da Professora Nilda (Solidariedade). | Kátia Pires (UNIÃO) é confirmada como pré-candidata a vice-prefeita na chapa da Professora Nilda (Solidariedade). | Kátia Pires (UNIÃO) é confirmada como pré-candidata a vice-prefeita na chapa da Professora Nilda (Solidariedade). | Kátia Pires (UNIÃO) é confirmada como pré-candidata a vice-prefeita na chapa da Professora Nilda (Solidariedade). | Kátia Pires (UNIÃO) é confirmada como pré-candidata a vice-prefeita na chapa da Professora Nilda (Solidariedade). | Kátia Pires (UNIÃO) é confirmada como pré-candidata a vice-prefeita na chapa da Professora Nilda (Solidariedade). | Kátia Pires (UNIÃO) é confirmada como pré-candidata a vice-prefeita na chapa da Professora Nilda (Solidariedade). | Kátia Pires (UNIÃO) é confirmada como pré-candidata a vice-prefeita na chapa da Professora Nilda (Solidariedade). | Kátia Pires (UNIÃO) é confirmada como pré-candidata a vice-prefeita na chapa da Professora Nilda (Solidariedade). | Kátia Pires (UNIÃO) é confirmada como pré-candidata a vice-prefeita na chapa da Professora Nilda (Solidariedade). | Kátia Pires (UNIÃO) é confirmada como pré-candidata a vice-prefeita na chapa da Professora Nilda (Solidariedade). | Kátia Pires (UNIÃO) é confirmada como pré-candidata a vice-prefeita na chapa da Professora Nilda (Solidariedade). | Kátia Pires (UNIÃO) é confirmada como pré-candidata a vice-prefeita na chapa da Professora Nilda (Solidariedade). | Kátia Pires (UNIÃO) é confirmada como pré-candidata a vice-prefeita na chapa da Professora Nilda (Solidariedade). | Kátia Pires (UNIÃO) é confirmada como pré-candidata a vice-prefeita na chapa da Professora Nilda (Solidariedade). | Kátia Pires (UNIÃO) é confirmada como pré-candidata a vice-prefeita na chapa da Professora Nilda (Solidariedade). | Kátia Pires (UNIÃO) é confirmada como pré-candidata a vice-prefeita na chapa da Professora Nilda (Solidariedade). | Kátia Pires (UNIÃO) é confirmada como pré-candidata a vice-prefeita na chapa da Professora Nilda (Solidariedade). | Kátia Pires (UNIÃO) é confirmada como pré-candidata a vice-prefeita na chapa da Professora Nilda (Solidariedade). | Kátia Pires (UNIÃO) é confirmada como pré-candidata a vice-prefeita na chapa da Professora Nilda (Solidariedade). | Kátia Pires (UNIÃO) é confirmada como pré-candidata a vice-prefeita na chapa da Professora Nilda (Solidariedade). | Kátia Pires (UNIÃO) é confirmada como pré-candidata a vice-prefeita na chapa da Professora Nilda (Solidariedade). | Kátia Pires (UNIÃO) é confirmada como pré-candidata a vice-prefeita na chapa da Professora Nilda (Solidariedade). | Kátia Pires (UNIÃO) é confirmada como pré-candidata a vice-prefeita na chapa da Professora Nilda (Solidariedade). | Kátia Pires (UNIÃO) é confirmada como pré-candidata a vice-prefeita na chapa da Professora Nilda (Solidariedade). | Kátia Pires (UNIÃO) é confirmada como pré-candidata a vice-prefeita na chapa da Professora Nilda (Solidariedade). | Kátia Pires (UNIÃO) é confirmada como pré-candidata a vice-prefeita na chapa da Professora Nilda (Solidariedade). | Kátia Pires (UNIÃO) é confirmada como pré-candidata a vice-prefeita na chapa da Professora Nilda (Solidariedade). | Kátia Pires (UNIÃO) é confirmada como pré-candidata a vice-prefeita na chapa da Professora Nilda (Solidariedade). | Kátia Pires (UNIÃO) é confirmada como pré-candidata a vice-prefeita na chapa da Professora Nilda (Solidariedade). | Kátia Pires (UNIÃO) é confirmada como pré-candidata a vice-prefeita na chapa da Professora Nilda (Solidariedade). | Kátia Pires (UNIÃO) é confirmada como pré-candidata a vice-prefeita na chapa da Professora Nilda (Solidariedade). | Kátia Pires (UNIÃO) é confirmada como pré-candidata a vice-prefeita na chapa da Professora Nilda (Solidariedade). | Kátia Pires (UNIÃO) é confirmada como pré-candidata a vice-prefeita na chapa da Professora Nilda (Solidariedade). | Kátia Pires (UNIÃO) é confirmada como pré-candidata a vice-prefeita na chapa da Professora Nilda (Solidariedade). | Kátia Pires (UNIÃO) é confirmada como pré-candidata a vice-prefeita na chapa da Professora Nilda (Solidariedade). | Kátia Pires (UNIÃO) é confirmada como pré-candidata a vice-prefeita na chapa da Professora Nilda (Solidariedade). | Kátia Pires (UNIÃO) é confirmada como pré-candidata a vice-prefeita na chapa da Professora Nilda (Solidariedade). | Kátia Pires (UNIÃO) é confirmada como pré-candidata a vice-prefeita na chapa da Professora Nilda (Solidariedade). | Kátia Pires (UNIÃO) é confirmada como pré-candidata a vice-prefeita na chapa da Professora Nilda (Solidariedade). | Kátia Pires (UNIÃO) é confirmada como pré-candidata a vice-prefeita na chapa da Professora Nilda (Solidariedade). | Kátia Pires (UNIÃO) é confirmada como pré-candidata a vice-prefeita na chapa da Professora Nilda (Solidariedade). | Kátia Pires (UNIÃO) é confirmada como pré-candidata a vice-prefeita na chapa da Professora Nilda (Solidariedade). | Kátia Pires (UNIÃO) é confirmada como pré-candidata a vice-prefeita na chapa da Professora Nilda (Solidariedade). | Kátia Pires (UNIÃO) é confirmada como pré-candidata a vice-prefeita na chapa da Professora Nilda (Solidariedade). | Kátia Pires (UNIÃO) é confirmada como pré-candidata a vice-prefeita na chapa da Professora Nilda (Solidariedade). | Kátia Pires (UNIÃO) é confirmada como pré-candidata a vice-prefeita na chapa da Professora Nilda (Solidariedade). | Kátia Pires (UNIÃO) é confirmada como pré-candidata a vice-prefeita na chapa da Professora Nilda (Solidariedade). | Kátia Pires (UNIÃO) é confirmada como pré-candidata a vice-prefeita na chapa da Professora Nilda (Solidariedade). | Kátia Pires (UNIÃO) é confirmada como pré-candidata a vice-prefeita na chapa da Professora Nilda (Solidariedade). | Kátia Pires (UNIÃO) é confirmada como pré-candidata a vice-prefeita na chapa da Professora Nilda (Solidariedade). | Kátia Pires (UNIÃO) é confirmada como pré-candidata a vice-prefeita na chapa da Professora Nilda (Solidariedade). | Kátia Pires (UNIÃO) é confirmada como pré-candidata a vice-prefeita na chapa da Professora Nilda (Solidariedade). | Kátia Pires (UNIÃO) é confirmada como pré-candidata a vice-prefeita na chapa da Professora Nilda (Solidariedade). | Kátia Pires (UNIÃO) é confirmada como pré-candidata a vice-prefeita na chapa da Professora Nilda (Solidariedade). | Kátia Pires (UNIÃO) é confirmada como pré-candidata a vice-prefeita na chapa da Professora Nilda (Solidariedade). | Kátia Pires (UNIÃO) é confirmada como pré-candidata a vice-prefeita na chapa da Professora Nilda (Solidariedade). | Kátia Pires (UNIÃO) é confirmada como pré-candidata a vice-prefeita na chapa da Professora Nilda (Solidariedade). | Kátia Pires (UNIÃO) é confirmada como pré-candidata a vice-prefeita na chapa da Professora Nilda (Solidariedade). | Kátia Pires (UNIÃO) é confirmada como pré-candidata a vice-prefeita na chapa da Professora Nilda (Solidariedade). | Kátia Pires (UNIÃO) é confirmada como pré-candidata a vice-prefeita na chapa da Professora Nilda (Solidariedade). | Kátia Pires (UNIÃO) é confirmada como pré-candidata a vice-prefeita na chapa da Professora Nilda (Solidariedade). | Kátia Pires (UNIÃO) é confirmada como pré-candidata a vice-prefeita na chapa da Professora Nilda (Solidariedade). | Kátia Pires (UNIÃO) é confirmada como pré-candidata a vice-prefeita na chapa da Professora Nilda (Solidariedade). | Kátia Pires (UNIÃO) é confirmada como pré-candidata a vice-prefeita na chapa da Professora Nilda (Solidariedade). | Kátia Pires (UNIÃO) é confirmada como pré-candidata a vice-prefeita na chapa da Professora Nilda (Solidariedade). | Kátia Pires (UNIÃO) é confirmada como pré-candidata a vice-prefeita na chapa da Professora Nilda (Solidariedade). | Kátia Pires (UNIÃO) é confirmada como pré-candidata a vice-prefeita na chapa da Professora Nilda (Solidariedade). | Kátia Pires (UNIÃO) é confirmada como pré-candidata a vice-prefeita na chapa da Professora Nilda (Solidariedade). | Kátia Pires (UNIÃO) é confirmada como pré-candidata a vice-prefeita na chapa da Professora Nilda (Solidariedade). | Kátia Pires (UNIÃO) é confirmada como pré-candidata a vice-prefeita na chapa da Professora Nilda (Solidariedade). | Kátia Pires (UNIÃO) é confirmada como pré-candidata a vice-prefeita na chapa da Professora Nilda (Solidariedade). | Kátia Pires (UNIÃO) é confirmada como pré-candidata a vice-prefeita na chapa da Professora Nilda (Solidariedade). | Kátia Pires (UNIÃO) é confirmada como pré-candidata a vice-prefeita na chapa da Professora Nilda (Solidariedade). | Kátia Pires (UNIÃO) é confirmada como pré-candidata a vice-prefeita na chapa da Professora Nilda (Solidariedade). | Kátia Pires (UNIÃO) é confirmada como pré-candidata a vice-prefeita na chapa da Professora Nilda (Solidariedade). | Kátia Pires (UNIÃO) é confirmada como pré-candidata a vice-prefeita na chapa da Professora Nilda (Solidariedade). | Kátia Pires (UNIÃO) é confirmada como pré-candidata a vice-prefeita na chapa da Professora Nilda (Solidariedade). | Kátia Pires (UNIÃO) é confirmada como pré-candidata a vice-prefeita na chapa da Professora Nilda (Solidariedade). | Kátia Pires (UNIÃO) é confirmada como pré-candidata a vice-prefeita na chapa da Professora Nilda (Solidariedade). | Kátia Pires (UNIÃO) é confirmada como pré-candidata a vice-prefeita na chapa da Professora Nilda (Solidariedade). | Kátia Pires (UNIÃO) é confirmada como pré-candidata a vice-prefeita na chapa da Professora Nilda (Solidariedade). | Kátia Pires (UNIÃO) é confirmada como pré-candidata a vice-prefeita na chapa da Professora Nilda (Solidariedade). | Kátia Pires (UNIÃO) é confirmada como pré-candidata a vice-prefeita na chapa da Professora Nilda (Solidariedade). | Kátia Pires (UNIÃO) é confirmada como pré-candidata a vice-prefeita na chapa da Professora Nilda (Solidariedade). | Kátia Pires (UNIÃO) é confirmada como pré-candidata a vice-prefeita na chapa da Professora Nilda (Solidariedade). | Kátia Pires (UNIÃO) é confirmada como pré-candidata a vice-prefeita na chapa da Professora Nilda (Solidariedade). | Kátia Pires (UNIÃO) é confirmada como pré-candidata a vice-prefeita na chapa da Professora Nilda (Solidariedade). | Kátia Pires (UNIÃO) é confirmada como pré-candidata a vice-prefeita na chapa da Professora Nilda (Solidariedade). | Kátia Pires (UNIÃO) é confirmada como pré-candidata a vice-prefeita na chapa da Professora Nilda (Solidariedade). | Kátia Pires (UNIÃO) é confirmada como pré-candidata a vice-prefeita na chapa da Professora Nilda (Solidariedade). | Kátia Pires (UNIÃO) é confirmada como pré-candidata a vice-prefeita na chapa da Professora Nilda (Solidariedade). | Kátia Pires (UNIÃO) é confirmada como pré-candidata a vice-prefeita na chapa da Professora Nilda (Solidariedade). | Kátia Pires (UNIÃO) é confirmada como pré-candidata a vice-prefeita na chapa da Professora Nilda (Solidariedade). | Kátia Pires (UNIÃO) é confirmada como pré-candidata a vice-prefeita na chapa da Professora Nilda (Solidariedade). | Kátia Pires (UNIÃO) é confirmada como pré-candidata a vice-prefeita na chapa da Professora Nilda (Solidariedade). | Kátia Pires (UNIÃO) é confirmada como pré-candidata a vice-prefeita na chapa da Professora Nilda (Solidariedade). | Kátia Pires (UNIÃO) é confirmada como pré-candidata a vice-prefeita na chapa da Professora Nilda (Solidariedade). | Kátia Pires (UNIÃO) é confirmada como pré-candidata a vice-prefeita na chapa da Professora Nilda (Solidariedade). | Kátia Pires (UNIÃO) é confirmada como pré-candidata a vice-prefeita na chapa da Professora Nilda (Solidariedade). | Kátia Pires (UNIÃO) é confirmada como pré-candidata a vice-prefeita na chapa da Professora Nilda (Solidariedade). | Kátia Pires (UNIÃO) é confirmada como pré-candidata a vice-prefeita na chapa da Professora Nilda (Solidariedade). | Kátia Pires (UNIÃO) é confirmada como pré-candidata a vice-prefeita na chapa da Professora Nilda (Solidariedade). | Kátia Pires (UNIÃO) é confirmada como pré-candidata a vice-prefeita na chapa da Professora Nilda (Solidariedade). | Kátia Pires (UNIÃO) é confirmada como pré-candidata a vice-prefeita na chapa da Professora Nilda (Solidariedade). | Kátia Pires (UNIÃO) é confirmada como pré-candidata a vice-prefeita na chapa da Professora Nilda (Solidariedade). | Kátia Pires (UNIÃO) é confirmada como pré-candidata a vice-prefeita na chapa da Professora Nilda (Solidariedade). | Kátia Pires (UNIÃO) é confirmada como pré-candidata a vice-prefeita na chapa da Professora Nilda (Solidariedade). | Kátia Pires (UNIÃO) é confirmada como pré-candidata a vice-prefeita na chapa da Professora Nilda (Solidariedade). | Kátia Pires (UNIÃO) é confirmada como pré-candidata a vice-prefeita na chapa da Professora Nilda (Solidariedade). | Kátia Pires (UNIÃO) é confirmada como pré-candidata a vice-prefeita na chapa da Professora Nilda (Solidariedade). | Kátia Pires (UNIÃO) é confirmada como pré-candidata a vice-prefeita na chapa da Professora Nilda (Solidariedade). | Kátia Pires (UNIÃO) é confirmada como pré-candidata a vice-prefeita na chapa da Professora Nilda (Solidariedade). | Kátia Pires (UNIÃO) é confirmada como pré-candidata a vice-prefeita na chapa da Professora Nilda (Solidariedade). | Kátia Pires (UNIÃO) é confirmada como pré-candidata a vice-prefeita na chapa da Professora Nilda (Solidariedade). | Kátia Pires (UNIÃO) é confirmada como pré-candidata a vice-prefeita na chapa da Professora Nilda (Solidariedade). | Kátia Pires (UNIÃO) é confirmada como pré-candidata a vice-prefeita na chapa da Professora Nilda (Solidariedade). | Kátia Pires (UNIÃO) é confirmada como pré-candidata a vice-prefeita na chapa da Professora Nilda (Solidariedade). | Kátia Pires (UNIÃO) é confirmada como pré-candidata a vice-prefeita na chapa da Professora Nilda (Solidariedade). | Kátia Pires (UNIÃO) é confirmada como pré-candidata a vice-prefeita na chapa da Professora Nilda (Solidariedade). | Kátia Pires (UNIÃO) é confirmada como pré-candidata a vice-prefeita na chapa da Professora Nilda (Solidariedade). | Kátia Pires (UNIÃO) é confirmada como pré-candidata a vice-prefeita na chapa da Professora Nilda (Solidariedade). | Kátia Pires (UNIÃO) é confirmada como pré-candidata a vice-prefeita na chapa da Professora Nilda (Solidariedade). | Kátia Pires (UNIÃO) é confirmada como pré-candidata a vice-prefeita na chapa da Professora Nilda (Solidariedade). | Kátia Pires (UNIÃO) é confirmada como pré-candidata a vice-prefeita na chapa da Professora Nilda (Solidariedade). | Kátia Pires (UNIÃO) é confirmada como pré-candidata a vice-prefeita na chapa da Professora Nilda (Solidariedade). | Kátia Pires (UNIÃO) é confirmada como pré-candidata a vice-prefeita na chapa da Professora Nilda (Solidariedade). | Kátia Pires (UNIÃO) é confirmada como pré-candidata a vice-prefeita na chapa da Professora Nilda (Solidariedade). | Kátia Pires (UNIÃO) é confirmada como pré-candidata a vice-prefeita na chapa da Professora Nilda (Solidariedade). | Kátia Pires (UNIÃO) é confirmada como pré-candidata a vice-prefeita na chapa da Professora Nilda (Solidariedade). | Kátia Pires (UNIÃO) é confirmada como pré-candidata a vice-prefeita na chapa da Professora Nilda (Solidariedade). | Kátia Pires (UNIÃO) é confirmada como pré-candidata a vice-prefeita na chapa da Professora Nilda (Solidariedade). | Kátia Pires (UNIÃO) é confirmada como pré-candidata a vice-prefeita na chapa da Professora Nilda (Solidariedade). | Kátia Pires (UNIÃO) é confirmada como pré-candidata a vice-prefeita na chapa da Professora Nilda (Solidariedade). | Kátia Pires (UNIÃO) é confirmada como pré-candidata a vice-prefeita na chapa da Professora Nilda (Solidariedade). | Kátia Pires (UNIÃO) é confirmada como pré-candidata a vice-prefeita na chapa da Professora Nilda (Solidariedade). | Kátia Pires (UNIÃO) é confirmada como pré-candidata a vice-prefeita na chapa da Professora Nilda (Solidariedade). | Kátia Pires (UNIÃO) é confirmada como pré-candidata a vice-prefeita na chapa da Professora Nilda (Solidariedade). | Kátia Pires (UNIÃO) é confirmada como pré-candidata a vice-prefeita na chapa da Professora Nilda (Solidariedade). | Kátia Pires (UNIÃO) é confirmada como pré-candidata a vice-prefeita na chapa da Professora Nilda (Solidariedade). | Kátia Pires (UNIÃO) é confirmada como pré-candidata a vice-prefeita na chapa da Professora Nilda (Solidariedade). | Kátia Pires (UNIÃO) é confirmada como pré-candidata a vice-prefeita na chapa da Professora Nilda (Solidariedade). | Kátia Pires (UNIÃO) é confirmada como pré-candidata a vice-prefeita na chapa da Professora Nilda (Solidariedade). | Kátia Pires (UNIÃO) é confirmada como pré-candidata a vice-prefeita na chapa da Professora Nilda (Solidariedade). | Kátia Pires (UNIÃO) é confirmada como pré-candidata a vice-prefeita na chapa da Professora Nilda (Solidariedade). | Kátia Pires (UNIÃO) é confirmada como pré-candidata a vice-prefeita na chapa da Professora Nilda (Solidariedade). | Kátia Pires (UNIÃO) é confirmada como pré-candidata a vice-prefeita na chapa da Professora Nilda (Solidariedade). | Kátia Pires (UNIÃO) é confirmada como pré-candidata a vice-prefeita na chapa da Professora Nilda (Solidariedade). | Kátia Pires (UNIÃO) é confirmada como pré-candidata a vice-prefeita na chapa da Professora Nilda (Solidariedade). | Kátia Pires (UNIÃO) é confirmada como pré-candidata a vice-prefeita na chapa da Professora Nilda (Solidariedade). | Kátia Pires (UNIÃO) é confirmada como pré-candidata a vice-prefeita na chapa da Professora Nilda (Solidariedade). | Kátia Pires (UNIÃO) é confirmada como pré-candidata a vice-prefeita na chapa da Professora Nilda (Solidariedade). | Kátia Pires (UNIÃO) é confirmada como pré-candidata a vice-prefeita na chapa da Professora Nilda (Solidariedade). | Kátia Pires (UNIÃO) é confirmada como pré-candidata a vice-prefeita na chapa da Professora Nilda (Solidariedade). | Kátia Pires (UNIÃO) é confirmada como pré-candidata a vice-prefeita na chapa da Professora Nilda (Solidariedade). | Kátia Pires (UNIÃO) é confirmada como pré-candidata a vice-prefeita na chapa da Professora Nilda (Solidariedade). | Kátia Pires (UNIÃO) é confirmada como pré-candidata a vice-prefeita na chapa da Professora Nilda (Solidariedade). | Kátia Pires (UNIÃO) é confirmada como pré-candidata a vice-prefeita na chapa da Professora Nilda (Solidariedade). | Kátia Pires (UNIÃO) é confirmada como pré-candidata a vice-prefeita na chapa da Professora Nilda (Solidariedade). | Kátia Pires (UNIÃO) é confirmada como pré-candidata a vice-prefeita na chapa da Professora Nilda (Solidariedade). | Kátia Pires (UNIÃO) é confirmada como pré-candidata a vice-prefeita na chapa da Professora Nilda (Solidariedade). | Kátia Pires (UNIÃO) é confirmada como pré-candidata a vice-prefeita na chapa da Professora Nilda (Solidariedade). | Kátia Pires (UNIÃO) é confirmada como pré-candidata a vice-prefeita na chapa da Professora Nilda (Solidariedade). | Kátia Pires (UNIÃO) é confirmada como pré-candidata a vice-prefeita na chapa da Professora Nilda (Solidariedade). | Kátia Pires (UNIÃO) é confirmada como pré-candidata a vice-prefeita na chapa da Professora Nilda (Solidariedade). | Kátia Pires (UNIÃO) é confirmada como pré-candidata a vice-prefeita na chapa da Professora Nilda (Solidariedade). | Kátia Pires (UNIÃO) é confirmada como pré-candidata a vice-prefeita na chapa da Professora Nilda (Solidariedade). | Kátia Pires (UNIÃO) é confirmada como pré-candidata a vice-prefeita na chapa da Professora Nilda (Solidariedade). | Kátia Pires (UNIÃO) é confirmada como pré-candidata a vice-prefeita na chapa da Professora Nilda (Solidariedade). | Kátia Pires (UNIÃO) é confirmada como pré-candidata a vice-prefeita na chapa da Professora Nilda (Solidariedade). | Kátia Pires (UNIÃO) é confirmada como pré-candidata a vice-prefeita na chapa da Professora Nilda (Solidariedade). | Kátia Pires (UNIÃO) é confirmada como pré-candidata a vice-prefeita na chapa da Professora Nilda (Solidariedade). | Kátia Pires (UNIÃO) é confirmada como pré-candidata a vice-prefeita na chapa da Professora Nilda (Solidariedade). | Kátia Pires (UNIÃO) é confirmada como pré-candidata a vice-prefeita na chapa da Professora Nilda (Solidariedade). | Kátia Pires (UNIÃO) é confirmada como pré-candidata a vice-prefeita na chapa da Professora Nilda (Solidariedade). | Kátia Pires (UNIÃO) é confirmada como pré-candidata a vice-prefeita na chapa da Professora Nilda (Solidariedade). | Kátia Pires (UNIÃO) é confirmada como pré-candidata a vice-prefeita na chapa da Professora Nilda (Solidariedade). | Kátia Pires (UNIÃO) é confirmada como pré-candidata a vice-prefeita na chapa da Professora Nilda (Solidariedade). | Kátia Pires (UNIÃO) é confirmada como pré-candidata a vice-prefeita na chapa da Professora Nilda (Solidariedade). | Kátia Pires (UNIÃO) é confirmada como pré-candidata a vice-prefeita na chapa da Professora Nilda (Solidariedade). | Kátia Pires (UNIÃO) é confirmada como pré-candidata a vice-prefeita na chapa da Professora Nilda (Solidariedade). | Kátia Pires (UNIÃO) é confirmada como pré-candidata a vice-prefeita na chapa da Professora Nilda (Solidariedade). | Kátia Pires (UNIÃO) é confirmada como pré-candidata a vice-prefeita na chapa da Professora Nilda (Solidariedade). | Kátia Pires (UNIÃO) é confirmada como pré-candidata a vice-prefeita na chapa da Professora Nilda (Solidariedade). | Kátia Pires (UNIÃO) é confirmada como pré-candidata a vice-prefeita na chapa da Professora Nilda (Solidariedade). | Kátia Pires (UNIÃO) é confirmada como pré-candidata a vice-prefeita na chapa da Professora Nilda (Solidariedade). | Kátia Pires (UNIÃO) é confirmada como pré-candidata a vice-prefeita na chapa da Professora Nilda (Solidariedade). | Kátia Pires (UNIÃO) é confirmada como pré-candidata a vice-prefeita na chapa da Professora Nilda (Solidariedade). | Kátia Pires (UNIÃO) é confirmada como pré-candidata a vice-prefeita na chapa da Professora Nilda (Solidariedade). | Kátia Pires (UNIÃO) é confirmada como pré-candidata a vice-prefeita na chapa da Professora Nilda (Solidariedade). | Kátia Pires (UNIÃO) é confirmada como pré-candidata a vice-prefeita na chapa da Professora Nilda (Solidariedade). | Kátia Pires (UNIÃO) é confirmada como pré-candidata a vice-prefeita na chapa da Professora Nilda (Solidariedade). | Kátia Pires (UNIÃO) é confirmada como pré-candidata a vice-prefeita na chapa da Professora Nilda (Solidariedade). | Kátia Pires (UNIÃO) é confirmada como pré-candidata a vice-prefeita na chapa da Professora Nilda (Solidariedade). | Kátia Pires (UNIÃO) é confirmada como pré-candidata a vice-prefeita na chapa da Professora Nilda (Solidariedade). | Kátia Pires (UNIÃO) é confirmada como pré-candidata a vice-prefeita na chapa da Professora Nilda (Solidariedade). | Kátia Pires (UNIÃO) é confirmada como pré-candidata a vice-prefeita na chapa da Professora Nilda (Solidariedade). | Kátia Pires (UNIÃO) é confirmada como pré-candidata a vice-prefeita na chapa da Professora Nilda (Solidariedade). | Kátia Pires (UNIÃO) é confirmada como pré-candidata a vice-prefeita na chapa da Professora Nilda (Solidariedade). | Kátia Pires (UNIÃO) é confirmada como pré-candidata a vice-prefeita na chapa da Professora Nilda (Solidariedade). | Kátia Pires (UNIÃO) é confirmada como pré-candidata a vice-prefeita na chapa da Professora Nilda (Solidariedade). | Kátia Pires (UNIÃO) é confirmada como pré-candidata a vice-prefeita na chapa da Professora Nilda (Solidariedade). | Kátia Pires (UNIÃO) é confirmada como pré-candidata a vice-prefeita na chapa da Professora Nilda (Solidariedade). | Kátia Pires (UNIÃO) é confirmada como pré-candidata a vice-prefeita na chapa da Professora Nilda (Solidariedade). | Kátia Pires (UNIÃO) é confirmada como pré-candidata a vice-prefeita na chapa da Professora Nilda (Solidariedade). | Kátia Pires (UNIÃO) é confirmada como pré-candidata a vice-prefeita na chapa da Professora Nilda (Solidariedade). | Kátia Pires (UNIÃO) é confirmada como pré-candidata a vice-prefeita na chapa da Professora Nilda (Solidariedade). | Kátia Pires (UNIÃO) é confirmada como pré-candidata a vice-prefeita na chapa da Professora Nilda (Solidariedade). | Kátia Pires (UNIÃO) é confirmada como pré-candidata a vice-prefeita na chapa da Professora Nilda (Solidariedade). | Kátia Pires (UNIÃO) é confirmada como pré-candidata a vice-prefeita na chapa da Professora Nilda (Solidariedade). | Kátia Pires (UNIÃO) é confirmada como pré-candidata a vice-prefeita na chapa da Professora Nilda (Solidariedade). | Kátia Pires (UNIÃO) é confirmada como pré-candidata a vice-prefeita na chapa da Professora Nilda (Solidariedade). | Kátia Pires (UNIÃO) é confirmada como pré-candidata a vice-prefeita na chapa da Professora Nilda (Solidariedade). | Kátia Pires (UNIÃO) é confirmada como pré-candidata a vice-prefeita na chapa da Professora Nilda (Solidariedade). | Kátia Pires (UNIÃO) é confirmada como pré-candidata a vice-prefeita na chapa da Professora Nilda (Solidariedade). | Kátia Pires (UNIÃO) é confirmada como pré-candidata a vice-prefeita na chapa da Professora Nilda (Solidariedade). | Kátia Pires (UNIÃO) é confirmada como pré-candidata a vice-prefeita na chapa da Professora Nilda (Solidariedade). | Kátia Pires (UNIÃO) é confirmada como pré-candidata a vice-prefeita na chapa da Professora Nilda (Solidariedade). | Kátia Pires (UNIÃO) é confirmada como pré-candidata a vice-prefeita na chapa da Professora Nilda (Solidariedade). | Kátia Pires (UNIÃO) é confirmada como pré-candidata a vice-prefeita na chapa da Professora Nilda (Solidariedade). | Kátia Pires (UNIÃO) é confirmada como pré-candidata a vice-prefeita na chapa da Professora Nilda (Solidariedade). | Kátia Pires (UNIÃO) é confirmada como pré-candidata a vice-prefeita na chapa da Professora Nilda (Solidariedade). | Kátia Pires (UNIÃO) é confirmada como pré-candidata a vice-prefeita na chapa da Professora Nilda (Solidariedade). | Kátia Pires (UNIÃO) é confirmada como pré-candidata a vice-prefeita na chapa da Professora Nilda (Solidariedade). | Kátia Pires (UNIÃO) é confirmada como pré-candidata a vice-prefeita na chapa da Professora Nilda (Solidariedade). | Kátia Pires (UNIÃO) é confirmada como pré-candidata a vice-prefeita na chapa da Professora Nilda (Solidariedade). | Kátia Pires (UNIÃO) é confirmada como pré-candidata a vice-prefeita na chapa da Professora Nilda (Solidariedade). | Kátia Pires (UNIÃO) é confirmada como pré-candidata a vice-prefeita na chapa da Professora Nilda (Solidariedade). | Kátia Pires (UNIÃO) é confirmada como pré-candidata a vice-prefeita na chapa da Professora Nilda (Solidariedade). | Kátia Pires (UNIÃO) é confirmada como pré-candidata a vice-prefeita na chapa da Professora Nilda (Solidariedade). | Kátia Pires (UNIÃO) é confirmada como pré-candidata a vice-prefeita na chapa da Professora Nilda (Solidariedade). | Kátia Pires (UNIÃO) é confirmada como pré-candidata a vice-prefeita na chapa da Professora Nilda (Solidariedade). | Kátia Pires (UNIÃO) é confirmada como pré-candidata a vice-prefeita na chapa da Professora Nilda (Solidariedade). | Kátia Pires (UNIÃO) é confirmada como pré-candidata a vice-prefeita na chapa da Professora Nilda (Solidariedade). | Kátia Pires (UNIÃO) é confirmada como pré-candidata a vice-prefeita na chapa da Professora Nilda (Solidariedade). | Kátia Pires (UNIÃO) é confirmada como pré-candidata a vice-prefeita na chapa da Professora Nilda (Solidariedade). | Kátia Pires (UNIÃO) é confirmada como pré-candidata a vice-prefeita na chapa da Professora Nilda (Solidariedade). | Kátia Pires (UNIÃO) é confirmada como pré-candidata a vice-prefeita na chapa da Professora Nilda (Solidariedade). | Kátia Pires (UNIÃO) é confirmada como pré-candidata a vice-prefeita na chapa da Professora Nilda (Solidariedade). | Kátia Pires (UNIÃO) é confirmada como pré-candidata a vice-prefeita na chapa da Professora Nilda (Solidariedade). | Kátia Pires (UNIÃO) é confirmada como pré-candidata a vice-prefeita na chapa da Professora Nilda (Solidariedade). | Kátia Pires (UNIÃO) é confirmada como pré-candidata a vice-prefeita na chapa da Professora Nilda (Solidariedade). | Kátia Pires (UNIÃO) é confirmada como pré-candidata a vice-prefeita na chapa da Professora Nilda (Solidariedade). | Kátia Pires (UNIÃO) é confirmada como pré-candidata a vice-prefeita na chapa da Professora Nilda (Solidariedade). | Kátia Pires (UNIÃO) é confirmada como pré-candidata a vice-prefeita na chapa da Professora Nilda (Solidariedade). | Kátia Pires (UNIÃO) é confirmada como pré-candidata a vice-prefeita na chapa da Professora Nilda (Solidariedade). | Kátia Pires (UNIÃO) é confirmada como pré-candidata a vice-prefeita na chapa da Professora Nilda (Solidariedade). | Kátia Pires (UNIÃO) é confirmada como pré-candidata a vice-prefeita na chapa da Professora Nilda (Solidariedade). | Kátia Pires (UNIÃO) é confirmada como pré-candidata a vice-prefeita na chapa da Professora Nilda (Solidariedade). | Kátia Pires (UNIÃO) é confirmada como pré-candidata a vice-prefeita na chapa da Professora Nilda (Solidariedade). | Kátia Pires (UNIÃO) é confirmada como pré-candidata a vice-prefeita na chapa da Professora Nilda (Solidariedade). | Kátia Pires (UNIÃO) é confirmada como pré-candidata a vice-prefeita na chapa da Professora Nilda (Solidariedade). | Kátia Pires (UNIÃO) é confirmada como pré-candidata a vice-prefeita na chapa da Professora Nilda (Solidariedade). | Kátia Pires (UNIÃO) é confirmada como pré-candidata a vice-prefeita na chapa da Professora Nilda (Solidariedade). | Kátia Pires (UNIÃO) é confirmada como pré-candidata a vice-prefeita na chapa da Professora Nilda (Solidariedade). | Kátia Pires (UNIÃO) é confirmada como pré-candidata a vice-prefeita na chapa da Professora Nilda (Solidariedade). | Kátia Pires (UNIÃO) é confirmada como pré-candidata a vice-prefeita na chapa da Professora Nilda (Solidariedade). | Kátia Pires (UNIÃO) é confirmada como pré-candidata a vice-prefeita na chapa da Professora Nilda (Solidariedade). | Kátia Pires (UNIÃO) é confirmada como pré-candidata a vice-prefeita na chapa da Professora Nilda (Solidariedade). | Kátia Pires (UNIÃO) é confirmada como pré-candidata a vice-prefeita na chapa da Professora Nilda (Solidariedade). | Kátia Pires (UNIÃO) é confirmada como pré-candidata a vice-prefeita na chapa da Professora Nilda (Solidariedade). |
| Fonte Registro no TSE          | Data(s) conduzida(s) | Amostragem  | Nilda Solidariedade                                                                                               | Nilda Solidariedade                                                                                               | Nilda Solidariedade                                                                                               | Nilda Solidariedade                                                                                               | Nilda Solidariedade                                                                                               | Nilda Solidariedade                                                                                               | Nilda Solidariedade                                                                                               | Nilda Solidariedade                                                                                               | Nilda Solidariedade                                                                                               | Nilda Solidariedade                                                                                               | Nilda Solidariedade                                                                                               | Nilda Solidariedade                                                                                               | Nilda Solidariedade                                                                                               | Nilda Solidariedade                                                                                               | Nilda Solidariedade                                                                                               | Nilda Solidariedade                                                                                               | Nilda Solidariedade                                                                                               | Nilda Solidariedade                                                                                               | Nilda Solidariedade                                                                                               | Nilda Solidariedade                                                                                               | Nilda Solidariedade                                                                                               | Nilda Solidariedade                                                                                               | Nilda Solidariedade                                                                                               | Nilda Solidariedade                                                                                               | Nilda Solidariedade                                                                                               | Nilda Solidariedade                                                                                               | Nilda Solidariedade                                                                                               | Nilda Solidariedade                                                                                               | Nilda Solidariedade                                                                                               | Nilda Solidariedade                                                                                               | Nilda Solidariedade                                                                                               | Nilda Solidariedade                                                                                               | Nilda Solidariedade                                                                                               | Nilda Solidariedade                                                                                               | Nilda Solidariedade                                                                                               | Nilda Solidariedade                                                                                               | Nilda Solidariedade                                                                                               | Nilda Solidariedade                                                                                               | Nilda Solidariedade                                                                                               | Nilda Solidariedade                                                                                               | Nilda Solidariedade                                                                                               | Nilda Solidariedade                                                                                               | Nilda Solidariedade                                                                                               | Nilda Solidariedade                                                                                               | Nilda Solidariedade                                                                                               | Nilda Solidariedade                                                                                               | Nilda Solidariedade                                                                                               | Nilda Solidariedade                                                                                               | Nilda Solidariedade                                                                                               | Nilda Solidariedade                                                                                               | Nilda Solidariedade                                                                                               | Nilda Solidariedade                                                                                               | Nilda Solidariedade                                                                                               | Nilda Solidariedade                                                                                               | Nilda Solidariedade                                                                                               | Nilda Solidariedade                                                                                               | Nilda Solidariedade                                                                                               | Nilda Solidariedade                                                                                               | Nilda Solidariedade                                                                                               | Nilda Solidariedade                                                                                               | Nilda Solidariedade                                                                                               | Nilda Solidariedade                                                                                               | Nilda Solidariedade                                                                                               | Nilda Solidariedade                                                                                               | Nilda Solidariedade                                                                                               | Nilda Solidariedade                                                                                               | Nilda Solidariedade                                                                                               | Nilda Solidariedade                                                                                               | Nilda Solidariedade                                                                                               | Nilda Solidariedade                                                                                               | Nilda Solidariedade                                                                                               | Nilda Solidariedade                                                                                               | Nilda Solidariedade                                                                                               | Nilda Solidariedade                                                                                               | Nilda Solidariedade                                                                                               | Nilda Solidariedade                                                                                               | Nilda Solidariedade                                                                                               | Nilda Solidariedade                                                                                               | Nilda Solidariedade                                                                                               | Nilda Solidariedade                                                                                               | Nilda Solidariedade                                                                                               | Nilda Solidariedade                                                                                               | Nilda Solidariedade                                                                                               | Nilda Solidariedade                                                                                               | Nilda Solidariedade                                                                                               | Nilda Solidariedade                                                                                               | Nilda Solidariedade                                                                                               | Nilda Solidariedade                                                                                               | Nilda Solidariedade                                                                                               | Nilda Solidariedade                                                                                               | Nilda Solidariedade                                                                                               | Nilda Solidariedade                                                                                               | Nilda Solidariedade                                                                                               | Nilda Solidariedade                                                                                               | Nilda Solidariedade                                                                                               | Nilda Solidariedade                                                                                               | Salatiel PL | Salatiel PL | Salatiel PL | Salatiel PL | Salatiel PL | Salatiel PL | Salatiel PL | Salatiel PL | Salatiel PL | Salatiel PL | Salatiel PL | Salatiel PL | Salatiel PL | Salatiel PL | Salatiel PL | Salatiel PL | Salatiel PL | Salatiel PL | Salatiel PL | Salatiel PL | Salatiel PL | Salatiel PL | Salatiel PL | Salatiel PL | Salatiel PL | Salatiel PL | Salatiel PL | Salatiel PL | Salatiel PL | Salatiel PL | Salatiel PL | Salatiel PL | Salatiel PL | Salatiel PL | Salatiel PL | Salatiel PL | Salatiel PL | Salatiel PL | Salatiel PL | Salatiel PL | Salatiel PL | Salatiel PL | Salatiel PL | Salatiel PL | Salatiel PL | Salatiel PL | Salatiel PL | Salatiel PL | Salatiel PL | Salatiel PL | Salatiel PL | Salatiel PL | Salatiel PL | Salatiel PL | Salatiel PL | Salatiel PL | Salatiel PL | Salatiel PL | Salatiel PL | Salatiel PL | Salatiel PL | Salatiel PL | Salatiel PL | Salatiel PL | Salatiel PL | Salatiel PL | Salatiel PL | Salatiel PL | Salatiel PL | Salatiel PL | Salatiel PL | Salatiel PL | Salatiel PL | Salatiel PL | Salatiel PL | Salatiel PL | Salatiel PL | Salatiel PL | Salatiel PL | Salatiel PL | Salatiel PL | Salatiel PL | Salatiel PL | Salatiel PL | Salatiel PL | Salatiel PL | Salatiel PL | Salatiel PL | Salatiel PL | Salatiel PL | Salatiel PL | Salatiel PL | Salatiel PL | Salatiel PL | Salatiel PL | Salatiel PL | Pires UNIÃO | Pires UNIÃO | Pires UNIÃO | Pires UNIÃO | Pires UNIÃO | Pires UNIÃO | Pires UNIÃO | Pires UNIÃO | Pires UNIÃO | Pires UNIÃO | Pires UNIÃO | Pires UNIÃO | Pires UNIÃO | Pires UNIÃO | Pires UNIÃO | Pires UNIÃO | Pires UNIÃO | Pires UNIÃO | Pires UNIÃO | Pires UNIÃO | Pires UNIÃO | Pires UNIÃO | Pires UNIÃO | Pires UNIÃO | Pires UNIÃO | Pires UNIÃO | Pires UNIÃO | Pires UNIÃO | Pires UNIÃO | Pires UNIÃO | Pires UNIÃO | Pires UNIÃO | Pires UNIÃO | Pires UNIÃO | Pires UNIÃO | Pires UNIÃO | Pires UNIÃO | Pires UNIÃO | Pires UNIÃO | Pires UNIÃO | Pires UNIÃO | Pires UNIÃO | Pires UNIÃO | Pires UNIÃO | Pires UNIÃO | Pires UNIÃO | Pires UNIÃO | Pires UNIÃO | Pires UNIÃO | Pires UNIÃO | Pires UNIÃO | Pires UNIÃO | Pires UNIÃO | Pires UNIÃO | Pires UNIÃO | Pires UNIÃO | Pires UNIÃO | Pires UNIÃO | Pires UNIÃO | Pires UNIÃO | Pires UNIÃO | Pires UNIÃO | Pires UNIÃO | Pires UNIÃO | Pires UNIÃO | Pires UNIÃO | Pires UNIÃO | Pires UNIÃO | Pires UNIÃO | Pires UNIÃO | Pires UNIÃO | Pires UNIÃO | Pires UNIÃO | Pires UNIÃO | Pires UNIÃO | Pires UNIÃO | Pires UNIÃO | Pires UNIÃO | Pires UNIÃO | Pires UNIÃO | Pires UNIÃO | Pires UNIÃO | Pires UNIÃO | Pires UNIÃO | Pires UNIÃO | Pires UNIÃO | Pires UNIÃO | Pires UNIÃO | Pires UNIÃO | Pires UNIÃO | Pires UNIÃO | Pires UNIÃO | Pires UNIÃO | Pires UNIÃO | Pires UNIÃO | Pires UNIÃO | Júnior Avante | Júnior Avante | Júnior Avante | Júnior Avante | Júnior Avante | Júnior Avante | Júnior Avante | Júnior Avante | Júnior Avante | Júnior Avante | Júnior Avante | Júnior Avante | Júnior Avante | Júnior Avante | Júnior Avante | Júnior Avante | Júnior Avante | Júnior Avante | Júnior Avante | Júnior Avante | Júnior Avante | Júnior Avante | Júnior Avante | Júnior Avante | Júnior Avante | Júnior Avante | Júnior Avante | Júnior Avante | Júnior Avante | Júnior Avante | Júnior Avante | Júnior Avante | Júnior Avante | Júnior Avante | Júnior Avante | Júnior Avante | Júnior Avante | Júnior Avante | Júnior Avante | Júnior Avante | Júnior Avante | Júnior Avante | Júnior Avante | Júnior Avante | Júnior Avante | Júnior Avante | Júnior Avante | Júnior Avante | Júnior Avante | Júnior Avante | Júnior Avante | Júnior Avante | Júnior Avante | Júnior Avante | Júnior Avante | Júnior Avante | Júnior Avante | Júnior Avante | Júnior Avante | Júnior Avante | Júnior Avante | Júnior Avante | Júnior Avante | Júnior Avante | Júnior Avante | Júnior Avante | Júnior Avante | Júnior Avante | Júnior Avante | Júnior Avante | Júnior Avante | Júnior Avante | Júnior Avante | Júnior Avante | Júnior Avante | Júnior Avante | Júnior Avante | Júnior Avante | Júnior Avante | Júnior Avante | Júnior Avante | Júnior Avante | Júnior Avante | Júnior Avante | Júnior Avante | Júnior Avante | Júnior Avante | Júnior Avante | Júnior Avante | Júnior Avante | Júnior Avante | Júnior Avante | Júnior Avante | Júnior Avante | Júnior Avante | Júnior Avante | Eron PT | Eron PT | Eron PT | Eron PT | Eron PT | Eron PT | Eron PT | Eron PT | Eron PT | Eron PT | Eron PT | Eron PT | Eron PT | Eron PT | Eron PT | Eron PT | Eron PT | Eron PT | Eron PT | Eron PT | Eron PT | Eron PT | Eron PT | Eron PT | Eron PT | Eron PT | Eron PT | Eron PT | Eron PT | Eron PT | Eron PT | Eron PT | Eron PT | Eron PT | Eron PT | Eron PT | Eron PT | Eron PT | Eron PT | Eron PT | Eron PT | Eron PT | Eron PT | Eron PT | Eron PT | Eron PT | Eron PT | Eron PT | Eron PT | Eron PT | Eron PT | Eron PT | Eron PT | Eron PT | Eron PT | Eron PT | Eron PT | Eron PT | Eron PT | Eron PT | Eron PT | Eron PT | Eron PT | Eron PT | Eron PT | Eron PT | Eron PT | Eron PT | Eron PT | Eron PT | Eron PT | Eron PT | Eron PT | Eron PT | Eron PT | Eron PT | Eron PT | Eron PT | Eron PT | Eron PT | Eron PT | Eron PT | Eron PT | Eron PT | Eron PT | Eron PT | Eron PT | Eron PT | Eron PT | Eron PT | Eron PT | Eron PT | Eron PT | Eron PT | Eron PT | Eron PT | Brancos / Nulos                                                                                                   | Abst. Indec. | Vantagem | Margem de erro |
| Fonte Registro no TSE          | Data(s) conduzida(s) | Amostragem  | | | | | | | | | | | | | | | | | | | | | | | | | | | | | | | | | | | | | | | | | | | | | | | | | | | | | | | | | | | | | | | | | | | | | | | | | | | | | | | | | | | | | | | | | | | | | | | | | | | | | | | | | | | | | | | | | | | | | | | | | | | | | | | | | | | | | | | | | | | | | | | | | | | | | | | | | | | | | | | | | | | | | | | | | | | | | | | | | | | | | | | | | | | | | | | | | | | | | | | | | | | | | | | | | | | | | | | | | | | | | | | | | | | | | | | | | | | | | | | | | | | | | | | | | | | | | | | | | | | | | | | | | | | | | | | | | | | | | | | | | | | | | | | | | | | | | | | | | | | | | | | | | | | | | | | | | | | | | | | | | | | | | | | | | | | | | | | | | | | | | | | | | | | | | | | | | | | | | | | | | | | | | | | | | | | | | | | | | | | | | | | | | | | | | | | | | | | | | | | | | | | | | | | | | | | | | | | | | | | | | | | | | | | | | | | | | | | | | | | | | | | | | | | | | | | | | | | | | | | | | | | | | | | | | | | | | | | | | | | | | Brancos / Nulos                                                                                                   | Abst. Indec. | Vantagem | Margem de erro |
| Data Census RN-02551/2024      | 7-9/Jun/2024         | 600         | 34,33% | 34,33% | 34,33% | 34,33% | 34,33% | 34,33% | 34,33% | 34,33% | 34,33% | 34,33% | 34,33% | 34,33% | 34,33% | 34,33% | 34,33% | 34,33% | 34,33% | 34,33% | 34,33% | 34,33% | 34,33% | 34,33% | 34,33% | 34,33% | 34,33% | 34,33% | 34,33% | 34,33% | 34,33% | 34,33% | 34,33% | 34,33% | 34,33% | 34,33% | 34,33% | 34,33% | 34,33% | 34,33% | 34,33% | 34,33% | 34,33% | 34,33% | 34,33% | 34,33% | 34,33% | 34,33% | 34,33% | 34,33% | 34,33% | 34,33% | 34,33% | 34,33% | 34,33% | 34,33% | 34,33% | 34,33% | 34,33% | 34,33% | 34,33% | 34,33% | 34,33% | 34,33% | 34,33% | 34,33% | 34,33% | 34,33% | 34,33% | 34,33% | 34,33% | 34,33% | 34,33% | 34,33% | 34,33% | 34,33% | 34,33% | 34,33% | 34,33% | 34,33% | 34,33% | 34,33% | 34,33% | 34,33% | 34,33% | 34,33% | 34,33% | 34,33% | 34,33% | 34,33% | 34,33% | 34,33% | 34,33% | 34,33% | 34,33% | 34,33% | 34,33% | 34,33% | 22,67% | 22,67% | 22,67% | 22,67% | 22,67% | 22,67% | 22,67% | 22,67% | 22,67% | 22,67% | 22,67% | 22,67% | 22,67% | 22,67% | 22,67% | 22,67% | 22,67% | 22,67% | 22,67% | 22,67% | 22,67% | 22,67% | 22,67% | 22,67% | 22,67% | 22,67% | 22,67% | 22,67% | 22,67% | 22,67% | 22,67% | 22,67% | 22,67% | 22,67% | 22,67% | 22,67% | 22,67% | 22,67% | 22,67% | 22,67% | 22,67% | 22,67% | 22,67% | 22,67% | 22,67% | 22,67% | 22,67% | 22,67% | 22,67% | 22,67% | 22,67% | 22,67% | 22,67% | 22,67% | 22,67% | 22,67% | 22,67% | 22,67% | 22,67% | 22,67% | 22,67% | 22,67% | 22,67% | 22,67% | 22,67% | 22,67% | 22,67% | 22,67% | 22,67% | 22,67% | 22,67% | 22,67% | 22,67% | 22,67% | 22,67% | 22,67% | 22,67% | 22,67% | 22,67% | 22,67% | 22,67% | 22,67% | 22,67% | 22,67% | 22,67% | 22,67% | 22,67% | 22,67% | 22,67% | 22,67% | 22,67% | 22,67% | 22,67% | 22,67% | 22,67% | 22,67% | 17,33% | 17,33% | 17,33% | 17,33% | 17,33% | 17,33% | 17,33% | 17,33% | 17,33% | 17,33% | 17,33% | 17,33% | 17,33% | 17,33% | 17,33% | 17,33% | 17,33% | 17,33% | 17,33% | 17,33% | 17,33% | 17,33% | 17,33% | 17,33% | 17,33% | 17,33% | 17,33% | 17,33% | 17,33% | 17,33% | 17,33% | 17,33% | 17,33% | 17,33% | 17,33% | 17,33% | 17,33% | 17,33% | 17,33% | 17,33% | 17,33% | 17,33% | 17,33% | 17,33% | 17,33% | 17,33% | 17,33% | 17,33% | 17,33% | 17,33% | 17,33% | 17,33% | 17,33% | 17,33% | 17,33% | 17,33% | 17,33% | 17,33% | 17,33% | 17,33% | 17,33% | 17,33% | 17,33% | 17,33% | 17,33% | 17,33% | 17,33% | 17,33% | 17,33% | 17,33% | 17,33% | 17,33% | 17,33% | 17,33% | 17,33% | 17,33% | 17,33% | 17,33% | 17,33% | 17,33% | 17,33% | 17,33% | 17,33% | 17,33% | 17,33% | 17,33% | 17,33% | 17,33% | 17,33% | 17,33% | 17,33% | 17,33% | 17,33% | 17,33% | 17,33% | 17,33% | 5,67% | 5,67% | 5,67% | 5,67% | 5,67% | 5,67% | 5,67% | 5,67% | 5,67% | 5,67% | 5,67% | 5,67% | 5,67% | 5,67% | 5,67% | 5,67% | 5,67% | 5,67% | 5,67% | 5,67% | 5,67% | 5,67% | 5,67% | 5,67% | 5,67% | 5,67% | 5,67% | 5,67% | 5,67% | 5,67% | 5,67% | 5,67% | 5,67% | 5,67% | 5,67% | 5,67% | 5,67% | 5,67% | 5,67% | 5,67% | 5,67% | 5,67% | 5,67% | 5,67% | 5,67% | 5,67% | 5,67% | 5,67% | 5,67% | 5,67% | 5,67% | 5,67% | 5,67% | 5,67% | 5,67% | 5,67% | 5,67% | 5,67% | 5,67% | 5,67% | 5,67% | 5,67% | 5,67% | 5,67% | 5,67% | 5,67% | 5,67% | 5,67% | 5,67% | 5,67% | 5,67% | 5,67% | 5,67% | 5,67% | 5,67% | 5,67% | 5,67% | 5,67% | 5,67% | 5,67% | 5,67% | 5,67% | 5,67% | 5,67% | 5,67% | 5,67% | 5,67% | 5,67% | 5,67% | 5,67% | 5,67% | 5,67% | 5,67% | 5,67% | 5,67% | 5,67% | 4,33% | 4,33% | 4,33% | 4,33% | 4,33% | 4,33% | 4,33% | 4,33% | 4,33% | 4,33% | 4,33% | 4,33% | 4,33% | 4,33% | 4,33% | 4,33% | 4,33% | 4,33% | 4,33% | 4,33% | 4,33% | 4,33% | 4,33% | 4,33% | 4,33% | 4,33% | 4,33% | 4,33% | 4,33% | 4,33% | 4,33% | 4,33% | 4,33% | 4,33% | 4,33% | 4,33% | 4,33% | 4,33% | 4,33% | 4,33% | 4,33% | 4,33% | 4,33% | 4,33% | 4,33% | 4,33% | 4,33% | 4,33% | 4,33% | 4,33% | 4,33% | 4,33% | 4,33% | 4,33% | 4,33% | 4,33% | 4,33% | 4,33% | 4,33% | 4,33% | 4,33% | 4,33% | 4,33% | 4,33% | 4,33% | 4,33% | 4,33% | 4,33% | 4,33% | 4,33% | 4,33% | 4,33% | 4,33% | 4,33% | 4,33% | 4,33% | 4,33% | 4,33% | 4,33% | 4,33% | 4,33% | 4,33% | 4,33% | 4,33% | 4,33% | 4,33% | 4,33% | 4,33% | 4,33% | 4,33% | 4,33% | 4,33% | 4,33% | 4,33% | 4,33% | 4,33% | 11% | 4,67% | 11,66% | ±3,9% |
| Seta RN-02069/2024             | 6-7/Jun/2024         | 700         | 32,6% | 32,6% | 32,6% | 32,6% | 32,6% | 32,6% | 32,6% | 32,6% | 32,6% | 32,6% | 32,6% | 32,6% | 32,6% | 32,6% | 32,6% | 32,6% | 32,6% | 32,6% | 32,6% | 32,6% | 32,6% | 32,6% | 32,6% | 32,6% | 32,6% | 32,6% | 32,6% | 32,6% | 32,6% | 32,6% | 32,6% | 32,6% | 32,6% | 32,6% | 32,6% | 32,6% | 32,6% | 32,6% | 32,6% | 32,6% | 32,6% | 32,6% | 32,6% | 32,6% | 32,6% | 32,6% | 32,6% | 32,6% | 32,6% | 32,6% | 32,6% | 32,6% | 32,6% | 32,6% | 32,6% | 32,6% | 32,6% | 32,6% | 32,6% | 32,6% | 32,6% | 32,6% | 32,6% | 32,6% | 32,6% | 32,6% | 32,6% | 32,6% | 32,6% | 32,6% | 32,6% | 32,6% | 32,6% | 32,6% | 32,6% | 32,6% | 32,6% | 32,6% | 32,6% | 32,6% | 32,6% | 32,6% | 32,6% | 32,6% | 32,6% | 32,6% | 32,6% | 32,6% | 32,6% | 32,6% | 32,6% | 32,6% | 32,6% | 32,6% | 32,6% | 32,6% | 17,9% | 17,9% | 17,9% | 17,9% | 17,9% | 17,9% | 17,9% | 17,9% | 17,9% | 17,9% | 17,9% | 17,9% | 17,9% | 17,9% | 17,9% | 17,9% | 17,9% | 17,9% | 17,9% | 17,9% | 17,9% | 17,9% | 17,9% | 17,9% | 17,9% | 17,9% | 17,9% | 17,9% | 17,9% | 17,9% | 17,9% | 17,9% | 17,9% | 17,9% | 17,9% | 17,9% | 17,9% | 17,9% | 17,9% | 17,9% | 17,9% | 17,9% | 17,9% | 17,9% | 17,9% | 17,9% | 17,9% | 17,9% | 17,9% | 17,9% | 17,9% | 17,9% | 17,9% | 17,9% | 17,9% | 17,9% | 17,9% | 17,9% | 17,9% | 17,9% | 17,9% | 17,9% | 17,9% | 17,9% | 17,9% | 17,9% | 17,9% | 17,9% | 17,9% | 17,9% | 17,9% | 17,9% | 17,9% | 17,9% | 17,9% | 17,9% | 17,9% | 17,9% | 17,9% | 17,9% | 17,9% | 17,9% | 17,9% | 17,9% | 17,9% | 17,9% | 17,9% | 17,9% | 17,9% | 17,9% | 17,9% | 17,9% | 17,9% | 17,9% | 17,9% | 17,9% | 8,4% | 8,4% | 8,4% | 8,4% | 8,4% | 8,4% | 8,4% | 8,4% | 8,4% | 8,4% | 8,4% | 8,4% | 8,4% | 8,4% | 8,4% | 8,4% | 8,4% | 8,4% | 8,4% | 8,4% | 8,4% | 8,4% | 8,4% | 8,4% | 8,4% | 8,4% | 8,4% | 8,4% | 8,4% | 8,4% | 8,4% | 8,4% | 8,4% | 8,4% | 8,4% | 8,4% | 8,4% | 8,4% | 8,4% | 8,4% | 8,4% | 8,4% | 8,4% | 8,4% | 8,4% | 8,4% | 8,4% | 8,4% | 8,4% | 8,4% | 8,4% | 8,4% | 8,4% | 8,4% | 8,4% | 8,4% | 8,4% | 8,4% | 8,4% | 8,4% | 8,4% | 8,4% | 8,4% | 8,4% | 8,4% | 8,4% | 8,4% | 8,4% | 8,4% | 8,4% | 8,4% | 8,4% | 8,4% | 8,4% | 8,4% | 8,4% | 8,4% | 8,4% | 8,4% | 8,4% | 8,4% | 8,4% | 8,4% | 8,4% | 8,4% | 8,4% | 8,4% | 8,4% | 8,4% | 8,4% | 8,4% | 8,4% | 8,4% | 8,4% | 8,4% | 8,4% | 3,9% | 3,9% | 3,9% | 3,9% | 3,9% | 3,9% | 3,9% | 3,9% | 3,9% | 3,9% | 3,9% | 3,9% | 3,9% | 3,9% | 3,9% | 3,9% | 3,9% | 3,9% | 3,9% | 3,9% | 3,9% | 3,9% | 3,9% | 3,9% | 3,9% | 3,9% | 3,9% | 3,9% | 3,9% | 3,9% | 3,9% | 3,9% | 3,9% | 3,9% | 3,9% | 3,9% | 3,9% | 3,9% | 3,9% | 3,9% | 3,9% | 3,9% | 3,9% | 3,9% | 3,9% | 3,9% | 3,9% | 3,9% | 3,9% | 3,9% | 3,9% | 3,9% | 3,9% | 3,9% | 3,9% | 3,9% | 3,9% | 3,9% | 3,9% | 3,9% | 3,9% | 3,9% | 3,9% | 3,9% | 3,9% | 3,9% | 3,9% | 3,9% | 3,9% | 3,9% | 3,9% | 3,9% | 3,9% | 3,9% | 3,9% | 3,9% | 3,9% | 3,9% | 3,9% | 3,9% | 3,9% | 3,9% | 3,9% | 3,9% | 3,9% | 3,9% | 3,9% | 3,9% | 3,9% | 3,9% | 3,9% | 3,9% | 3,9% | 3,9% | 3,9% | 3,9% | 1,1% | 1,1% | 1,1% | 1,1% | 1,1% | 1,1% | 1,1% | 1,1% | 1,1% | 1,1% | 1,1% | 1,1% | 1,1% | 1,1% | 1,1% | 1,1% | 1,1% | 1,1% | 1,1% | 1,1% | 1,1% | 1,1% | 1,1% | 1,1% | 1,1% | 1,1% | 1,1% | 1,1% | 1,1% | 1,1% | 1,1% | 1,1% | 1,1% | 1,1% | 1,1% | 1,1% | 1,1% | 1,1% | 1,1% | 1,1% | 1,1% | 1,1% | 1,1% | 1,1% | 1,1% | 1,1% | 1,1% | 1,1% | 1,1% | 1,1% | 1,1% | 1,1% | 1,1% | 1,1% | 1,1% | 1,1% | 1,1% | 1,1% | 1,1% | 1,1% | 1,1% | 1,1% | 1,1% | 1,1% | 1,1% | 1,1% | 1,1% | 1,1% | 1,1% | 1,1% | 1,1% | 1,1% | 1,1% | 1,1% | 1,1% | 1,1% | 1,1% | 1,1% | 1,1% | 1,1% | 1,1% | 1,1% | 1,1% | 1,1% | 1,1% | 1,1% | 1,1% | 1,1% | 1,1% | 1,1% | 1,1% | 1,1% | 1,1% | 1,1% | 1,1% | 1,1% | 26,1% | 10% | 14,7% | ±3,5% |
| Consult RN-02180/2024          | 4/Jun/2024           | 500         | 32,2% | 32,2% | 32,2% | 32,2% | 32,2% | 32,2% | 32,2% | 32,2% | 32,2% | 32,2% | 32,2% | 32,2% | 32,2% | 32,2% | 32,2% | 32,2% | 32,2% | 32,2% | 32,2% | 32,2% | 32,2% | 32,2% | 32,2% | 32,2% | 32,2% | 32,2% | 32,2% | 32,2% | 32,2% | 32,2% | 32,2% | 32,2% | 32,2% | 32,2% | 32,2% | 32,2% | 32,2% | 32,2% | 32,2% | 32,2% | 32,2% | 32,2% | 32,2% | 32,2% | 32,2% | 32,2% | 32,2% | 32,2% | 32,2% | 32,2% | 32,2% | 32,2% | 32,2% | 32,2% | 32,2% | 32,2% | 32,2% | 32,2% | 32,2% | 32,2% | 32,2% | 32,2% | 32,2% | 32,2% | 32,2% | 32,2% | 32,2% | 32,2% | 32,2% | 32,2% | 32,2% | 32,2% | 32,2% | 32,2% | 32,2% | 32,2% | 32,2% | 32,2% | 32,2% | 32,2% | 32,2% | 32,2% | 32,2% | 32,2% | 32,2% | 32,2% | 32,2% | 32,2% | 32,2% | 32,2% | 32,2% | 32,2% | 32,2% | 32,2% | 32,2% | 32,2% | 25% | 25% | 25% | 25% | 25% | 25% | 25% | 25% | 25% | 25% | 25% | 25% | 25% | 25% | 25% | 25% | 25% | 25% | 25% | 25% | 25% | 25% | 25% | 25% | 25% | 25% | 25% | 25% | 25% | 25% | 25% | 25% | 25% | 25% | 25% | 25% | 25% | 25% | 25% | 25% | 25% | 25% | 25% | 25% | 25% | 25% | 25% | 25% | 25% | 25% | 25% | 25% | 25% | 25% | 25% | 25% | 25% | 25% | 25% | 25% | 25% | 25% | 25% | 25% | 25% | 25% | 25% | 25% | 25% | 25% | 25% | 25% | 25% | 25% | 25% | 25% | 25% | 25% | 25% | 25% | 25% | 25% | 25% | 25% | 25% | 25% | 25% | 25% | 25% | 25% | 25% | 25% | 25% | 25% | 25% | 25% | 9,8% | 9,8% | 9,8% | 9,8% | 9,8% | 9,8% | 9,8% | 9,8% | 9,8% | 9,8% | 9,8% | 9,8% | 9,8% | 9,8% | 9,8% | 9,8% | 9,8% | 9,8% | 9,8% | 9,8% | 9,8% | 9,8% | 9,8% | 9,8% | 9,8% | 9,8% | 9,8% | 9,8% | 9,8% | 9,8% | 9,8% | 9,8% | 9,8% | 9,8% | 9,8% | 9,8% | 9,8% | 9,8% | 9,8% | 9,8% | 9,8% | 9,8% | 9,8% | 9,8% | 9,8% | 9,8% | 9,8% | 9,8% | 9,8% | 9,8% | 9,8% | 9,8% | 9,8% | 9,8% | 9,8% | 9,8% | 9,8% | 9,8% | 9,8% | 9,8% | 9,8% | 9,8% | 9,8% | 9,8% | 9,8% | 9,8% | 9,8% | 9,8% | 9,8% | 9,8% | 9,8% | 9,8% | 9,8% | 9,8% | 9,8% | 9,8% | 9,8% | 9,8% | 9,8% | 9,8% | 9,8% | 9,8% | 9,8% | 9,8% | 9,8% | 9,8% | 9,8% | 9,8% | 9,8% | 9,8% | 9,8% | 9,8% | 9,8% | 9,8% | 9,8% | 9,8% | 4,2% | 4,2% | 4,2% | 4,2% | 4,2% | 4,2% | 4,2% | 4,2% | 4,2% | 4,2% | 4,2% | 4,2% | 4,2% | 4,2% | 4,2% | 4,2% | 4,2% | 4,2% | 4,2% | 4,2% | 4,2% | 4,2% | 4,2% | 4,2% | 4,2% | 4,2% | 4,2% | 4,2% | 4,2% | 4,2% | 4,2% | 4,2% | 4,2% | 4,2% | 4,2% | 4,2% | 4,2% | 4,2% | 4,2% | 4,2% | 4,2% | 4,2% | 4,2% | 4,2% | 4,2% | 4,2% | 4,2% | 4,2% | 4,2% | 4,2% | 4,2% | 4,2% | 4,2% | 4,2% | 4,2% | 4,2% | 4,2% | 4,2% | 4,2% | 4,2% | 4,2% | 4,2% | 4,2% | 4,2% | 4,2% | 4,2% | 4,2% | 4,2% | 4,2% | 4,2% | 4,2% | 4,2% | 4,2% | 4,2% | 4,2% | 4,2% | 4,2% | 4,2% | 4,2% | 4,2% | 4,2% | 4,2% | 4,2% | 4,2% | 4,2% | 4,2% | 4,2% | 4,2% | 4,2% | 4,2% | 4,2% | 4,2% | 4,2% | 4,2% | 4,2% | 4,2% | 1% | 1% | 1% | 1% | 1% | 1% | 1% | 1% | 1% | 1% | 1% | 1% | 1% | 1% | 1% | 1% | 1% | 1% | 1% | 1% | 1% | 1% | 1% | 1% | 1% | 1% | 1% | 1% | 1% | 1% | 1% | 1% | 1% | 1% | 1% | 1% | 1% | 1% | 1% | 1% | 1% | 1% | 1% | 1% | 1% | 1% | 1% | 1% | 1% | 1% | 1% | 1% | 1% | 1% | 1% | 1% | 1% | 1% | 1% | 1% | 1% | 1% | 1% | 1% | 1% | 1% | 1% | 1% | 1% | 1% | 1% | 1% | 1% | 1% | 1% | 1% | 1% | 1% | 1% | 1% | 1% | 1% | 1% | 1% | 1% | 1% | 1% | 1% | 1% | 1% | 1% | 1% | 1% | 1% | 1% | 1% | 12,8% | 15% | 7,2% | ±4,38% |
| Perfil RN-04730/2024           | 24-25/Mai/2024       | 600         | 24,16% | 24,16% | 24,16% | 24,16% | 24,16% | 24,16% | 24,16% | 24,16% | 24,16% | 24,16% | 24,16% | 24,16% | 24,16% | 24,16% | 24,16% | 24,16% | 24,16% | 24,16% | 24,16% | 24,16% | 24,16% | 24,16% | 24,16% | 24,16% | 24,16% | 24,16% | 24,16% | 24,16% | 24,16% | 24,16% | 24,16% | 24,16% | 24,16% | 24,16% | 24,16% | 24,16% | 24,16% | 24,16% | 24,16% | 24,16% | 24,16% | 24,16% | 24,16% | 24,16% | 24,16% | 24,16% | 24,16% | 24,16% | 24,16% | 24,16% | 24,16% | 24,16% | 24,16% | 24,16% | 24,16% | 24,16% | 24,16% | 24,16% | 24,16% | 24,16% | 24,16% | 24,16% | 24,16% | 24,16% | 24,16% | 24,16% | 24,16% | 24,16% | 24,16% | 24,16% | 24,16% | 24,16% | 24,16% | 24,16% | 24,16% | 24,16% | 24,16% | 24,16% | 24,16% | 24,16% | 24,16% | 24,16% | 24,16% | 24,16% | 24,16% | 24,16% | 24,16% | 24,16% | 24,16% | 24,16% | 24,16% | 24,16% | 24,16% | 24,16% | 24,16% | 24,16% | 18,17% | 18,17% | 18,17% | 18,17% | 18,17% | 18,17% | 18,17% | 18,17% | 18,17% | 18,17% | 18,17% | 18,17% | 18,17% | 18,17% | 18,17% | 18,17% | 18,17% | 18,17% | 18,17% | 18,17% | 18,17% | 18,17% | 18,17% | 18,17% | 18,17% | 18,17% | 18,17% | 18,17% | 18,17% | 18,17% | 18,17% | 18,17% | 18,17% | 18,17% | 18,17% | 18,17% | 18,17% | 18,17% | 18,17% | 18,17% | 18,17% | 18,17% | 18,17% | 18,17% | 18,17% | 18,17% | 18,17% | 18,17% | 18,17% | 18,17% | 18,17% | 18,17% | 18,17% | 18,17% | 18,17% | 18,17% | 18,17% | 18,17% | 18,17% | 18,17% | 18,17% | 18,17% | 18,17% | 18,17% | 18,17% | 18,17% | 18,17% | 18,17% | 18,17% | 18,17% | 18,17% | 18,17% | 18,17% | 18,17% | 18,17% | 18,17% | 18,17% | 18,17% | 18,17% | 18,17% | 18,17% | 18,17% | 18,17% | 18,17% | 18,17% | 18,17% | 18,17% | 18,17% | 18,17% | 18,17% | 18,17% | 18,17% | 18,17% | 18,17% | 18,17% | 18,17% | 10,33% | 10,33% | 10,33% | 10,33% | 10,33% | 10,33% | 10,33% | 10,33% | 10,33% | 10,33% | 10,33% | 10,33% | 10,33% | 10,33% | 10,33% | 10,33% | 10,33% | 10,33% | 10,33% | 10,33% | 10,33% | 10,33% | 10,33% | 10,33% | 10,33% | 10,33% | 10,33% | 10,33% | 10,33% | 10,33% | 10,33% | 10,33% | 10,33% | 10,33% | 10,33% | 10,33% | 10,33% | 10,33% | 10,33% | 10,33% | 10,33% | 10,33% | 10,33% | 10,33% | 10,33% | 10,33% | 10,33% | 10,33% | 10,33% | 10,33% | 10,33% | 10,33% | 10,33% | 10,33% | 10,33% | 10,33% | 10,33% | 10,33% | 10,33% | 10,33% | 10,33% | 10,33% | 10,33% | 10,33% | 10,33% | 10,33% | 10,33% | 10,33% | 10,33% | 10,33% | 10,33% | 10,33% | 10,33% | 10,33% | 10,33% | 10,33% | 10,33% | 10,33% | 10,33% | 10,33% | 10,33% | 10,33% | 10,33% | 10,33% | 10,33% | 10,33% | 10,33% | 10,33% | 10,33% | 10,33% | 10,33% | 10,33% | 10,33% | 10,33% | 10,33% | 10,33% | 8,67% | 8,67% | 8,67% | 8,67% | 8,67% | 8,67% | 8,67% | 8,67% | 8,67% | 8,67% | 8,67% | 8,67% | 8,67% | 8,67% | 8,67% | 8,67% | 8,67% | 8,67% | 8,67% | 8,67% | 8,67% | 8,67% | 8,67% | 8,67% | 8,67% | 8,67% | 8,67% | 8,67% | 8,67% | 8,67% | 8,67% | 8,67% | 8,67% | 8,67% | 8,67% | 8,67% | 8,67% | 8,67% | 8,67% | 8,67% | 8,67% | 8,67% | 8,67% | 8,67% | 8,67% | 8,67% | 8,67% | 8,67% | 8,67% | 8,67% | 8,67% | 8,67% | 8,67% | 8,67% | 8,67% | 8,67% | 8,67% | 8,67% | 8,67% | 8,67% | 8,67% | 8,67% | 8,67% | 8,67% | 8,67% | 8,67% | 8,67% | 8,67% | 8,67% | 8,67% | 8,67% | 8,67% | 8,67% | 8,67% | 8,67% | 8,67% | 8,67% | 8,67% | 8,67% | 8,67% | 8,67% | 8,67% | 8,67% | 8,67% | 8,67% | 8,67% | 8,67% | 8,67% | 8,67% | 8,67% | 8,67% | 8,67% | 8,67% | 8,67% | 8,67% | 8,67% | 1,67% | 1,67% | 1,67% | 1,67% | 1,67% | 1,67% | 1,67% | 1,67% | 1,67% | 1,67% | 1,67% | 1,67% | 1,67% | 1,67% | 1,67% | 1,67% | 1,67% | 1,67% | 1,67% | 1,67% | 1,67% | 1,67% | 1,67% | 1,67% | 1,67% | 1,67% | 1,67% | 1,67% | 1,67% | 1,67% | 1,67% | 1,67% | 1,67% | 1,67% | 1,67% | 1,67% | 1,67% | 1,67% | 1,67% | 1,67% | 1,67% | 1,67% | 1,67% | 1,67% | 1,67% | 1,67% | 1,67% | 1,67% | 1,67% | 1,67% | 1,67% | 1,67% | 1,67% | 1,67% | 1,67% | 1,67% | 1,67% | 1,67% | 1,67% | 1,67% | 1,67% | 1,67% | 1,67% | 1,67% | 1,67% | 1,67% | 1,67% | 1,67% | 1,67% | 1,67% | 1,67% | 1,67% | 1,67% | 1,67% | 1,67% | 1,67% | 1,67% | 1,67% | 1,67% | 1,67% | 1,67% | 1,67% | 1,67% | 1,67% | 1,67% | 1,67% | 1,67% | 1,67% | 1,67% | 1,67% | 1,67% | 1,67% | 1,67% | 1,67% | 1,67% | 1,67% | 13,33% | 23,67% | 5,99% | ±3,98% |
| 20/Mai/2024                    | 20/Mai/2024          | 20/Mai/2024 | Wolney França (PSDB) desiste da disputa para a prefeitura.                                                        | Wolney França (PSDB) desiste da disputa para a prefeitura.                                                        | Wolney França (PSDB) desiste da disputa para a prefeitura.                                                        | Wolney França (PSDB) desiste da disputa para a prefeitura.                                                        | Wolney França (PSDB) desiste da disputa para a prefeitura.                                                        | Wolney França (PSDB) desiste da disputa para a prefeitura.                                                        | Wolney França (PSDB) desiste da disputa para a prefeitura.                                                        | Wolney França (PSDB) desiste da disputa para a prefeitura.                                                        | Wolney França (PSDB) desiste da disputa para a prefeitura.                                                        | Wolney França (PSDB) desiste da disputa para a prefeitura.                                                        | Wolney França (PSDB) desiste da disputa para a prefeitura.                                                        | Wolney França (PSDB) desiste da disputa para a prefeitura.                                                        | Wolney França (PSDB) desiste da disputa para a prefeitura.                                                        | Wolney França (PSDB) desiste da disputa para a prefeitura.                                                        | Wolney França (PSDB) desiste da disputa para a prefeitura.                                                        | Wolney França (PSDB) desiste da disputa para a prefeitura.                                                        | Wolney França (PSDB) desiste da disputa para a prefeitura.                                                        | Wolney França (PSDB) desiste da disputa para a prefeitura.                                                        | Wolney França (PSDB) desiste da disputa para a prefeitura.                                                        | Wolney França (PSDB) desiste da disputa para a prefeitura.                                                        | Wolney França (PSDB) desiste da disputa para a prefeitura.                                                        | Wolney França (PSDB) desiste da disputa para a prefeitura.                                                        | Wolney França (PSDB) desiste da disputa para a prefeitura.                                                        | Wolney França (PSDB) desiste da disputa para a prefeitura.                                                        | Wolney França (PSDB) desiste da disputa para a prefeitura.                                                        | Wolney França (PSDB) desiste da disputa para a prefeitura.                                                        | Wolney França (PSDB) desiste da disputa para a prefeitura.                                                        | Wolney França (PSDB) desiste da disputa para a prefeitura.                                                        | Wolney França (PSDB) desiste da disputa para a prefeitura.                                                        | Wolney França (PSDB) desiste da disputa para a prefeitura.                                                        | Wolney França (PSDB) desiste da disputa para a prefeitura.                                                        | Wolney França (PSDB) desiste da disputa para a prefeitura.                                                        | Wolney França (PSDB) desiste da disputa para a prefeitura.                                                        | Wolney França (PSDB) desiste da disputa para a prefeitura.                                                        | Wolney França (PSDB) desiste da disputa para a prefeitura.                                                        | Wolney França (PSDB) desiste da disputa para a prefeitura.                                                        | Wolney França (PSDB) desiste da disputa para a prefeitura.                                                        | Wolney França (PSDB) desiste da disputa para a prefeitura.                                                        | Wolney França (PSDB) desiste da disputa para a prefeitura.                                                        | Wolney França (PSDB) desiste da disputa para a prefeitura.                                                        | Wolney França (PSDB) desiste da disputa para a prefeitura.                                                        | Wolney França (PSDB) desiste da disputa para a prefeitura.                                                        | Wolney França (PSDB) desiste da disputa para a prefeitura.                                                        | Wolney França (PSDB) desiste da disputa para a prefeitura.                                                        | Wolney França (PSDB) desiste da disputa para a prefeitura.                                                        | Wolney França (PSDB) desiste da disputa para a prefeitura.                                                        | Wolney França (PSDB) desiste da disputa para a prefeitura.                                                        | Wolney França (PSDB) desiste da disputa para a prefeitura.                                                        | Wolney França (PSDB) desiste da disputa para a prefeitura.                                                        | Wolney França (PSDB) desiste da disputa para a prefeitura.                                                        | Wolney França (PSDB) desiste da disputa para a prefeitura.                                                        | Wolney França (PSDB) desiste da disputa para a prefeitura.                                                        | Wolney França (PSDB) desiste da disputa para a prefeitura.                                                        | Wolney França (PSDB) desiste da disputa para a prefeitura.                                                        | Wolney França (PSDB) desiste da disputa para a prefeitura.                                                        | Wolney França (PSDB) desiste da disputa para a prefeitura.                                                        | Wolney França (PSDB) desiste da disputa para a prefeitura.                                                        | Wolney França (PSDB) desiste da disputa para a prefeitura.                                                        | Wolney França (PSDB) desiste da disputa para a prefeitura.                                                        | Wolney França (PSDB) desiste da disputa para a prefeitura.                                                        | Wolney França (PSDB) desiste da disputa para a prefeitura.                                                        | Wolney França (PSDB) desiste da disputa para a prefeitura.                                                        | Wolney França (PSDB) desiste da disputa para a prefeitura.                                                        | Wolney França (PSDB) desiste da disputa para a prefeitura.                                                        | Wolney França (PSDB) desiste da disputa para a prefeitura.                                                        | Wolney França (PSDB) desiste da disputa para a prefeitura.                                                        | Wolney França (PSDB) desiste da disputa para a prefeitura.                                                        | Wolney França (PSDB) desiste da disputa para a prefeitura.                                                        | Wolney França (PSDB) desiste da disputa para a prefeitura.                                                        | Wolney França (PSDB) desiste da disputa para a prefeitura.                                                        | Wolney França (PSDB) desiste da disputa para a prefeitura.                                                        | Wolney França (PSDB) desiste da disputa para a prefeitura.                                                        | Wolney França (PSDB) desiste da disputa para a prefeitura.                                                        | Wolney França (PSDB) desiste da disputa para a prefeitura.                                                        | Wolney França (PSDB) desiste da disputa para a prefeitura.                                                        | Wolney França (PSDB) desiste da disputa para a prefeitura.                                                        | Wolney França (PSDB) desiste da disputa para a prefeitura.                                                        | Wolney França (PSDB) desiste da disputa para a prefeitura.                                                        | Wolney França (PSDB) desiste da disputa para a prefeitura.                                                        | Wolney França (PSDB) desiste da disputa para a prefeitura.                                                        | Wolney França (PSDB) desiste da disputa para a prefeitura.                                                        | Wolney França (PSDB) desiste da disputa para a prefeitura.                                                        | Wolney França (PSDB) desiste da disputa para a prefeitura.                                                        | Wolney França (PSDB) desiste da disputa para a prefeitura.                                                        | Wolney França (PSDB) desiste da disputa para a prefeitura.                                                        | Wolney França (PSDB) desiste da disputa para a prefeitura.                                                        | Wolney França (PSDB) desiste da disputa para a prefeitura.                                                        | Wolney França (PSDB) desiste da disputa para a prefeitura.                                                        | Wolney França (PSDB) desiste da disputa para a prefeitura.                                                        | Wolney França (PSDB) desiste da disputa para a prefeitura.                                                        | Wolney França (PSDB) desiste da disputa para a prefeitura.                                                        | Wolney França (PSDB) desiste da disputa para a prefeitura.                                                        | Wolney França (PSDB) desiste da disputa para a prefeitura.                                                        | Wolney França (PSDB) desiste da disputa para a prefeitura.                                                        | Wolney França (PSDB) desiste da disputa para a prefeitura.                                                        | Wolney França (PSDB) desiste da disputa para a prefeitura.                                                        | Wolney França (PSDB) desiste da disputa para a prefeitura.                                                        | Wolney França (PSDB) desiste da disputa para a prefeitura.                                                        | Wolney França (PSDB) desiste da disputa para a prefeitura.                                                        | Wolney França (PSDB) desiste da disputa para a prefeitura.                                                        | Wolney França (PSDB) desiste da disputa para a prefeitura.                                                        | Wolney França (PSDB) desiste da disputa para a prefeitura.                                                        | Wolney França (PSDB) desiste da disputa para a prefeitura.                                                        | Wolney França (PSDB) desiste da disputa para a prefeitura.                                                        | Wolney França (PSDB) desiste da disputa para a prefeitura.                                                        | Wolney França (PSDB) desiste da disputa para a prefeitura.                                                        | Wolney França (PSDB) desiste da disputa para a prefeitura.                                                        | Wolney França (PSDB) desiste da disputa para a prefeitura.                                                        | Wolney França (PSDB) desiste da disputa para a prefeitura.                                                        | Wolney França (PSDB) desiste da disputa para a prefeitura.                                                        | Wolney França (PSDB) desiste da disputa para a prefeitura.                                                        | Wolney França (PSDB) desiste da disputa para a prefeitura.                                                        | Wolney França (PSDB) desiste da disputa para a prefeitura.                                                        | Wolney França (PSDB) desiste da disputa para a prefeitura.                                                        | Wolney França (PSDB) desiste da disputa para a prefeitura.                                                        | Wolney França (PSDB) desiste da disputa para a prefeitura.                                                        | Wolney França (PSDB) desiste da disputa para a prefeitura.                                                        | Wolney França (PSDB) desiste da disputa para a prefeitura.                                                        | Wolney França (PSDB) desiste da disputa para a prefeitura.                                                        | Wolney França (PSDB) desiste da disputa para a prefeitura.                                                        | Wolney França (PSDB) desiste da disputa para a prefeitura.                                                        | Wolney França (PSDB) desiste da disputa para a prefeitura.                                                        | Wolney França (PSDB) desiste da disputa para a prefeitura.                                                        | Wolney França (PSDB) desiste da disputa para a prefeitura.                                                        | Wolney França (PSDB) desiste da disputa para a prefeitura.                                                        | Wolney França (PSDB) desiste da disputa para a prefeitura.                                                        | Wolney França (PSDB) desiste da disputa para a prefeitura.                                                        | Wolney França (PSDB) desiste da disputa para a prefeitura.                                                        | Wolney França (PSDB) desiste da disputa para a prefeitura.                                                        | Wolney França (PSDB) desiste da disputa para a prefeitura.                                                        | Wolney França (PSDB) desiste da disputa para a prefeitura.                                                        | Wolney França (PSDB) desiste da disputa para a prefeitura.                                                        | Wolney França (PSDB) desiste da disputa para a prefeitura.                                                        | Wolney França (PSDB) desiste da disputa para a prefeitura.                                                        | Wolney França (PSDB) desiste da disputa para a prefeitura.                                                        | Wolney França (PSDB) desiste da disputa para a prefeitura.                                                        | Wolney França (PSDB) desiste da disputa para a prefeitura.                                                        | Wolney França (PSDB) desiste da disputa para a prefeitura.                                                        | Wolney França (PSDB) desiste da disputa para a prefeitura.                                                        | Wolney França (PSDB) desiste da disputa para a prefeitura.                                                        | Wolney França (PSDB) desiste da disputa para a prefeitura.                                                        | Wolney França (PSDB) desiste da disputa para a prefeitura.                                                        | Wolney França (PSDB) desiste da disputa para a prefeitura.                                                        | Wolney França (PSDB) desiste da disputa para a prefeitura.                                                        | Wolney França (PSDB) desiste da disputa para a prefeitura.                                                        | Wolney França (PSDB) desiste da disputa para a prefeitura.                                                        | Wolney França (PSDB) desiste da disputa para a prefeitura.                                                        | Wolney França (PSDB) desiste da disputa para a prefeitura.                                                        | Wolney França (PSDB) desiste da disputa para a prefeitura.                                                        | Wolney França (PSDB) desiste da disputa para a prefeitura.                                                        | Wolney França (PSDB) desiste da disputa para a prefeitura.                                                        | Wolney França (PSDB) desiste da disputa para a prefeitura.                                                        | Wolney França (PSDB) desiste da disputa para a prefeitura.                                                        | Wolney França (PSDB) desiste da disputa para a prefeitura.                                                        | Wolney França (PSDB) desiste da disputa para a prefeitura.                                                        | Wolney França (PSDB) desiste da disputa para a prefeitura.                                                        | Wolney França (PSDB) desiste da disputa para a prefeitura.                                                        | Wolney França (PSDB) desiste da disputa para a prefeitura.                                                        | Wolney França (PSDB) desiste da disputa para a prefeitura.                                                        | Wolney França (PSDB) desiste da disputa para a prefeitura.                                                        | Wolney França (PSDB) desiste da disputa para a prefeitura.                                                        | Wolney França (PSDB) desiste da disputa para a prefeitura.                                                        | Wolney França (PSDB) desiste da disputa para a prefeitura.                                                        | Wolney França (PSDB) desiste da disputa para a prefeitura.                                                        | Wolney França (PSDB) desiste da disputa para a prefeitura.                                                        | Wolney França (PSDB) desiste da disputa para a prefeitura.                                                        | Wolney França (PSDB) desiste da disputa para a prefeitura.                                                        | Wolney França (PSDB) desiste da disputa para a prefeitura.                                                        | Wolney França (PSDB) desiste da disputa para a prefeitura.                                                        | Wolney França (PSDB) desiste da disputa para a prefeitura.                                                        | Wolney França (PSDB) desiste da disputa para a prefeitura.                                                        | Wolney França (PSDB) desiste da disputa para a prefeitura.                                                        | Wolney França (PSDB) desiste da disputa para a prefeitura.                                                        | Wolney França (PSDB) desiste da disputa para a prefeitura.                                                        | Wolney França (PSDB) desiste da disputa para a prefeitura.                                                        | Wolney França (PSDB) desiste da disputa para a prefeitura.                                                        | Wolney França (PSDB) desiste da disputa para a prefeitura.                                                        | Wolney França (PSDB) desiste da disputa para a prefeitura.                                                        | Wolney França (PSDB) desiste da disputa para a prefeitura.                                                        | Wolney França (PSDB) desiste da disputa para a prefeitura.                                                        | Wolney França (PSDB) desiste da disputa para a prefeitura.                                                        | Wolney França (PSDB) desiste da disputa para a prefeitura.                                                        | Wolney França (PSDB) desiste da disputa para a prefeitura.                                                        | Wolney França (PSDB) desiste da disputa para a prefeitura.                                                        | Wolney França (PSDB) desiste da disputa para a prefeitura.                                                        | Wolney França (PSDB) desiste da disputa para a prefeitura.                                                        | Wolney França (PSDB) desiste da disputa para a prefeitura.                                                        | Wolney França (PSDB) desiste da disputa para a prefeitura.                                                        | Wolney França (PSDB) desiste da disputa para a prefeitura.                                                        | Wolney França (PSDB) desiste da disputa para a prefeitura.                                                        | Wolney França (PSDB) desiste da disputa para a prefeitura.                                                        | Wolney França (PSDB) desiste da disputa para a prefeitura.                                                        | Wolney França (PSDB) desiste da disputa para a prefeitura.                                                        | Wolney França (PSDB) desiste da disputa para a prefeitura.                                                        | Wolney França (PSDB) desiste da disputa para a prefeitura.                                                        | Wolney França (PSDB) desiste da disputa para a prefeitura.                                                        | Wolney França (PSDB) desiste da disputa para a prefeitura.                                                        | Wolney França (PSDB) desiste da disputa para a prefeitura.                                                        | Wolney França (PSDB) desiste da disputa para a prefeitura.                                                        | Wolney França (PSDB) desiste da disputa para a prefeitura.                                                        | Wolney França (PSDB) desiste da disputa para a prefeitura.                                                        | Wolney França (PSDB) desiste da disputa para a prefeitura.                                                        | Wolney França (PSDB) desiste da disputa para a prefeitura.                                                        | Wolney França (PSDB) desiste da disputa para a prefeitura.                                                        | Wolney França (PSDB) desiste da disputa para a prefeitura.                                                        | Wolney França (PSDB) desiste da disputa para a prefeitura.                                                        | Wolney França (PSDB) desiste da disputa para a prefeitura.                                                        | Wolney França (PSDB) desiste da disputa para a prefeitura.                                                        | Wolney França (PSDB) desiste da disputa para a prefeitura.                                                        | Wolney França (PSDB) desiste da disputa para a prefeitura.                                                        | Wolney França (PSDB) desiste da disputa para a prefeitura.                                                        | Wolney França (PSDB) desiste da disputa para a prefeitura.                                                        | Wolney França (PSDB) desiste da disputa para a prefeitura.                                                        | Wolney França (PSDB) desiste da disputa para a prefeitura.                                                        | Wolney França (PSDB) desiste da disputa para a prefeitura.                                                        | Wolney França (PSDB) desiste da disputa para a prefeitura.                                                        | Wolney França (PSDB) desiste da disputa para a prefeitura.                                                        | Wolney França (PSDB) desiste da disputa para a prefeitura.                                                        | Wolney França (PSDB) desiste da disputa para a prefeitura.                                                        | Wolney França (PSDB) desiste da disputa para a prefeitura.                                                        | Wolney França (PSDB) desiste da disputa para a prefeitura.                                                        | Wolney França (PSDB) desiste da disputa para a prefeitura.                                                        | Wolney França (PSDB) desiste da disputa para a prefeitura.                                                        | Wolney França (PSDB) desiste da disputa para a prefeitura.                                                        | Wolney França (PSDB) desiste da disputa para a prefeitura.                                                        | Wolney França (PSDB) desiste da disputa para a prefeitura.                                                        | Wolney França (PSDB) desiste da disputa para a prefeitura.                                                        | Wolney França (PSDB) desiste da disputa para a prefeitura.                                                        | Wolney França (PSDB) desiste da disputa para a prefeitura.                                                        | Wolney França (PSDB) desiste da disputa para a prefeitura.                                                        | Wolney França (PSDB) desiste da disputa para a prefeitura.                                                        | Wolney França (PSDB) desiste da disputa para a prefeitura.                                                        | Wolney França (PSDB) desiste da disputa para a prefeitura.                                                        | Wolney França (PSDB) desiste da disputa para a prefeitura.                                                        | Wolney França (PSDB) desiste da disputa para a prefeitura.                                                        | Wolney França (PSDB) desiste da disputa para a prefeitura.                                                        | Wolney França (PSDB) desiste da disputa para a prefeitura.                                                        | Wolney França (PSDB) desiste da disputa para a prefeitura.                                                        | Wolney França (PSDB) desiste da disputa para a prefeitura.                                                        | Wolney França (PSDB) desiste da disputa para a prefeitura.                                                        | Wolney França (PSDB) desiste da disputa para a prefeitura.                                                        | Wolney França (PSDB) desiste da disputa para a prefeitura.                                                        | Wolney França (PSDB) desiste da disputa para a prefeitura.                                                        | Wolney França (PSDB) desiste da disputa para a prefeitura.                                                        | Wolney França (PSDB) desiste da disputa para a prefeitura.                                                        | Wolney França (PSDB) desiste da disputa para a prefeitura.                                                        | Wolney França (PSDB) desiste da disputa para a prefeitura.                                                        | Wolney França (PSDB) desiste da disputa para a prefeitura.                                                        | Wolney França (PSDB) desiste da disputa para a prefeitura.                                                        | Wolney França (PSDB) desiste da disputa para a prefeitura.                                                        | Wolney França (PSDB) desiste da disputa para a prefeitura.                                                        | Wolney França (PSDB) desiste da disputa para a prefeitura.                                                        | Wolney França (PSDB) desiste da disputa para a prefeitura.                                                        | Wolney França (PSDB) desiste da disputa para a prefeitura.                                                        | Wolney França (PSDB) desiste da disputa para a prefeitura.                                                        | Wolney França (PSDB) desiste da disputa para a prefeitura.                                                        | Wolney França (PSDB) desiste da disputa para a prefeitura.                                                        | Wolney França (PSDB) desiste da disputa para a prefeitura.                                                        | Wolney França (PSDB) desiste da disputa para a prefeitura.                                                        | Wolney França (PSDB) desiste da disputa para a prefeitura.                                                        | Wolney França (PSDB) desiste da disputa para a prefeitura.                                                        | Wolney França (PSDB) desiste da disputa para a prefeitura.                                                        | Wolney França (PSDB) desiste da disputa para a prefeitura.                                                        | Wolney França (PSDB) desiste da disputa para a prefeitura.                                                        | Wolney França (PSDB) desiste da disputa para a prefeitura.                                                        | Wolney França (PSDB) desiste da disputa para a prefeitura.                                                        | Wolney França (PSDB) desiste da disputa para a prefeitura.                                                        | Wolney França (PSDB) desiste da disputa para a prefeitura.                                                        | Wolney França (PSDB) desiste da disputa para a prefeitura.                                                        | Wolney França (PSDB) desiste da disputa para a prefeitura.                                                        | Wolney França (PSDB) desiste da disputa para a prefeitura.                                                        | Wolney França (PSDB) desiste da disputa para a prefeitura.                                                        | Wolney França (PSDB) desiste da disputa para a prefeitura.                                                        | Wolney França (PSDB) desiste da disputa para a prefeitura.                                                        | Wolney França (PSDB) desiste da disputa para a prefeitura.                                                        | Wolney França (PSDB) desiste da disputa para a prefeitura.                                                        | Wolney França (PSDB) desiste da disputa para a prefeitura.                                                        | Wolney França (PSDB) desiste da disputa para a prefeitura.                                                        | Wolney França (PSDB) desiste da disputa para a prefeitura.                                                        | Wolney França (PSDB) desiste da disputa para a prefeitura.                                                        | Wolney França (PSDB) desiste da disputa para a prefeitura.                                                        | Wolney França (PSDB) desiste da disputa para a prefeitura.                                                        | Wolney França (PSDB) desiste da disputa para a prefeitura.                                                        | Wolney França (PSDB) desiste da disputa para a prefeitura.                                                        | Wolney França (PSDB) desiste da disputa para a prefeitura.                                                        | Wolney França (PSDB) desiste da disputa para a prefeitura.                                                        | Wolney França (PSDB) desiste da disputa para a prefeitura.                                                        | Wolney França (PSDB) desiste da disputa para a prefeitura.                                                        | Wolney França (PSDB) desiste da disputa para a prefeitura.                                                        | Wolney França (PSDB) desiste da disputa para a prefeitura.                                                        | Wolney França (PSDB) desiste da disputa para a prefeitura.                                                        | Wolney França (PSDB) desiste da disputa para a prefeitura.                                                        | Wolney França (PSDB) desiste da disputa para a prefeitura.                                                        | Wolney França (PSDB) desiste da disputa para a prefeitura.                                                        | Wolney França (PSDB) desiste da disputa para a prefeitura.                                                        | Wolney França (PSDB) desiste da disputa para a prefeitura.                                                        | Wolney França (PSDB) desiste da disputa para a prefeitura.                                                        | Wolney França (PSDB) desiste da disputa para a prefeitura.                                                        | Wolney França (PSDB) desiste da disputa para a prefeitura.                                                        | Wolney França (PSDB) desiste da disputa para a prefeitura.                                                        | Wolney França (PSDB) desiste da disputa para a prefeitura.                                                        | Wolney França (PSDB) desiste da disputa para a prefeitura.                                                        | Wolney França (PSDB) desiste da disputa para a prefeitura.                                                        | Wolney França (PSDB) desiste da disputa para a prefeitura.                                                        | Wolney França (PSDB) desiste da disputa para a prefeitura.                                                        | Wolney França (PSDB) desiste da disputa para a prefeitura.                                                        | Wolney França (PSDB) desiste da disputa para a prefeitura.                                                        | Wolney França (PSDB) desiste da disputa para a prefeitura.                                                        | Wolney França (PSDB) desiste da disputa para a prefeitura.                                                        | Wolney França (PSDB) desiste da disputa para a prefeitura.                                                        | Wolney França (PSDB) desiste da disputa para a prefeitura.                                                        | Wolney França (PSDB) desiste da disputa para a prefeitura.                                                        | Wolney França (PSDB) desiste da disputa para a prefeitura.                                                        | Wolney França (PSDB) desiste da disputa para a prefeitura.                                                        | Wolney França (PSDB) desiste da disputa para a prefeitura.                                                        | Wolney França (PSDB) desiste da disputa para a prefeitura.                                                        | Wolney França (PSDB) desiste da disputa para a prefeitura.                                                        | Wolney França (PSDB) desiste da disputa para a prefeitura.                                                        | Wolney França (PSDB) desiste da disputa para a prefeitura.                                                        | Wolney França (PSDB) desiste da disputa para a prefeitura.                                                        | Wolney França (PSDB) desiste da disputa para a prefeitura.                                                        | Wolney França (PSDB) desiste da disputa para a prefeitura.                                                        | Wolney França (PSDB) desiste da disputa para a prefeitura.                                                        | Wolney França (PSDB) desiste da disputa para a prefeitura.                                                        | Wolney França (PSDB) desiste da disputa para a prefeitura.                                                        | Wolney França (PSDB) desiste da disputa para a prefeitura.                                                        | Wolney França (PSDB) desiste da disputa para a prefeitura.                                                        | Wolney França (PSDB) desiste da disputa para a prefeitura.                                                        | Wolney França (PSDB) desiste da disputa para a prefeitura.                                                        | Wolney França (PSDB) desiste da disputa para a prefeitura.                                                        | Wolney França (PSDB) desiste da disputa para a prefeitura.                                                        | Wolney França (PSDB) desiste da disputa para a prefeitura.                                                        | Wolney França (PSDB) desiste da disputa para a prefeitura.                                                        | Wolney França (PSDB) desiste da disputa para a prefeitura.                                                        | Wolney França (PSDB) desiste da disputa para a prefeitura.                                                        | Wolney França (PSDB) desiste da disputa para a prefeitura.                                                        | Wolney França (PSDB) desiste da disputa para a prefeitura.                                                        | Wolney França (PSDB) desiste da disputa para a prefeitura.                                                        | Wolney França (PSDB) desiste da disputa para a prefeitura.                                                        | Wolney França (PSDB) desiste da disputa para a prefeitura.                                                        | Wolney França (PSDB) desiste da disputa para a prefeitura.                                                        | Wolney França (PSDB) desiste da disputa para a prefeitura.                                                        | Wolney França (PSDB) desiste da disputa para a prefeitura.                                                        | Wolney França (PSDB) desiste da disputa para a prefeitura.                                                        | Wolney França (PSDB) desiste da disputa para a prefeitura.                                                        | Wolney França (PSDB) desiste da disputa para a prefeitura.                                                        | Wolney França (PSDB) desiste da disputa para a prefeitura.                                                        | Wolney França (PSDB) desiste da disputa para a prefeitura.                                                        | Wolney França (PSDB) desiste da disputa para a prefeitura.                                                        | Wolney França (PSDB) desiste da disputa para a prefeitura.                                                        | Wolney França (PSDB) desiste da disputa para a prefeitura.                                                        | Wolney França (PSDB) desiste da disputa para a prefeitura.                                                        | Wolney França (PSDB) desiste da disputa para a prefeitura.                                                        | Wolney França (PSDB) desiste da disputa para a prefeitura.                                                        | Wolney França (PSDB) desiste da disputa para a prefeitura.                                                        | Wolney França (PSDB) desiste da disputa para a prefeitura.                                                        | Wolney França (PSDB) desiste da disputa para a prefeitura.                                                        | Wolney França (PSDB) desiste da disputa para a prefeitura.                                                        | Wolney França (PSDB) desiste da disputa para a prefeitura.                                                        | Wolney França (PSDB) desiste da disputa para a prefeitura.                                                        | Wolney França (PSDB) desiste da disputa para a prefeitura.                                                        | Wolney França (PSDB) desiste da disputa para a prefeitura.                                                        | Wolney França (PSDB) desiste da disputa para a prefeitura.                                                        | Wolney França (PSDB) desiste da disputa para a prefeitura.                                                        | Wolney França (PSDB) desiste da disputa para a prefeitura.                                                        | Wolney França (PSDB) desiste da disputa para a prefeitura.                                                        | Wolney França (PSDB) desiste da disputa para a prefeitura.                                                        | Wolney França (PSDB) desiste da disputa para a prefeitura.                                                        | Wolney França (PSDB) desiste da disputa para a prefeitura.                                                        | Wolney França (PSDB) desiste da disputa para a prefeitura.                                                        | Wolney França (PSDB) desiste da disputa para a prefeitura.                                                        | Wolney França (PSDB) desiste da disputa para a prefeitura.                                                        | Wolney França (PSDB) desiste da disputa para a prefeitura.                                                        | Wolney França (PSDB) desiste da disputa para a prefeitura.                                                        | Wolney França (PSDB) desiste da disputa para a prefeitura.                                                        | Wolney França (PSDB) desiste da disputa para a prefeitura.                                                        | Wolney França (PSDB) desiste da disputa para a prefeitura.                                                        | Wolney França (PSDB) desiste da disputa para a prefeitura.                                                        | Wolney França (PSDB) desiste da disputa para a prefeitura.                                                        | Wolney França (PSDB) desiste da disputa para a prefeitura.                                                        | Wolney França (PSDB) desiste da disputa para a prefeitura.                                                        | Wolney França (PSDB) desiste da disputa para a prefeitura.                                                        | Wolney França (PSDB) desiste da disputa para a prefeitura.                                                        | Wolney França (PSDB) desiste da disputa para a prefeitura.                                                        | Wolney França (PSDB) desiste da disputa para a prefeitura.                                                        | Wolney França (PSDB) desiste da disputa para a prefeitura.                                                        | Wolney França (PSDB) desiste da disputa para a prefeitura.                                                        | Wolney França (PSDB) desiste da disputa para a prefeitura.                                                        | Wolney França (PSDB) desiste da disputa para a prefeitura.                                                        | Wolney França (PSDB) desiste da disputa para a prefeitura.                                                        | Wolney França (PSDB) desiste da disputa para a prefeitura.                                                        | Wolney França (PSDB) desiste da disputa para a prefeitura.                                                        | Wolney França (PSDB) desiste da disputa para a prefeitura.                                                        | Wolney França (PSDB) desiste da disputa para a prefeitura.                                                        | Wolney França (PSDB) desiste da disputa para a prefeitura.                                                        | Wolney França (PSDB) desiste da disputa para a prefeitura.                                                        | Wolney França (PSDB) desiste da disputa para a prefeitura.                                                        | Wolney França (PSDB) desiste da disputa para a prefeitura.                                                        | Wolney França (PSDB) desiste da disputa para a prefeitura.                                                        | Wolney França (PSDB) desiste da disputa para a prefeitura.                                                        | Wolney França (PSDB) desiste da disputa para a prefeitura.                                                        | Wolney França (PSDB) desiste da disputa para a prefeitura.                                                        | Wolney França (PSDB) desiste da disputa para a prefeitura.                                                        | Wolney França (PSDB) desiste da disputa para a prefeitura.                                                        | Wolney França (PSDB) desiste da disputa para a prefeitura.                                                        | Wolney França (PSDB) desiste da disputa para a prefeitura.                                                        | Wolney França (PSDB) desiste da disputa para a prefeitura.                                                        | Wolney França (PSDB) desiste da disputa para a prefeitura.                                                        | Wolney França (PSDB) desiste da disputa para a prefeitura.                                                        | Wolney França (PSDB) desiste da disputa para a prefeitura.                                                        | Wolney França (PSDB) desiste da disputa para a prefeitura.                                                        | Wolney França (PSDB) desiste da disputa para a prefeitura.                                                        | Wolney França (PSDB) desiste da disputa para a prefeitura.                                                        | Wolney França (PSDB) desiste da disputa para a prefeitura.                                                        | Wolney França (PSDB) desiste da disputa para a prefeitura.                                                        | Wolney França (PSDB) desiste da disputa para a prefeitura.                                                        | Wolney França (PSDB) desiste da disputa para a prefeitura.                                                        | Wolney França (PSDB) desiste da disputa para a prefeitura.                                                        | Wolney França (PSDB) desiste da disputa para a prefeitura.                                                        | Wolney França (PSDB) desiste da disputa para a prefeitura.                                                        | Wolney França (PSDB) desiste da disputa para a prefeitura.                                                        | Wolney França (PSDB) desiste da disputa para a prefeitura.                                                        | Wolney França (PSDB) desiste da disputa para a prefeitura.                                                        | Wolney França (PSDB) desiste da disputa para a prefeitura.                                                        | Wolney França (PSDB) desiste da disputa para a prefeitura.                                                        | Wolney França (PSDB) desiste da disputa para a prefeitura.                                                        | Wolney França (PSDB) desiste da disputa para a prefeitura.                                                        | Wolney França (PSDB) desiste da disputa para a prefeitura.                                                        | Wolney França (PSDB) desiste da disputa para a prefeitura.                                                        | Wolney França (PSDB) desiste da disputa para a prefeitura.                                                        | Wolney França (PSDB) desiste da disputa para a prefeitura.                                                        | Wolney França (PSDB) desiste da disputa para a prefeitura.                                                        | Wolney França (PSDB) desiste da disputa para a prefeitura.                                                        | Wolney França (PSDB) desiste da disputa para a prefeitura.                                                        | Wolney França (PSDB) desiste da disputa para a prefeitura.                                                        | Wolney França (PSDB) desiste da disputa para a prefeitura.                                                        | Wolney França (PSDB) desiste da disputa para a prefeitura.                                                        | Wolney França (PSDB) desiste da disputa para a prefeitura.                                                        | Wolney França (PSDB) desiste da disputa para a prefeitura.                                                        | Wolney França (PSDB) desiste da disputa para a prefeitura.                                                        | Wolney França (PSDB) desiste da disputa para a prefeitura.                                                        | Wolney França (PSDB) desiste da disputa para a prefeitura.                                                        | Wolney França (PSDB) desiste da disputa para a prefeitura.                                                        | Wolney França (PSDB) desiste da disputa para a prefeitura.                                                        | Wolney França (PSDB) desiste da disputa para a prefeitura.                                                        | Wolney França (PSDB) desiste da disputa para a prefeitura.                                                        | Wolney França (PSDB) desiste da disputa para a prefeitura.                                                        | Wolney França (PSDB) desiste da disputa para a prefeitura.                                                        | Wolney França (PSDB) desiste da disputa para a prefeitura.                                                        | Wolney França (PSDB) desiste da disputa para a prefeitura.                                                        | Wolney França (PSDB) desiste da disputa para a prefeitura.                                                        | Wolney França (PSDB) desiste da disputa para a prefeitura.                                                        | Wolney França (PSDB) desiste da disputa para a prefeitura.                                                        | Wolney França (PSDB) desiste da disputa para a prefeitura.                                                        | Wolney França (PSDB) desiste da disputa para a prefeitura.                                                        | Wolney França (PSDB) desiste da disputa para a prefeitura.                                                        | Wolney França (PSDB) desiste da disputa para a prefeitura.                                                        | Wolney França (PSDB) desiste da disputa para a prefeitura.                                                        | Wolney França (PSDB) desiste da disputa para a prefeitura.                                                        | Wolney França (PSDB) desiste da disputa para a prefeitura.                                                        | Wolney França (PSDB) desiste da disputa para a prefeitura.                                                        | Wolney França (PSDB) desiste da disputa para a prefeitura.                                                        | Wolney França (PSDB) desiste da disputa para a prefeitura.                                                        | Wolney França (PSDB) desiste da disputa para a prefeitura.                                                        | Wolney França (PSDB) desiste da disputa para a prefeitura.                                                        | Wolney França (PSDB) desiste da disputa para a prefeitura.                                                        | Wolney França (PSDB) desiste da disputa para a prefeitura.                                                        | Wolney França (PSDB) desiste da disputa para a prefeitura.                                                        | Wolney França (PSDB) desiste da disputa para a prefeitura.                                                        | Wolney França (PSDB) desiste da disputa para a prefeitura.                                                        | Wolney França (PSDB) desiste da disputa para a prefeitura.                                                        | Wolney França (PSDB) desiste da disputa para a prefeitura.                                                        | Wolney França (PSDB) desiste da disputa para a prefeitura.                                                        | Wolney França (PSDB) desiste da disputa para a prefeitura.                                                        | Wolney França (PSDB) desiste da disputa para a prefeitura.                                                        | Wolney França (PSDB) desiste da disputa para a prefeitura.                                                        | Wolney França (PSDB) desiste da disputa para a prefeitura.                                                        | Wolney França (PSDB) desiste da disputa para a prefeitura.                                                        | Wolney França (PSDB) desiste da disputa para a prefeitura.                                                        | Wolney França (PSDB) desiste da disputa para a prefeitura.                                                        | Wolney França (PSDB) desiste da disputa para a prefeitura.                                                        | Wolney França (PSDB) desiste da disputa para a prefeitura.                                                        | Wolney França (PSDB) desiste da disputa para a prefeitura.                                                        | Wolney França (PSDB) desiste da disputa para a prefeitura.                                                        |
| Fonte Registro no TSE          | Data(s) conduzida(s) | Amostragem  | Nilda Solidariedade                                                                                               | Nilda Solidariedade                                                                                               | Nilda Solidariedade                                                                                               | Nilda Solidariedade                                                                                               | Nilda Solidariedade                                                                                               | Nilda Solidariedade                                                                                               | Nilda Solidariedade                                                                                               | Nilda Solidariedade                                                                                               | Nilda Solidariedade                                                                                               | Nilda Solidariedade                                                                                               | Nilda Solidariedade                                                                                               | Nilda Solidariedade                                                                                               | Nilda Solidariedade                                                                                               | Nilda Solidariedade                                                                                               | Nilda Solidariedade                                                                                               | Nilda Solidariedade                                                                                               | Nilda Solidariedade                                                                                               | Nilda Solidariedade                                                                                               | Nilda Solidariedade                                                                                               | Nilda Solidariedade                                                                                               | Nilda Solidariedade                                                                                               | Nilda Solidariedade                                                                                               | Nilda Solidariedade                                                                                               | Nilda Solidariedade                                                                                               | Nilda Solidariedade                                                                                               | Nilda Solidariedade                                                                                               | Nilda Solidariedade                                                                                               | Nilda Solidariedade                                                                                               | Nilda Solidariedade                                                                                               | Nilda Solidariedade                                                                                               | Nilda Solidariedade                                                                                               | Nilda Solidariedade                                                                                               | Nilda Solidariedade                                                                                               | Nilda Solidariedade                                                                                               | Nilda Solidariedade                                                                                               | Nilda Solidariedade                                                                                               | Nilda Solidariedade                                                                                               | Nilda Solidariedade                                                                                               | Nilda Solidariedade                                                                                               | Nilda Solidariedade                                                                                               | Nilda Solidariedade                                                                                               | Nilda Solidariedade                                                                                               | Nilda Solidariedade                                                                                               | Nilda Solidariedade                                                                                               | Nilda Solidariedade                                                                                               | Nilda Solidariedade                                                                                               | Nilda Solidariedade                                                                                               | Nilda Solidariedade                                                                                               | Nilda Solidariedade                                                                                               | Nilda Solidariedade                                                                                               | Nilda Solidariedade                                                                                               | Nilda Solidariedade                                                                                               | Nilda Solidariedade                                                                                               | Nilda Solidariedade                                                                                               | Nilda Solidariedade                                                                                               | Nilda Solidariedade                                                                                               | Nilda Solidariedade                                                                                               | Nilda Solidariedade                                                                                               | Nilda Solidariedade                                                                                               | Nilda Solidariedade                                                                                               | Nilda Solidariedade                                                                                               | Nilda Solidariedade                                                                                               | Nilda Solidariedade                                                                                               | Nilda Solidariedade                                                                                               | Nilda Solidariedade                                                                                               | Nilda Solidariedade                                                                                               | Nilda Solidariedade                                                                                               | Nilda Solidariedade                                                                                               | Nilda Solidariedade                                                                                               | Nilda Solidariedade                                                                                               | Nilda Solidariedade                                                                                               | Nilda Solidariedade                                                                                               | Nilda Solidariedade                                                                                               | Nilda Solidariedade                                                                                               | Nilda Solidariedade                                                                                               | Nilda Solidariedade                                                                                               | Nilda Solidariedade                                                                                               | Nilda Solidariedade                                                                                               | Nilda Solidariedade                                                                                               | Nilda Solidariedade                                                                                               | Salatiel PL | Salatiel PL | Salatiel PL | Salatiel PL | Salatiel PL | Salatiel PL | Salatiel PL | Salatiel PL | Salatiel PL | Salatiel PL | Salatiel PL | Salatiel PL | Salatiel PL | Salatiel PL | Salatiel PL | Salatiel PL | Salatiel PL | Salatiel PL | Salatiel PL | Salatiel PL | Salatiel PL | Salatiel PL | Salatiel PL | Salatiel PL | Salatiel PL | Salatiel PL | Salatiel PL | Salatiel PL | Salatiel PL | Salatiel PL | Salatiel PL | Salatiel PL | Salatiel PL | Salatiel PL | Salatiel PL | Salatiel PL | Salatiel PL | Salatiel PL | Salatiel PL | Salatiel PL | Salatiel PL | Salatiel PL | Salatiel PL | Salatiel PL | Salatiel PL | Salatiel PL | Salatiel PL | Salatiel PL | Salatiel PL | Salatiel PL | Salatiel PL | Salatiel PL | Salatiel PL | Salatiel PL | Salatiel PL | Salatiel PL | Salatiel PL | Salatiel PL | Salatiel PL | Salatiel PL | Salatiel PL | Salatiel PL | Salatiel PL | Salatiel PL | Salatiel PL | Salatiel PL | Salatiel PL | Salatiel PL | Salatiel PL | Salatiel PL | Salatiel PL | Salatiel PL | Salatiel PL | Salatiel PL | Salatiel PL | Salatiel PL | Salatiel PL | Salatiel PL | Salatiel PL | Salatiel PL | Pires UNIÃO | Pires UNIÃO | Pires UNIÃO | Pires UNIÃO | Pires UNIÃO | Pires UNIÃO | Pires UNIÃO | Pires UNIÃO | Pires UNIÃO | Pires UNIÃO | Pires UNIÃO | Pires UNIÃO | Pires UNIÃO | Pires UNIÃO | Pires UNIÃO | Pires UNIÃO | Pires UNIÃO | Pires UNIÃO | Pires UNIÃO | Pires UNIÃO | Pires UNIÃO | Pires UNIÃO | Pires UNIÃO | Pires UNIÃO | Pires UNIÃO | Pires UNIÃO | Pires UNIÃO | Pires UNIÃO | Pires UNIÃO | Pires UNIÃO | Pires UNIÃO | Pires UNIÃO | Pires UNIÃO | Pires UNIÃO | Pires UNIÃO | Pires UNIÃO | Pires UNIÃO | Pires UNIÃO | Pires UNIÃO | Pires UNIÃO | Pires UNIÃO | Pires UNIÃO | Pires UNIÃO | Pires UNIÃO | Pires UNIÃO | Pires UNIÃO | Pires UNIÃO | Pires UNIÃO | Pires UNIÃO | Pires UNIÃO | Pires UNIÃO | Pires UNIÃO | Pires UNIÃO | Pires UNIÃO | Pires UNIÃO | Pires UNIÃO | Pires UNIÃO | Pires UNIÃO | Pires UNIÃO | Pires UNIÃO | Pires UNIÃO | Pires UNIÃO | Pires UNIÃO | Pires UNIÃO | Pires UNIÃO | Pires UNIÃO | Pires UNIÃO | Pires UNIÃO | Pires UNIÃO | Pires UNIÃO | Pires UNIÃO | Pires UNIÃO | Pires UNIÃO | Pires UNIÃO | Pires UNIÃO | Pires UNIÃO | Pires UNIÃO | Pires UNIÃO | Pires UNIÃO | Pires UNIÃO | Júnior Avante | Júnior Avante | Júnior Avante | Júnior Avante | Júnior Avante | Júnior Avante | Júnior Avante | Júnior Avante | Júnior Avante | Júnior Avante | Júnior Avante | Júnior Avante | Júnior Avante | Júnior Avante | Júnior Avante | Júnior Avante | Júnior Avante | Júnior Avante | Júnior Avante | Júnior Avante | Júnior Avante | Júnior Avante | Júnior Avante | Júnior Avante | Júnior Avante | Júnior Avante | Júnior Avante | Júnior Avante | Júnior Avante | Júnior Avante | Júnior Avante | Júnior Avante | Júnior Avante | Júnior Avante | Júnior Avante | Júnior Avante | Júnior Avante | Júnior Avante | Júnior Avante | Júnior Avante | Júnior Avante | Júnior Avante | Júnior Avante | Júnior Avante | Júnior Avante | Júnior Avante | Júnior Avante | Júnior Avante | Júnior Avante | Júnior Avante | Júnior Avante | Júnior Avante | Júnior Avante | Júnior Avante | Júnior Avante | Júnior Avante | Júnior Avante | Júnior Avante | Júnior Avante | Júnior Avante | Júnior Avante | Júnior Avante | Júnior Avante | Júnior Avante | Júnior Avante | Júnior Avante | Júnior Avante | Júnior Avante | Júnior Avante | Júnior Avante | Júnior Avante | Júnior Avante | Júnior Avante | Júnior Avante | Júnior Avante | Júnior Avante | Júnior Avante | Júnior Avante | Júnior Avante | Júnior Avante | França PSDB | França PSDB | França PSDB | França PSDB | França PSDB | França PSDB | França PSDB | França PSDB | França PSDB | França PSDB | França PSDB | França PSDB | França PSDB | França PSDB | França PSDB | França PSDB | França PSDB | França PSDB | França PSDB | França PSDB | França PSDB | França PSDB | França PSDB | França PSDB | França PSDB | França PSDB | França PSDB | França PSDB | França PSDB | França PSDB | França PSDB | França PSDB | França PSDB | França PSDB | França PSDB | França PSDB | França PSDB | França PSDB | França PSDB | França PSDB | França PSDB | França PSDB | França PSDB | França PSDB | França PSDB | França PSDB | França PSDB | França PSDB | França PSDB | França PSDB | França PSDB | França PSDB | França PSDB | França PSDB | França PSDB | França PSDB | França PSDB | França PSDB | França PSDB | França PSDB | França PSDB | França PSDB | França PSDB | França PSDB | França PSDB | França PSDB | França PSDB | França PSDB | França PSDB | França PSDB | França PSDB | França PSDB | França PSDB | França PSDB | França PSDB | França PSDB | França PSDB | França PSDB | França PSDB | França PSDB | Eron PT | Eron PT | Eron PT | Eron PT | Eron PT | Eron PT | Eron PT | Eron PT | Eron PT | Eron PT | Eron PT | Eron PT | Eron PT | Eron PT | Eron PT | Eron PT | Eron PT | Eron PT | Eron PT | Eron PT | Eron PT | Eron PT | Eron PT | Eron PT | Eron PT | Eron PT | Eron PT | Eron PT | Eron PT | Eron PT | Eron PT | Eron PT | Eron PT | Eron PT | Eron PT | Eron PT | Eron PT | Eron PT | Eron PT | Eron PT | Eron PT | Eron PT | Eron PT | Eron PT | Eron PT | Eron PT | Eron PT | Eron PT | Eron PT | Eron PT | Eron PT | Eron PT | Eron PT | Eron PT | Eron PT | Eron PT | Eron PT | Eron PT | Eron PT | Eron PT | Eron PT | Eron PT | Eron PT | Eron PT | Eron PT | Eron PT | Eron PT | Eron PT | Eron PT | Eron PT | Eron PT | Eron PT | Eron PT | Eron PT | Eron PT | Eron PT | Eron PT | Eron PT | Eron PT | Eron PT | Brancos / Nulos                                                                                                   | Abst. Indec. | Vantagem | Margem de erro |
| Fonte Registro no TSE          | Data(s) conduzida(s) | Amostragem  | | | | | | | | | | | | | | | | | | | | | | | | | | | | | | | | | | | | | | | | | | | | | | | | | | | | | | | | | | | | | | | | | | | | | | | | | | | | | | | | | | | | | | | | | | | | | | | | | | | | | | | | | | | | | | | | | | | | | | | | | | | | | | | | | | | | | | | | | | | | | | | | | | | | | | | | | | | | | | | | | | | | | | | | | | | | | | | | | | | | | | | | | | | | | | | | | | | | | | | | | | | | | | | | | | | | | | | | | | | | | | | | | | | | | | | | | | | | | | | | | | | | | | | | | | | | | | | | | | | | | | | | | | | | | | | | | | | | | | | | | | | | | | | | | | | | | | | | | | | | | | | | | | | | | | | | | | | | | | | | | | | | | | | | | | | | | | | | | | | | | | | | | | | | | | | | | | | | | | | | | | | | | | | | | | | | | | | | | | | | | | | | | | | | | | | | | | | | | | | | | | | | | | | | | | | | | | | | | | | | | | | | | | | | | | | | | | | | | | | | | | | | | | | | | | | | | | | | | | | | | | | | | | | | | | | | | | | | | | | | | Brancos / Nulos                                                                                                   | Abst. Indec. | Vantagem | Margem de erro |
| Seta RN-04544/2024             | 24-25/Abr/2024       | 700         | 35,7% | 35,7% | 35,7% | 35,7% | 35,7% | 35,7% | 35,7% | 35,7% | 35,7% | 35,7% | 35,7% | 35,7% | 35,7% | 35,7% | 35,7% | 35,7% | 35,7% | 35,7% | 35,7% | 35,7% | 35,7% | 35,7% | 35,7% | 35,7% | 35,7% | 35,7% | 35,7% | 35,7% | 35,7% | 35,7% | 35,7% | 35,7% | 35,7% | 35,7% | 35,7% | 35,7% | 35,7% | 35,7% | 35,7% | 35,7% | 35,7% | 35,7% | 35,7% | 35,7% | 35,7% | 35,7% | 35,7% | 35,7% | 35,7% | 35,7% | 35,7% | 35,7% | 35,7% | 35,7% | 35,7% | 35,7% | 35,7% | 35,7% | 35,7% | 35,7% | 35,7% | 35,7% | 35,7% | 35,7% | 35,7% | 35,7% | 35,7% | 35,7% | 35,7% | 35,7% | 35,7% | 35,7% | 35,7% | 35,7% | 35,7% | 35,7% | 35,7% | 35,7% | 35,7% | 35,7% | 19,6% | 19,6% | 19,6% | 19,6% | 19,6% | 19,6% | 19,6% | 19,6% | 19,6% | 19,6% | 19,6% | 19,6% | 19,6% | 19,6% | 19,6% | 19,6% | 19,6% | 19,6% | 19,6% | 19,6% | 19,6% | 19,6% | 19,6% | 19,6% | 19,6% | 19,6% | 19,6% | 19,6% | 19,6% | 19,6% | 19,6% | 19,6% | 19,6% | 19,6% | 19,6% | 19,6% | 19,6% | 19,6% | 19,6% | 19,6% | 19,6% | 19,6% | 19,6% | 19,6% | 19,6% | 19,6% | 19,6% | 19,6% | 19,6% | 19,6% | 19,6% | 19,6% | 19,6% | 19,6% | 19,6% | 19,6% | 19,6% | 19,6% | 19,6% | 19,6% | 19,6% | 19,6% | 19,6% | 19,6% | 19,6% | 19,6% | 19,6% | 19,6% | 19,6% | 19,6% | 19,6% | 19,6% | 19,6% | 19,6% | 19,6% | 19,6% | 19,6% | 19,6% | 19,6% | 19,6% | 9,0% | 9,0% | 9,0% | 9,0% | 9,0% | 9,0% | 9,0% | 9,0% | 9,0% | 9,0% | 9,0% | 9,0% | 9,0% | 9,0% | 9,0% | 9,0% | 9,0% | 9,0% | 9,0% | 9,0% | 9,0% | 9,0% | 9,0% | 9,0% | 9,0% | 9,0% | 9,0% | 9,0% | 9,0% | 9,0% | 9,0% | 9,0% | 9,0% | 9,0% | 9,0% | 9,0% | 9,0% | 9,0% | 9,0% | 9,0% | 9,0% | 9,0% | 9,0% | 9,0% | 9,0% | 9,0% | 9,0% | 9,0% | 9,0% | 9,0% | 9,0% | 9,0% | 9,0% | 9,0% | 9,0% | 9,0% | 9,0% | 9,0% | 9,0% | 9,0% | 9,0% | 9,0% | 9,0% | 9,0% | 9,0% | 9,0% | 9,0% | 9,0% | 9,0% | 9,0% | 9,0% | 9,0% | 9,0% | 9,0% | 9,0% | 9,0% | 9,0% | 9,0% | 9,0% | 9,0% | 2,4% | 2,4% | 2,4% | 2,4% | 2,4% | 2,4% | 2,4% | 2,4% | 2,4% | 2,4% | 2,4% | 2,4% | 2,4% | 2,4% | 2,4% | 2,4% | 2,4% | 2,4% | 2,4% | 2,4% | 2,4% | 2,4% | 2,4% | 2,4% | 2,4% | 2,4% | 2,4% | 2,4% | 2,4% | 2,4% | 2,4% | 2,4% | 2,4% | 2,4% | 2,4% | 2,4% | 2,4% | 2,4% | 2,4% | 2,4% | 2,4% | 2,4% | 2,4% | 2,4% | 2,4% | 2,4% | 2,4% | 2,4% | 2,4% | 2,4% | 2,4% | 2,4% | 2,4% | 2,4% | 2,4% | 2,4% | 2,4% | 2,4% | 2,4% | 2,4% | 2,4% | 2,4% | 2,4% | 2,4% | 2,4% | 2,4% | 2,4% | 2,4% | 2,4% | 2,4% | 2,4% | 2,4% | 2,4% | 2,4% | 2,4% | 2,4% | 2,4% | 2,4% | 2,4% | 2,4% | 2,1% | 2,1% | 2,1% | 2,1% | 2,1% | 2,1% | 2,1% | 2,1% | 2,1% | 2,1% | 2,1% | 2,1% | 2,1% | 2,1% | 2,1% | 2,1% | 2,1% | 2,1% | 2,1% | 2,1% | 2,1% | 2,1% | 2,1% | 2,1% | 2,1% | 2,1% | 2,1% | 2,1% | 2,1% | 2,1% | 2,1% | 2,1% | 2,1% | 2,1% | 2,1% | 2,1% | 2,1% | 2,1% | 2,1% | 2,1% | 2,1% | 2,1% | 2,1% | 2,1% | 2,1% | 2,1% | 2,1% | 2,1% | 2,1% | 2,1% | 2,1% | 2,1% | 2,1% | 2,1% | 2,1% | 2,1% | 2,1% | 2,1% | 2,1% | 2,1% | 2,1% | 2,1% | 2,1% | 2,1% | 2,1% | 2,1% | 2,1% | 2,1% | 2,1% | 2,1% | 2,1% | 2,1% | 2,1% | 2,1% | 2,1% | 2,1% | 2,1% | 2,1% | 2,1% | 2,1% | 0,4% | 0,4% | 0,4% | 0,4% | 0,4% | 0,4% | 0,4% | 0,4% | 0,4% | 0,4% | 0,4% | 0,4% | 0,4% | 0,4% | 0,4% | 0,4% | 0,4% | 0,4% | 0,4% | 0,4% | 0,4% | 0,4% | 0,4% | 0,4% | 0,4% | 0,4% | 0,4% | 0,4% | 0,4% | 0,4% | 0,4% | 0,4% | 0,4% | 0,4% | 0,4% | 0,4% | 0,4% | 0,4% | 0,4% | 0,4% | 0,4% | 0,4% | 0,4% | 0,4% | 0,4% | 0,4% | 0,4% | 0,4% | 0,4% | 0,4% | 0,4% | 0,4% | 0,4% | 0,4% | 0,4% | 0,4% | 0,4% | 0,4% | 0,4% | 0,4% | 0,4% | 0,4% | 0,4% | 0,4% | 0,4% | 0,4% | 0,4% | 0,4% | 0,4% | 0,4% | 0,4% | 0,4% | 0,4% | 0,4% | 0,4% | 0,4% | 0,4% | 0,4% | 0,4% | 0,4% | 20,9% | 9,9% | 16,1% | ±3,5% |
| Consult RN-00509/2024          | 17-18/Abr/2024       | 500         | 29,2% | 29,2% | 29,2% | 29,2% | 29,2% | 29,2% | 29,2% | 29,2% | 29,2% | 29,2% | 29,2% | 29,2% | 29,2% | 29,2% | 29,2% | 29,2% | 29,2% | 29,2% | 29,2% | 29,2% | 29,2% | 29,2% | 29,2% | 29,2% | 29,2% | 29,2% | 29,2% | 29,2% | 29,2% | 29,2% | 29,2% | 29,2% | 29,2% | 29,2% | 29,2% | 29,2% | 29,2% | 29,2% | 29,2% | 29,2% | 29,2% | 29,2% | 29,2% | 29,2% | 29,2% | 29,2% | 29,2% | 29,2% | 29,2% | 29,2% | 29,2% | 29,2% | 29,2% | 29,2% | 29,2% | 29,2% | 29,2% | 29,2% | 29,2% | 29,2% | 29,2% | 29,2% | 29,2% | 29,2% | 29,2% | 29,2% | 29,2% | 29,2% | 29,2% | 29,2% | 29,2% | 29,2% | 29,2% | 29,2% | 29,2% | 29,2% | 29,2% | 29,2% | 29,2% | 29,2% | 23,8% | 23,8% | 23,8% | 23,8% | 23,8% | 23,8% | 23,8% | 23,8% | 23,8% | 23,8% | 23,8% | 23,8% | 23,8% | 23,8% | 23,8% | 23,8% | 23,8% | 23,8% | 23,8% | 23,8% | 23,8% | 23,8% | 23,8% | 23,8% | 23,8% | 23,8% | 23,8% | 23,8% | 23,8% | 23,8% | 23,8% | 23,8% | 23,8% | 23,8% | 23,8% | 23,8% | 23,8% | 23,8% | 23,8% | 23,8% | 23,8% | 23,8% | 23,8% | 23,8% | 23,8% | 23,8% | 23,8% | 23,8% | 23,8% | 23,8% | 23,8% | 23,8% | 23,8% | 23,8% | 23,8% | 23,8% | 23,8% | 23,8% | 23,8% | 23,8% | 23,8% | 23,8% | 23,8% | 23,8% | 23,8% | 23,8% | 23,8% | 23,8% | 23,8% | 23,8% | 23,8% | 23,8% | 23,8% | 23,8% | 23,8% | 23,8% | 23,8% | 23,8% | 23,8% | 23,8% | 11,6% | 11,6% | 11,6% | 11,6% | 11,6% | 11,6% | 11,6% | 11,6% | 11,6% | 11,6% | 11,6% | 11,6% | 11,6% | 11,6% | 11,6% | 11,6% | 11,6% | 11,6% | 11,6% | 11,6% | 11,6% | 11,6% | 11,6% | 11,6% | 11,6% | 11,6% | 11,6% | 11,6% | 11,6% | 11,6% | 11,6% | 11,6% | 11,6% | 11,6% | 11,6% | 11,6% | 11,6% | 11,6% | 11,6% | 11,6% | 11,6% | 11,6% | 11,6% | 11,6% | 11,6% | 11,6% | 11,6% | 11,6% | 11,6% | 11,6% | 11,6% | 11,6% | 11,6% | 11,6% | 11,6% | 11,6% | 11,6% | 11,6% | 11,6% | 11,6% | 11,6% | 11,6% | 11,6% | 11,6% | 11,6% | 11,6% | 11,6% | 11,6% | 11,6% | 11,6% | 11,6% | 11,6% | 11,6% | 11,6% | 11,6% | 11,6% | 11,6% | 11,6% | 11,6% | 11,6% | 5,8% | 5,8% | 5,8% | 5,8% | 5,8% | 5,8% | 5,8% | 5,8% | 5,8% | 5,8% | 5,8% | 5,8% | 5,8% | 5,8% | 5,8% | 5,8% | 5,8% | 5,8% | 5,8% | 5,8% | 5,8% | 5,8% | 5,8% | 5,8% | 5,8% | 5,8% | 5,8% | 5,8% | 5,8% | 5,8% | 5,8% | 5,8% | 5,8% | 5,8% | 5,8% | 5,8% | 5,8% | 5,8% | 5,8% | 5,8% | 5,8% | 5,8% | 5,8% | 5,8% | 5,8% | 5,8% | 5,8% | 5,8% | 5,8% | 5,8% | 5,8% | 5,8% | 5,8% | 5,8% | 5,8% | 5,8% | 5,8% | 5,8% | 5,8% | 5,8% | 5,8% | 5,8% | 5,8% | 5,8% | 5,8% | 5,8% | 5,8% | 5,8% | 5,8% | 5,8% | 5,8% | 5,8% | 5,8% | 5,8% | 5,8% | 5,8% | 5,8% | 5,8% | 5,8% | 5,8% | - | - | - | - | - | - | - | - | - | - | - | - | - | - | - | - | - | - | - | - | - | - | - | - | - | - | - | - | - | - | - | - | - | - | - | - | - | - | - | - | - | - | - | - | - | - | - | - | - | - | - | - | - | - | - | - | - | - | - | - | - | - | - | - | - | - | - | - | - | - | - | - | - | - | - | - | - | - | - | - | 0,4% | 0,4% | 0,4% | 0,4% | 0,4% | 0,4% | 0,4% | 0,4% | 0,4% | 0,4% | 0,4% | 0,4% | 0,4% | 0,4% | 0,4% | 0,4% | 0,4% | 0,4% | 0,4% | 0,4% | 0,4% | 0,4% | 0,4% | 0,4% | 0,4% | 0,4% | 0,4% | 0,4% | 0,4% | 0,4% | 0,4% | 0,4% | 0,4% | 0,4% | 0,4% | 0,4% | 0,4% | 0,4% | 0,4% | 0,4% | 0,4% | 0,4% | 0,4% | 0,4% | 0,4% | 0,4% | 0,4% | 0,4% | 0,4% | 0,4% | 0,4% | 0,4% | 0,4% | 0,4% | 0,4% | 0,4% | 0,4% | 0,4% | 0,4% | 0,4% | 0,4% | 0,4% | 0,4% | 0,4% | 0,4% | 0,4% | 0,4% | 0,4% | 0,4% | 0,4% | 0,4% | 0,4% | 0,4% | 0,4% | 0,4% | 0,4% | 0,4% | 0,4% | 0,4% | 0,4% | 10,8% | 18,4% | 5,4% | ±4,38% |
| Instituto Exatus RN-09836/2024 | 7-9/Abr/2024         | 1.000       | 29,9% | 29,9% | 29,9% | 29,9% | 29,9% | 29,9% | 29,9% | 29,9% | 29,9% | 29,9% | 29,9% | 29,9% | 29,9% | 29,9% | 29,9% | 29,9% | 29,9% | 29,9% | 29,9% | 29,9% | 29,9% | 29,9% | 29,9% | 29,9% | 29,9% | 29,9% | 29,9% | 29,9% | 29,9% | 29,9% | 29,9% | 29,9% | 29,9% | 29,9% | 29,9% | 29,9% | 29,9% | 29,9% | 29,9% | 29,9% | 29,9% | 29,9% | 29,9% | 29,9% | 29,9% | 29,9% | 29,9% | 29,9% | 29,9% | 29,9% | 29,9% | 29,9% | 29,9% | 29,9% | 29,9% | 29,9% | 29,9% | 29,9% | 29,9% | 29,9% | 29,9% | 29,9% | 29,9% | 29,9% | 29,9% | 29,9% | 29,9% | 29,9% | 29,9% | 29,9% | 29,9% | 29,9% | 29,9% | 29,9% | 29,9% | 29,9% | 29,9% | 29,9% | 29,9% | 29,9% | 23% | 23% | 23% | 23% | 23% | 23% | 23% | 23% | 23% | 23% | 23% | 23% | 23% | 23% | 23% | 23% | 23% | 23% | 23% | 23% | 23% | 23% | 23% | 23% | 23% | 23% | 23% | 23% | 23% | 23% | 23% | 23% | 23% | 23% | 23% | 23% | 23% | 23% | 23% | 23% | 23% | 23% | 23% | 23% | 23% | 23% | 23% | 23% | 23% | 23% | 23% | 23% | 23% | 23% | 23% | 23% | 23% | 23% | 23% | 23% | 23% | 23% | 23% | 23% | 23% | 23% | 23% | 23% | 23% | 23% | 23% | 23% | 23% | 23% | 23% | 23% | 23% | 23% | 23% | 23% | - | - | - | - | - | - | - | - | - | - | - | - | - | - | - | - | - | - | - | - | - | - | - | - | - | - | - | - | - | - | - | - | - | - | - | - | - | - | - | - | - | - | - | - | - | - | - | - | - | - | - | - | - | - | - | - | - | - | - | - | - | - | - | - | - | - | - | - | - | - | - | - | - | - | - | - | - | - | - | - | 7,3% | 7,3% | 7,3% | 7,3% | 7,3% | 7,3% | 7,3% | 7,3% | 7,3% | 7,3% | 7,3% | 7,3% | 7,3% | 7,3% | 7,3% | 7,3% | 7,3% | 7,3% | 7,3% | 7,3% | 7,3% | 7,3% | 7,3% | 7,3% | 7,3% | 7,3% | 7,3% | 7,3% | 7,3% | 7,3% | 7,3% | 7,3% | 7,3% | 7,3% | 7,3% | 7,3% | 7,3% | 7,3% | 7,3% | 7,3% | 7,3% | 7,3% | 7,3% | 7,3% | 7,3% | 7,3% | 7,3% | 7,3% | 7,3% | 7,3% | 7,3% | 7,3% | 7,3% | 7,3% | 7,3% | 7,3% | 7,3% | 7,3% | 7,3% | 7,3% | 7,3% | 7,3% | 7,3% | 7,3% | 7,3% | 7,3% | 7,3% | 7,3% | 7,3% | 7,3% | 7,3% | 7,3% | 7,3% | 7,3% | 7,3% | 7,3% | 7,3% | 7,3% | 7,3% | 7,3% | - | - | - | - | - | - | - | - | - | - | - | - | - | - | - | - | - | - | - | - | - | - | - | - | - | - | - | - | - | - | - | - | - | - | - | - | - | - | - | - | - | - | - | - | - | - | - | - | - | - | - | - | - | - | - | - | - | - | - | - | - | - | - | - | - | - | - | - | - | - | - | - | - | - | - | - | - | - | - | - | 3,7% | 3,7% | 3,7% | 3,7% | 3,7% | 3,7% | 3,7% | 3,7% | 3,7% | 3,7% | 3,7% | 3,7% | 3,7% | 3,7% | 3,7% | 3,7% | 3,7% | 3,7% | 3,7% | 3,7% | 3,7% | 3,7% | 3,7% | 3,7% | 3,7% | 3,7% | 3,7% | 3,7% | 3,7% | 3,7% | 3,7% | 3,7% | 3,7% | 3,7% | 3,7% | 3,7% | 3,7% | 3,7% | 3,7% | 3,7% | 3,7% | 3,7% | 3,7% | 3,7% | 3,7% | 3,7% | 3,7% | 3,7% | 3,7% | 3,7% | 3,7% | 3,7% | 3,7% | 3,7% | 3,7% | 3,7% | 3,7% | 3,7% | 3,7% | 3,7% | 3,7% | 3,7% | 3,7% | 3,7% | 3,7% | 3,7% | 3,7% | 3,7% | 3,7% | 3,7% | 3,7% | 3,7% | 3,7% | 3,7% | 3,7% | 3,7% | 3,7% | 3,7% | 3,7% | 3,7% | 31,8% | 4,3% | 6,9% | ±3,09% |

## Resultados

### Prefeito
Fonte: TSE
| Candidato(a)                     | Vice                      | 1º turno 6 de outubro de 2024 | 1º turno 6 de outubro de 2024 |
| Candidato(a)                     | Vice                      | Votação                       | Votação                       |
| Candidato(a)                     | Vice                      | Total                         | %                             |
| -------------------------------- | ------------------------- | ----------------------------- | ----------------------------- |
| Professora Nilda (Solidariedade) | Kátia Pires (UNIÃO)       | 47.882                        | 46,92%                        |
| Salatiel (PL)                    | Homero (Republicanos)     | 45.157                        | 44,25%                        |
| Marciano Júnior (Avante)         | Cel Dolvim (PRTB)         | 4.593                         | 4,50%                         |
| Professor Eron (PT)              | Mônica Cavalcante (PCdoB) | 3.501                         | 3,43%                         |
| Daniel Rizzi (NOVO)              | Samuel Guerra (NOVO)      | 910                           | 0,89%                         |
| Total de votos válidos           | Total de votos válidos    | 102.043                       | 100%                          |
| → Votos válidos                  | → Votos válidos           | 102.043                       | 90,59%                        |
| → Votos brancos                  | → Votos brancos           | 4.133                         | 3,67%                         |
| → Votos nulos                    | → Votos nulos             | 6.470                         | 5,74%                         |
| Total de votos                   | Total de votos            | 112.646                       | 100%                          |
| → Total de votos                 | → Total de votos          | 112.646                       | 79,18%                        |
| → Abstenções                     | → Abstenções              | 29.618                        | 20,82%                        |
| Eleitores aptos a votar          | Eleitores aptos a votar   | 142.264                       | 100%                          |

#### Resultado por bairro
Fonte: TSE
Nota: Os seguintes bairros não possuem local de votação: Encanto Verde, Parque das Árvores, Parque das Nações e Parque do Jiqui.
| Bairro               | Professora Nilda (Solidariedade) | Professora Nilda (Solidariedade) | Salatiel (PL) | Salatiel (PL) | Marciano Júnior (Avante) | Marciano Júnior (Avante) | Professor Eron (PT) | Professor Eron (PT) | Daniel Rizzi (NOVO) | Daniel Rizzi (NOVO) | Votos válidos | Votos válidos | Brancos | Brancos | Nulos | Nulos | Comparecimento | Comparecimento | Abstenção | Abstenção |        |   |      |   |      |   |      |   |      |   |
| Bairro               | Votos                            | %                                | Votos         | %             | Votos                    | %                        | Votos               | %                   | Votos               | %                   | Votos válidos | Votos válidos | Brancos | Brancos | Nulos | Nulos | Comparecimento | Comparecimento | Abstenção | Abstenção | Qtd.   | % | Qtd. | % | Qtd. | % | Qtd. | % | Qtd. | % |
| -------------------- | -------------------------------- | -------------------------------- | ------------- | ------------- | ------------------------ | ------------------------ | ------------------- | ------------------- | ------------------- | ------------------- | ------------- | ------------- | ------- | ------- | ----- | ----- | -------------- | -------------- | --------- | --------- | ------ | - | ---- | - | ---- | - | ---- | - | ---- | - |
| Bairro               | Bela Parnamirim                  | 1 455                            | 55,16%        | 1 063         | 40,30%                   | 89                       | 3,37%               | 28                  | 1,06%               | 3                   | 0,11%         | 2 638         | 91,85%  | 94      | 3,27% | 140   | 4,87%          | 2 872          | 80,88%    | 679       | 19,12% |   |      |   |      |   |      |   |      |   |
| Boa Esperança        | 1 997                            | 45,94%                           | 1 992         | 45,82%        | 201                      | 4,62%                    | 123                 | 2,83%               | 34                  | 0,78%               | 4 347         | 92,12%        | 140     | 2,97%   | 232   | 4,92% | 4 719          | 82,44%         | 1 005     | 17,56%    |        |   |      |   |      |   |      |   |      |   |
| Cajupiranga          | 711                              | 43,33%                           | 774           | 47,17%        | 107                      | 6,52%                    | 31                  | 1,89%               | 18                  | 1,10%               | 1 641         | 90,46%        | 53      | 2,92%   | 120   | 6,62% | 1 814          | 76,57%         | 555       | 23,43%    |        |   |      |   |      |   |      |   |      |   |
| Centro               | 1 781                            | 41,89%                           | 2 019         | 47,48%        | 257                      | 6,04%                    | 161                 | 3,79%               | 34                  | 0,80%               | 4 252         | 92,29%        | 125     | 2,71%   | 230   | 4,99% | 4 607          | 78,30%         | 1 277     | 21,70%    |        |   |      |   |      |   |      |   |      |   |
| Cohabinal            | 2 743                            | 39,84%                           | 3 429         | 49,80%        | 423                      | 6,14%                    | 237                 | 3,44%               | 53                  | 0,77%               | 6 885         | 92,73%        | 214     | 2,88%   | 326   | 4,39% | 7 425          | 81,08%         | 1 733     | 18,92%    |        |   |      |   |      |   |      |   |      |   |
| Cotovelo             | 316                              | 49,30%                           | 242           | 37,75%        | 23                       | 3,59%                    | 53                  | 8,27%               | 7                   | 1,09%               | 641           | 91,18%        | 28      | 3,98%   | 34    | 4,84% | 703            | 77,94%         | 199       | 22,06%    |        |   |      |   |      |   |      |   |      |   |
| Emaús                | 4 100                            | 43,80%                           | 4 214         | 45,02%        | 590                      | 6,30%                    | 373                 | 3,99%               | 83                  | 0,89%               | 9 360         | 88,43%        | 442     | 4,18%   | 783   | 7,40% | 10 585         | 79,21%         | 2 778     | 20,79%    |        |   |      |   |      |   |      |   |      |   |
| Jardim Planalto      | 1 359                            | 42,99%                           | 1 500         | 47,45%        | 162                      | 5,12%                    | 110                 | 3,48%               | 30                  | 0,95%               | 3 161         | 93,24%        | 89      | 2,63%   | 140   | 4,13% | 3 390          | 82,32%         | 728       | 17,68%    |        |   |      |   |      |   |      |   |      |   |
| Liberdade            | 2 047                            | 53,29%                           | 1 518         | 39,52%        | 200                      | 5,21%                    | 58                  | 1,51%               | 18                  | 0,47%               | 3 841         | 93,12%        | 108     | 2,62%   | 176   | 4,27% | 4 125          | 85,05%         | 725       | 14,95%    |        |   |      |   |      |   |      |   |      |   |
| Monte Castelo        | 3 273                            | 48,45%                           | 3 030         | 44,86%        | 285                      | 4,22%                    | 122                 | 1,81%               | 45                  | 0,67%               | 6 755         | 90,51%        | 237     | 3,18%   | 471   | 6,31% | 7 463          | 83,95%         | 1 427     | 16,05%    |        |   |      |   |      |   |      |   |      |   |
| Nova Esperança       | 3 165                            | 51,11%                           | 2 583         | 41,71%        | 267                      | 4,31%                    | 130                 | 2,10%               | 48                  | 0,78%               | 6 193         | 92,09%        | 228     | 3,39%   | 304   | 4,52% | 6 725          | 79,16%         | 1 770     | 20,84%    |        |   |      |   |      |   |      |   |      |   |
| Nova Parnamirim      | 8 037                            | 45,21%                           | 7 452         | 41,91%        | 566                      | 3,18%                    | 1 371               | 7,71%               | 353                 | 1,99%               | 17 779        | 87,04%        | 1 097   | 5,37%   | 1 550 | 7,59% | 20 426         | 71,72%         | 8 053     | 28,28%    |        |   |      |   |      |   |      |   |      |   |
| Parque de Exposições | 795                              | 49,78%                           | 691           | 43,27%        | 71                       | 4,45%                    | 27                  | 1,69%               | 13                  | 0,81%               | 1 597         | 90,23%        | 69      | 3,90%   | 104   | 5,88% | 1 770          | 82,63%         | 372       | 17,37%    |        |   |      |   |      |   |      |   |      |   |
| Passagem de Areia    | 4 455                            | 47,83%                           | 4 269         | 45,83%        | 406                      | 4,36%                    | 142                 | 1,52%               | 43                  | 0,46%               | 9 315         | 91,69%        | 340     | 3,35%   | 504   | 4,96% | 10 159         | 81,74%         | 2 269     | 18,26%    |        |   |      |   |      |   |      |   |      |   |
| Pirangi do Norte     | 1 210                            | 60,38%                           | 601           | 29,99%        | 161                      | 8,03%                    | 27                  | 1,35%               | 5                   | 0,25%               | 2 004         | 91,17%        | 76      | 3,46%   | 118   | 5,37% | 2 198          | 83,83%         | 424       | 16,17%    |        |   |      |   |      |   |      |   |      |   |
| Pium                 | 669                              | 54,13%                           | 447           | 36,17%        | 52                       | 4,21%                    | 64                  | 5,18%               | 4                   | 0,32%               | 1 236         | 90,48%        | 63      | 4,61%   | 67    | 4,90% | 1 366          | 77,70%         | 392       | 22,30%    |        |   |      |   |      |   |      |   |      |   |
| Rosa dos Ventos      | 1 328                            | 45,00%                           | 1 422         | 48,19%        | 97                       | 3,29%                    | 84                  | 2,85%               | 20                  | 0,68%               | 2 951         | 91,10%        | 102     | 3,18%   | 158   | 4,92% | 3 211          | 81,66%         | 721       | 18,34%    |        |   |      |   |      |   |      |   |      |   |
| Santa Tereza         | 3 129                            | 50,48%                           | 2 738         | 44,17%        | 194                      | 3,13%                    | 113                 | 1,82%               | 25                  | 0,40%               | 6 199         | 91,35%        | 242     | 3,57%   | 345   | 5,08% | 6 786          | 81,21%         | 1 570     | 18,79%    |        |   |      |   |      |   |      |   |      |   |
| Santos Reis          | 2 736                            | 45,85%                           | 2 817         | 47,21%        | 259                      | 4,34%                    | 110                 | 1,84%               | 45                  | 0,75%               | 5 967         | 91,91%        | 212     | 3,27%   | 313   | 4,82% | 6 492          | 80,51%         | 1 572     | 19,49%    |        |   |      |   |      |   |      |   |      |   |
| Vale do Sol          | 854                              | 46,11%                           | 874           | 47,19%        | 67                       | 3,62%                    | 51                  | 2,75%               | 6                   | 0,32%               | 1 852         | 92,23%        | 49      | 2,44%   | 107   | 5,33% | 2 008          | 81,33%         | 461       | 18,67%    |        |   |      |   |      |   |      |   |      |   |
| Vida Nova            | 1 722                            | 50,22%                           | 1 482         | 43,22%        | 116                      | 3,38%                    | 86                  | 2,51%               | 23                  | 0,67%               | 3 429         | 90,19%        | 125     | 3,29%   | 248   | 6,52% | 3 802          | 80,72%         | 908       | 19,28%    |        |   |      |   |      |   |      |   |      |   |

### Vereadores
Fontes: TSE e Câmara Municipal de Parnamirim
Nota: O ícone  indica quais foram reeleitos.
|                                                     |                   |                   |          |
| Partido/Federação                                   | Votação           | Votação           | Votação  |
| Partido/Federação                                   | Total             | %                 | Assentos |
| Solidariedade                                       | 12.575            | 12,11%            | 3 / 21   |
| Rafaela de Nilda Eurico da Japão Rhalessa De Clenio | 2.305 2.091 2.014 | 2,21% 2,00% 1,93% | —        |
| PL                                                  | 11.959            | 11,52%            | 3 / 21   |
| Gabriel César Afrânio Bezerra Michael Diniz         | 2.202 2.025 1.360 | 2,11% 1,94% 1,30% | —        |
| PODE                                                | 10.281            | 9,90%             | 2 / 21   |
| Leo Lima Rodrigo                                    | 2.162 1.660       | 2,07% 1,59%       | —        |
| PP                                                  | 10.110            | 9,74%             | 2 / 21   |
| Michael Borges Thiago Fernandes                     | 2.365 1.727       | 2,26% 1,65%       | —        |
| Federação PSDB Cidadania                            | 8.835             | 8,51%             | 2 / 21   |
| Wolney França (PSDB) Professor Italo (PSDB)         | 2.204 1.772       | 2,11% 1,70%       | —        |
| MDB                                                 | 8.762             | 8,43%             | 2 / 21   |
| Dr. César Maia Chicão                               | 2.109 1.753       | 2,02% 1,68%       | —        |
| UNIÃO                                               | 8.442             | 8,13%             | 2 / 21   |
| Carol Pires Eder Queiroz                            | 1.885 1.762       | 1,80% 1,69%       | —        |
| Republicanos                                        | 7.334             | 7,06%             | 2 / 21   |
| Rárika Bastos Irani Guedes                          | 1.665 1.658       | 1,59%             | —        |
| Avante                                              | 7.253             | 6,99%             | 1 / 21   |
| Dr. Jonas Godeiro                                   | 1.344             | 1,29%             | —        |
| DC                                                  | 6.926             | 6,67%             | 1 / 21   |
| Professor Diego                                     | 1.413             | 1,35%             | —        |
| PSD                                                 | 6.026             | 5,80%             | 1 / 21   |
| Binho de Ambrósio                                   | 1.924             | 1,84%             | —        |
| Federação Brasil da Esperança                       | 4.448             | 4,28%             | 0 / 21   |
| PRTB                                                | 1.289             | 1,24%             | 0 / 21   |
| NOVO                                                | 279               | 0,27%             | 0 / 21   |
| Total de votos válidos                              | 103.818           | 100%              | —        |
| → Votos válidos                                     | 103.818           | 99,33%            | —        |
| → Votos anulados                                    | 701               | 0,67%             | —        |
| Total de votos a candidatos concorrentes            | 104.519           | 100%              | —        |
| → Votos a candidatos concorrentes                   | 104.519           | 92,79%            | —        |
| → Votos brancos                                     | 4.458             | 3,96%             | —        |
| → Votos nulos                                       | 3.369             | 3,26%             | —        |
| Total de votos                                      | 112.646           | 100%              | —        |
| → Total de votos                                    | 112.646           | 79,18%            | —        |
| → Abstenções                                        | 29.618            | 20,82%            | —        |
| Eleitores aptos a votar                             | 142.264           | 100%              | —        |